# 世界平和統一家庭連合
世界平和統一家庭連合（せかいへいわとういつかていれんごう、ハングル: 세계평화통일가정연합）、通称旧統一教会（きゅうとういつきょうかい）、旧称世界基督教統一神霊協会（せかいキリストきょうとういつしんれいきょうかい）は、文鮮明によって1954年5月1日に韓国で創設された新興宗教およびその宗教団体（宗教法人）。略称は家庭連合（かていれんごう）で、旧略称は統一教会（統一協会と記載されることもあるが、公式には統一教会）。

旧称の世界基督教統一神霊協会時代のシンボルマーク

## 概要
統一教会はキリスト教系の新宗教とされ、キリスト教系の単立に分類されている。国際的にはカルトまたはセクトとみなされており、韓国ではキリスト教の異端である似而非宗教（サイビ宗教 사이비종교）と見なされている。フランスでの反セクト法を初め、各国で監視と規制の対象となっている。2025年3月には、日本でも高額献金や霊感商法の問題により解散が東京地裁で命じられ、現在上告中である。
関連団体である原理研究会による家庭破壊や学業放棄等の問題、霊感商法とマインドコントロールを応用した高額な物販と献金、勧誘・教化手法に関する問題や、教団が結婚相手を決める合同結婚式、信者間の養子縁組、大韓民国中央情報部（KCIA）と連携した国際的な政治工作活動、反共産主義や朝鮮半島の統一の支持、冷戦終結後から転じた北朝鮮との密接な友好関係、反夫婦別姓、反LGBT運動、世界各国の保守派・極右勢力との関係がある。
米国では日本人信者が水産会社を起業し、全米の中・高級寿司屋向けの鮮魚流通の8割を占めて寿司を広めたりするなど多角的にビジネスを広げている。その巨大な資金力を利用して国際的な政治力も獲得している。1978年11月1日に公表された米下院のフレイザー委員会報告書では、「厳格な規律をもった国際政党の特徴を備えている」と評価されており、教団の最終目的を、教祖の文鮮明を頂点とする「世界的な政教一致国家を樹立すること」だと断定している。統一教会が大きく成長した最大の戦略的要因として、宗教学者で北海道大学教授の櫻井義秀は、統一教会が国別に機能を特化させる戦略をあげており、「宗教的競争力のなさを、政治・経済部門の事業多角化とグローバルな事業展開で乗り切ったこと」であると述べている。

## 歴史

### 梨花女子大学事件
1954年の発足当時、教勢の拡大を目論む文鮮明は政治家や高級官僚とのコネクションの構築を目論み、名門大学として知られていた延世大学と梨花女子大学への布教を計画した。1955年、統一教会に入信した複数の梨花女子大学の教員と学生が退学処分となり、新聞が連日報道する一大スキャンダルに発展、女子大生を不法監禁した容疑等で文鮮明ら複数の教団幹部が逮捕された。これが梨花女子大学事件である。文は最終的に無罪となったが、統一教会の異端的教義や、1955年7月14日の東亜日報で「これはと思う女性信者がみつかると、３日間の説教中に別室に誘って、”私は神の子だ。私と肉体関係を持てば、あなたは救世主を生める”と言って貞操を奪う。彼の説教に疑問を抱き、退散しようとすると”死んでしまうぞ”と脅し、目的を達する」と報じられたように、「淫教」であるとのイメージが広まり、韓国国内での布教が困難となった。韓国のキリスト教界は、統一教会は信者に血分けを強要する性欲主義の団体であり、キリスト教とは無縁な邪教だとの見解を表明していた。

### 韓国政府筋とのコネクション構築

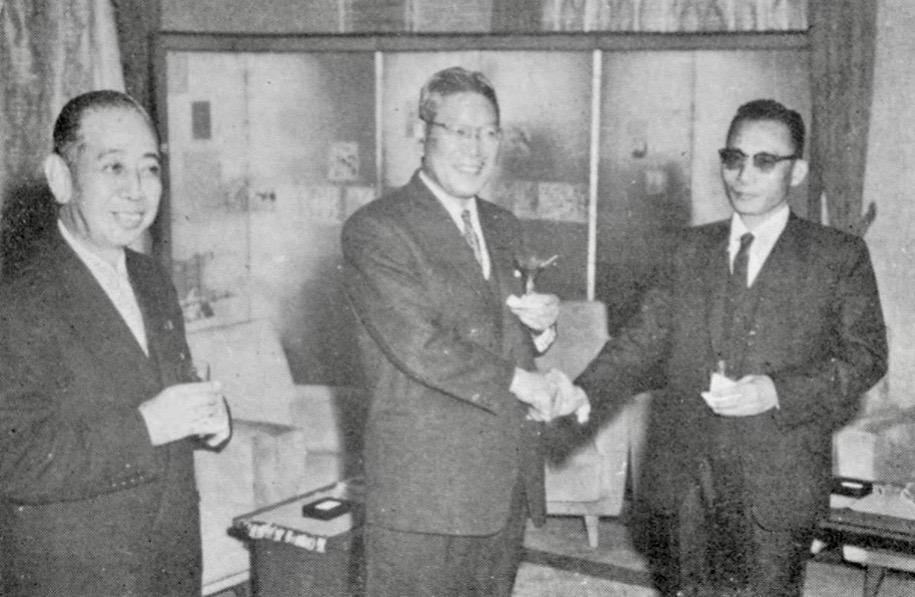
左から岸信介、池田勇人首相、朴正熙（1961年11月11日）

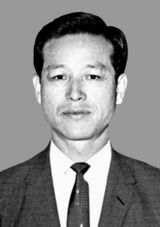
KCIA初代長官の金鍾泌

1957年、英語を話す4人の韓国陸軍の青年将校がそろって統一教会に入信した。すなわち朴普煕（パク・ポヒ）、韓相国（別名ブド・ハン）、金相仁（スチーブ・キム）、韓相吉（ハン・サンキル）の4人である。彼らはいずれも1961年5月の軍事クーデター以後、韓国政府との重要なコネを教団側に提供した。朴普煕は同年に陸軍武官補佐官として駐米韓国大使館に赴任し、韓相国は大韓民国中央情報部初代長官の金鍾泌の個人的な補佐となり、金相仁は金鍾泌の通訳を経てKCIAのメキシコ・シティ支局長となり、韓相吉は1960年代末にワシントンの韓国大使館付武官となった。統一教会は金鍾泌によって再編され、朴正熙政権が権力を確立するにつれ、兵器産業などのビジネスにも参入し、拡大発展していった。
朴正煕政権期には「反共思想」を掲げることで韓国政府と特に親密な関係を築き、大韓民国中央情報部（KCIA）金鍾泌長官の指示で「韓国政府機関」として再編された。各種親韓反共団体を作り、軍需産業などビジネスにも進出し、文鮮明と朴普熙はKCIAのエージェントとしてソウルから指示を受け、アメリカや日本でロビー活動や各種の政治工作を行った。これは後にコリアゲート事件として問題視されることになる。

### 日本進出・自民党との反共親米コネクション構築
1958年、文鮮明は崔奉春に日本での布教を命じた。貨物船に潜伏する密航は3度失敗し、最終的に同年7月に福岡県に上陸した。1959年10月2日、新宿区戸塚町（現在の新宿区西早稲田）の時計店で最初の礼拝を行い、日本統一教会が発足した。初期の日本統一教会の後ろ盾となったのが、右翼のリーダー的存在であった笹川良一であった。笹川は1963年に教団の顧問となり、不法滞在者の崔が警察に逮捕された際にも賀屋興宣法務大臣に働きかけ、再入国の手筈を整えたと伝えられる。
1964年11月1日、日本統一教会は、教団本部を北沢1丁目（現在の代沢5丁目）から、岸信介が高峰三枝子に返却した渋谷区南平台町45番地（当時の番地）に移転。岸が首相公邸として使っていた建物はそのまま本部の建物となり、本部と岸の私邸は隣続きになった。岸は教団と最初に強固な関係を築いた政治家であり、その岸が教団に注目した背景には安保闘争を通じて体験した当時の左派勢力の勢いに危機感を抱き、その対抗勢力として教団を利用する狙いがあったと考えられている。日本での布教にあたり、上記のように朴正熙への接近・韓国政府機関化に成功した際にも利用した反共理念を掲げる手法を再利用することで、反共親米を掲げていた岸信介に接近した。多くの在日韓国人もこうした統一教会による反共親米による自民党との連携の動きに呼応した。旧統一教会は宗教的な布教の限界を悟った後、自由主義と共産主義の思想対立が主要軸な冷戦時代のおかげで「政治的な布教」ともいうべき、反共親米を掲げることで用日路線ながらも日本で基盤を固めていった。
1967年、岸と笹川は文鮮明と会談を持ち、翌年の1968年、児玉誉士夫の協力も得て反共政治団体の国際勝共連合を設立する。顧問団には玉置和郎ら自民党の代議士が名を連ねた。以降から教団は反共産主義の活動を中心に、日本政界に浸透していった。教団は現在に至るまで、勝共連合等の関連団体あるいはダミー団体を通じて、自由民主党を中心に政治家と密接な関係を保ち続けている。なお、自民党と教団系の勝共連合との協力関係は、1978年当時の福田赳夫内閣総理大臣が参議院予算委員会で公式に認めている。勝共連合から自民党へ多額の政治献金がなされていたこと、勝共連合からの借入金の存在が当時の自治省の資料より確認できる。

### 大学における親泣かせの原理運動

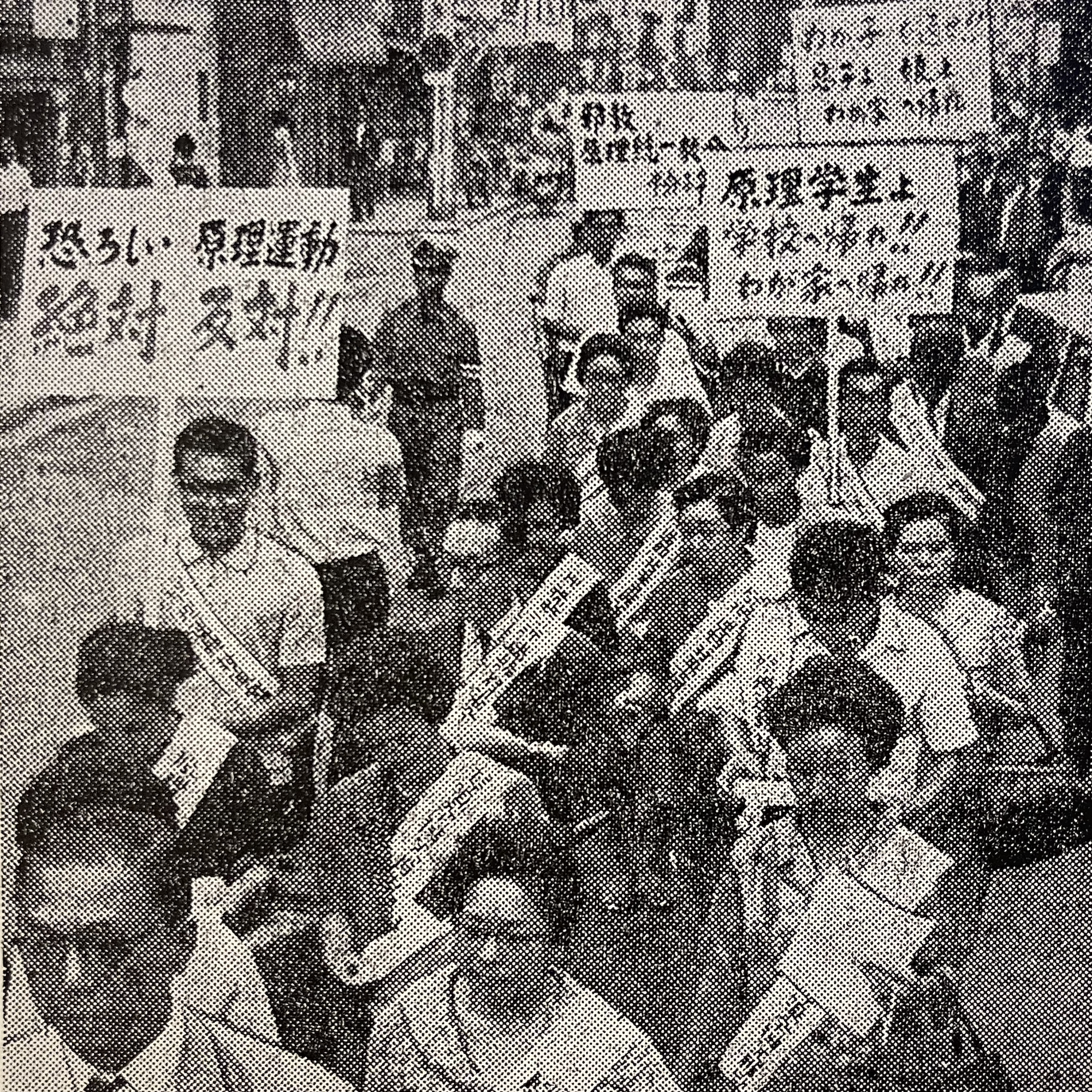
デモ中の被害者団体「原理運動対策全国父母の会」（1967年）

1960年代、日本で最初に社会問題化したのは教団系の学生団体である原理研究会であった。大学のキャンパス内で教団に勧誘された後、勝共連合の政治活動や教団の布教活動に熱中するあまり学業を放棄したり、親と絶縁する学生が続出し、「親泣かせの原理運動」としてマスメディアに広く取り上げられた。日本初の被害者団体「原理運動対策全国父母の会」が結成されたのもこの時期であった。
1970年、大阪府茨木市で開かれた原理研の夏季合宿で当時18歳の関西大学の学生が監禁された上、全身打撲・全身衰弱により死亡するという事件が発生した。この事件では関係者7人が書類送検され、合宿の責任者に監禁および保護責任者遺棄致死で懲役1年、執行猶予2年の判決が言い渡された。

### 教義化された反日思想

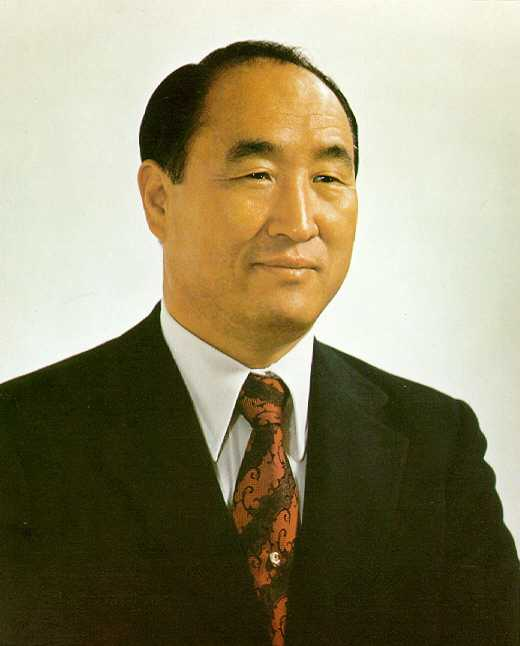
文鮮明のポートレート（1974年）

統一教会の経典である原理講論が完成したのは1966年であった。教団ではあくまで原理講論を文鮮明の初期の説教を体形立てた物に過ぎないとしており、本来は文鮮明の発言そのものが教義であるとされている。これは全615巻『文鮮明先生말씀選集』として出版されている。
原理講論では、日本は韓国人と韓国のキリスト教を過酷に弾圧したために「サタン（悪魔）側の国」であるとされており、対照的に韓国はイエス・キリストが再臨する地であり、韓民族は選民であると位置付けられる。後に社会問題化する霊感商法等の問題の背景には、原理講論にも反映されている日本に対する恨（ハン）の感情が指摘されている。文鮮明は大日本帝国統治下の朝鮮半島で出生し、その幼少期を「強大国に踏みにじられる弱小民族の苦痛と悲しみがなんであるかを骨髄にしみるほど体験した」と語っている。また、日本留学中には大韓民国臨時政府の金九と協力、抗日地下運動に参加していたことも公言していた。また、1990年代には教団は伊藤博文暗殺犯の安重根や抗日運動の英雄とされる柳寛順を称える運動も展開していた。文鮮明の教え（教義）の一つとして、文教祖の恨（ハン）を晴らすのは「エバ国家日本をアダム国家韓国の植民地にすること」「天皇を自分（文鮮明）にひれ伏させること」としている。
なお、日本の教団は「韓国支配」の体制になっており、方針を自主的に決定することはなく、韓国人幹部が日本の教会を統制し、地方レベルでも韓国人が支配する体制が敷かれている。教団の運営資金の7割は日本が担っており、その原資は日本における霊感商法や信者からの経済的搾取より得られた金であるとされる。統一教会が日本を狙ったのは経済的動機が大きいとも言われる

### 世界進出とコリアゲート事件

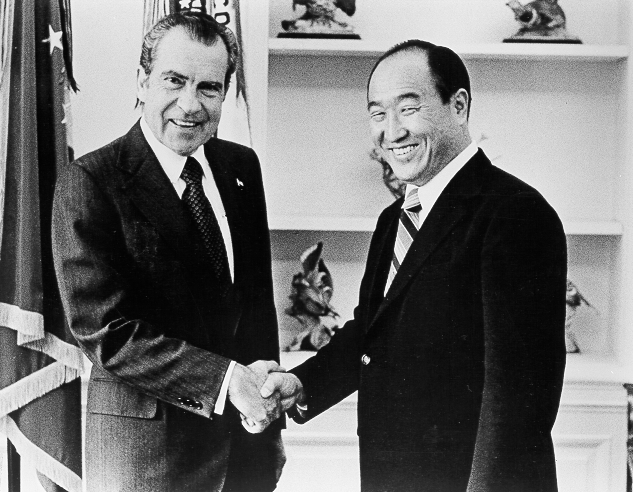
ホワイトハウスにて面会したニクソン大統領と文鮮明（1974年）

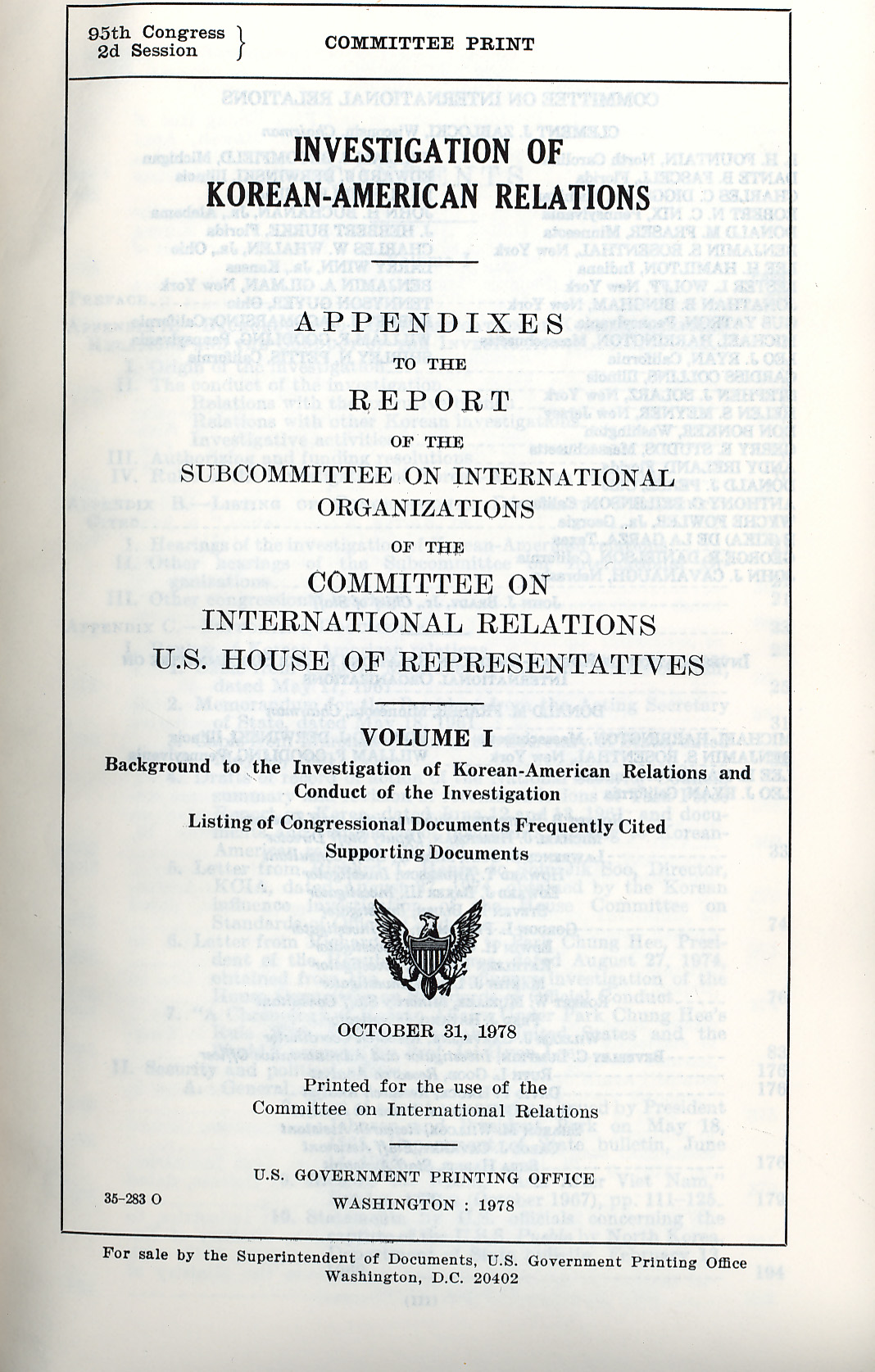
1978年11月1日に公表されたフレイザー報告書

文鮮明は1970年代からアメリカに拠点を移し、反共運動を通じた共和党とのコネクション構築を目論んだ。文鮮明は1973年にニューヨーク・タイムズに意見広告「許せ、愛せ、団結せよ」と題した意見広告を出稿し、ウォーターゲート事件の渦中にあった当時のリチャード・ニクソン大統領に接近した。
1976年、在韓米軍の撤退阻止を目論む韓国政府による米国議会および米国政府への買収工作（コリアゲート事件）が発覚。この問題の調査のためアメリカ合衆国下院はフレイザー委員会を設置、その調査の過程で統一教会は韓国政府およびKCIAと密接な関係を保ち、その要請により、ワシントンにある関係団体「韓国自由文化財団」や同市にあるディプロマット・ナショナル銀行などを通じて秘密活動の一翼を担ったことが明らかとされた。何百万ドルもの資金を違法に調達して国境を越えて移動させ、米国内で反日デモを組織するなど韓国の国益を促進し、韓国の政治的目的を達成するために各種の工作を行っていた。
統一教会はイスラエルの対パレスチナ強硬派やフランスのジャン＝マリー・ル・ペン時代の国民戦線、ニカラグアの反共ゲリラ・コントラなど、世界各国の保守強硬派あるいは極右勢力を後援していることでも知られている。

### 霊感商法の社会問題化

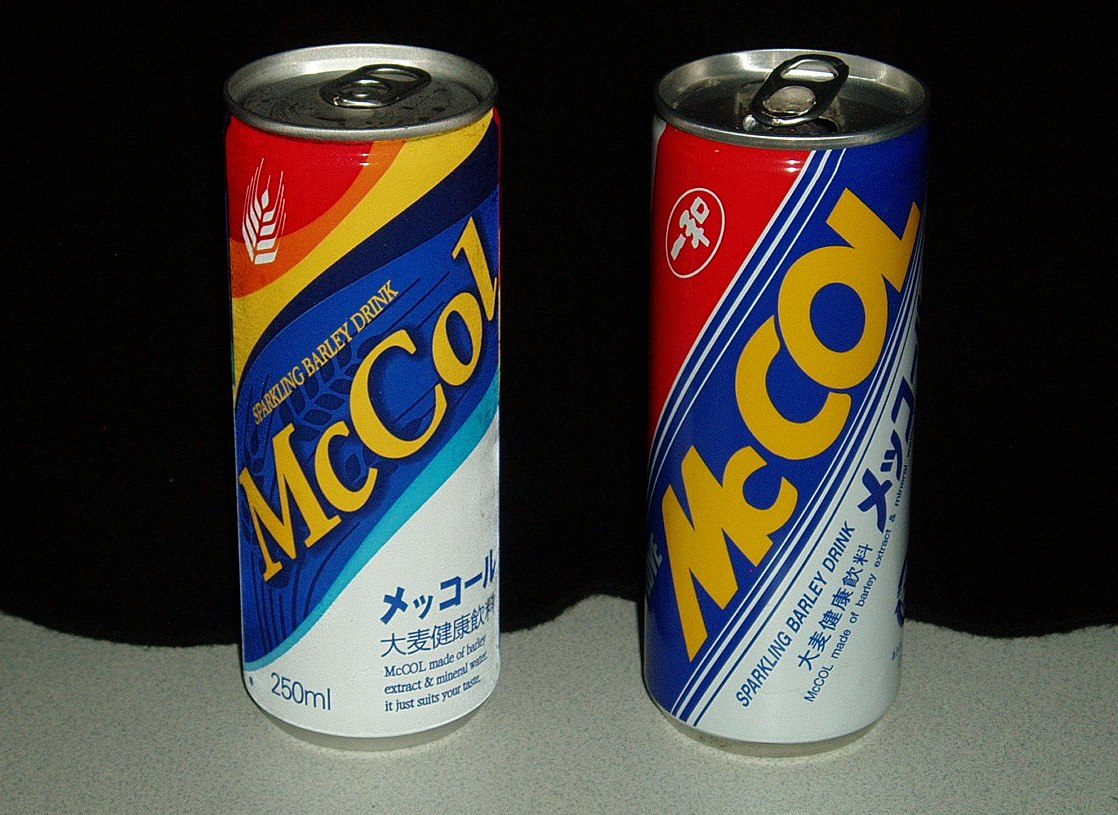
メッコールを製造する統一教会系企業「一和」は霊感商法の商材に使われる朝鮮人参関連商品を製造していた

1970年代後半から、霊感商法による経済的被害が問題視されるようになった。全国霊感商法対策弁護士連絡会によると、判明している分だけで、1987年から2021年までの被害件数は3万4537件で、被害総額は約1237億円に上る。霊感商法の商材には関連企業で製造された壺・印鑑・多宝塔・朝鮮人参濃縮液などが用いられた。2007年から2010年にかけて教団信者への特商法・薬事法違反による摘発が合計13件と相次ぎ、2009年2月の新世事件では、教団の渋谷教会及び豪徳寺教会も強制捜査の対象となり、特商法違反（威迫・困惑）で5人が罰金刑、2名が執行猶予付きの懲役刑および罰金刑に処せられた。
青春を返せ裁判などの関連事件に携わった弁護士の郷路征記によれば、信者は「マインドコントロール」を受けているため善悪の基準が転換し、客観的には悪とされる行為も、神のためであれば善であると信じるようになっている。このため信者は霊感商法や無言電話、違法な選挙運動などの反社会的な行為を平気で行うとされる。統一教会の信者の特徴の1つとして「正体を隠す」ことが知られており、信者であるか質問されても「信者でない」と嘘をつくこともある。また、教団内部では「天的うそ」と呼ばれる方便があり、正体を隠しての勧誘や募金、宣伝活動など教団の活動のあらゆる側面で、教団外部の人間をだますことを正当化しているとされる。
信者は教団の経済活動のために酷使され、海外の危険地域等に送り出され犯罪に巻き込まれることも多い。弁護士らは、金銭を収奪する献金や「霊感商法」よりも、信者の人生を浪費させる「献身」のほうがより悪質な被害を生んでいるとしている。なお、統一教会では「アベルとカインの原則」と呼ばれる上下関係が徹底されている。信者は再臨のメシアである文鮮明を頂点として、教団内部の上司に対する絶対的服従が求められており、アベルに対する「報・連・相（報告・連絡・相談）」も指導されている。その対象は事務的なものだけでなく、私生活に関わることや心情的な内容までも求められる。
霊感商法を批判するマスメディアや個人を対象に激しい嫌がらせが行われていた。教団関係者は反対派に「共産主義者」「サタン」といったレッテルを貼って攻撃をするほか、インターネットを通じて、一般人を装って嫌がらせの書き込みをすることなどが指摘されている。
教会側は2009年にコンプライアンス宣言を出し、教会から信者に法令遵守を説き、それ以降は教会は変わったとしていて、解散請求をめぐる裁判においてもこれが教会側主張の大きな力点となっている。2025年5月現在、2009年以降において、約10億円の被害に対し、裁判は3件、和解は9件、示談は167件となっている。これについて、地裁は同じようなパターンが見られ改善は見えがたいと判定、て解散命令につながっている。約40年の間に被害者が延べ1500人、被害額は200億円、全国に被害が及んでいることから組織的に行われ、改善されることなく今日に至っているとされている。

### 冷戦終結による北朝鮮への接近・友好関係化
冷戦終結後の1991年以降からは敵対していた北朝鮮に接近し、友好関係へ転じた。アメリカ国防情報局の報告書によると、日本信者が統一教会に寄付した資金を原資に、統一教会から北朝鮮に4500億円が寄贈された。韓国国防部の専門家は、統一教会の資金が北朝鮮の核開発と大陸間弾道ミサイルの開発の原資でだったと分析している。1994年に統一教会が関与する日本の小さな商社を通じて、ロシアから北朝鮮に老朽化した潜水艦が売却され、これは後に潜水艦発射弾道ミサイル（SLBM）開発の元になっていたと報告された。

### 教団の分裂

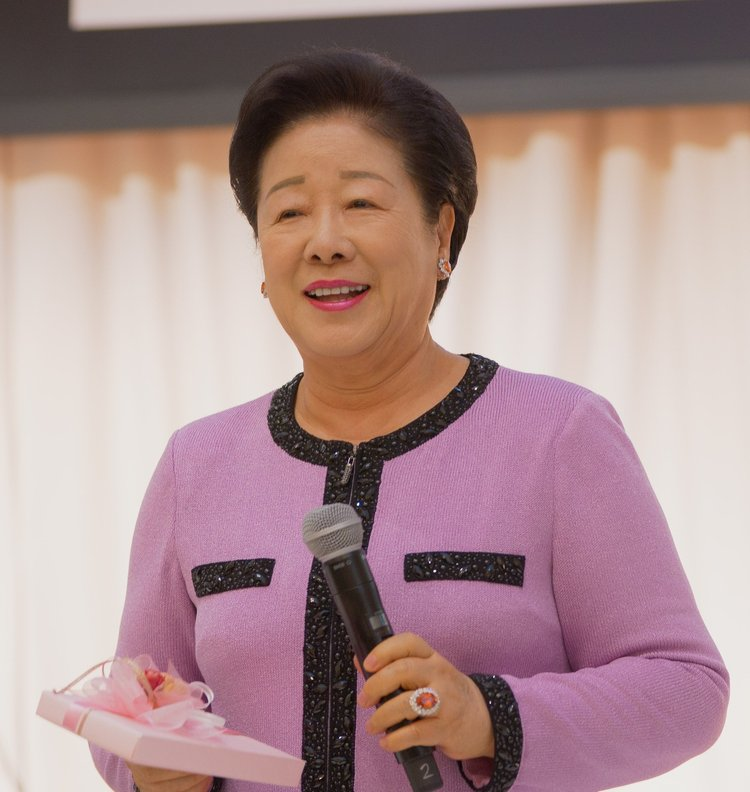
文鮮明の死後、教団指導者の立場は妻の韓鶴子に引き継がれた

2012年9月3日に文鮮明が死去すると、文と韓鶴子の7男の文亨進は、母親の命により2013年2月に米国会長を解任された。2015年1月、文亨進は分家組織である世界平和統一聖殿（通称：サンクチュアリ教会）を、アメリカ統一教会とは別にアメリカ国内にて立ち上げた。統一教会は現在、文亨進のサンクチュアリ教会を「脱会組織」とみなしている。文亨進はトランプ支持者であるとされ、AR-15を重要視する“Rod of Iron Ministries”を率いている事で知られ、2021年アメリカ合衆国議会議事堂襲撃事件にも参加した。

### 安倍晋三銃撃事件後
2022年7月8日、奈良県の大和西大寺駅前で元内閣総理大臣の安倍晋三が教団被害者の男に銃撃・殺害される事件が発生する。男は信者の母親が教団に高額の献金を繰り返したことにより家庭が崩壊し、長年の経済的苦境に追い込まれていた。男は当初教団代表の韓鶴子を狙っていたが、教団の組織票を取りまとめたり、教団関連団体の天宙平和連合にビデオメッセージを送るなどの関係を持っていた安倍を教団の有力なシンパの1人であると考え、犯行に至った。
教団と自民党の長年に渡る密接な関係が焦点となり、当時の岸田内閣の支持率は急落、教団と接点を持っていた山際大志郎は事実上の更迭に追い込まれ、解散請求命令を求める世論も高まった。
親世代が統一教会の信者である「2世信者」の境遇にも注目が集まった。幼少期から信仰を強要されるなど、ドメスティック・バイオレンス（DV）の状態にあった当時の子供達は、信者や教会からの特定を恐れ、息をひそめ生活せざるを得ない等の理由により散在状態になっており、弁護団が救済の為に活動している状態である。
2023年10月13日、文部科学省は、宗教法人法に基づく統一教会の解散命令を東京地方裁判所に請求した。
2025年3月25日、東京地方裁判所は高額献金や霊感商法の問題を理由に教団に解散を命じた。宗教法人法違反に伴う解散指示はオウム真理教と明覚寺に続いて3例目となった。
解散命令後、NHK党との関係を深めており7月の参院選では選挙支援を申し出ている。立花孝志、浜田聡ら党関係者は教団擁護の論陣を張り、イベントで教団信者との交流を続けている。

## 政治思想・政治活動

### 政界との関係
旧統一教会と接点が判明した国会議員数
自由民主党　　146人
日本維新の会　15人
立憲民主党　　14人
公明党　　　　3人
国民民主党　　2人
参政党　　　　1人
無所属　　　　3人
なお、日本共産党とれいわ新選組、社会民主党は旧統一教会との接点は確認されていない

### 韓国を中心とする世界統一運動
教団の教義には韓国の伝統的な習俗が反映されており、使用される用語にも韓国語由来のものが多い。例えば、教団内で信者は韓国語で「家族」にあたる「食口（シック）」と呼ばれているほか、日本人信者への韓国語教育も命じられていた。儀式の服装や拝礼も韓国色が強く、人事面でも韓国人が優遇されていた。
元日本統一教会本部広報局長で、教団系メディア『世界日報』元編集長の副島嘉和の内部告発によれば、韓国で教えられている教義では「韓民族が選民であり、他民族に優越している」「韓国語が世界共通語になる」とされており、韓国が世界の中心であるとする「韓国中心主義」が説かれている。
教団の教典『原理講論』の韓国語版では、日本は「サタン」側の国であるとされている。なぜなら、日本は代々天照大神を崇拝して、韓国キリスト教を過酷に迫害した国であるからである。一方、韓国はイエス・キリストが再臨する国であるとされている。これは教祖・文鮮明が「世界を統一する」ことを意味しているという。 
教団が「四大名節」と呼ぶ記念日には、文鮮明と家族に対して、天皇の身代わりに日本統一教会の会長・久保木修己が拝礼を行うという儀式が行われ、その他にも、アメリカ合衆国大統領などの世界各国の元首に扮した教団幹部が同様に跪く。さらには、イエス・キリスト、釈迦、孔子、ムハンマドなど主要な宗教の創始者に扮した人物も文鮮明とその家族に平伏するという。そして、統一教会が行う宗教活動や国際勝共連合が行う政治活動は、このような文鮮明の野望を実現するための方便に過ぎないとされる。
この内部告発は多大な反響を呼び、新右翼団体・一水会会長の鈴木邦男は、天皇に扮した久保木が文鮮明に平伏する儀式について、「国民の象徴として天皇を上にいただく日本国民としては見逃せぬ情景ではないか」と批判。文鮮明を道鏡になぞらえて批判した。また、教団の勧誘活動を「洗脳」とし、信者が生活の至る所で自由を制限され教団に従わせる実態を「共産主義的」と指摘。「本物の共産主義国家、ソ連や中国でも、ここまで共産主義化していない」と痛烈に批判している。反共活動を口実に教団が、自民党や体制派の文化人に接近していることについても、「「反共」すらも本当かどうか怪しい」として「反共という衣をつけて、ハナから利用するためだけに近よっている」と指摘した。教団の経済活動についても「合法、非合法を問わない強引なやり方」で、年間に240億円もの資金が日本から文鮮明に送金されていると指摘。さらに「これは日本の戦争に対する韓国側からの復讐なのかもしれないが、日本人会員にとってはそうすることによって「侵略戦争」の贖罪ができると思っている」として、その本質は、極左反日テロ組織の「東アジア反日武装戦線」と同様に、屈辱的な贖罪史観を色濃く引きずっていると指摘した。さらに教団信者の青年による選挙応援等についても、その裏には教団の日本政界への影響を強める野心があるとして、警戒を呼びかけていた。

### 反共産主義
当初は文鮮明は戦闘的な反共産主義者であり、共産主義は神の摂理に基づく民主主義に対抗する悪魔によるものと主張。韓国主導の南北統一を望む西側諸国、特に西側諸国の反共派（アメリカでは共和党、日本では自民党にあたる）から相互支持を獲得することで統一教会は規模を拡大した。
教団は共産主義革命の防止を主たる目的とし、日本においては岸信介、児玉譽士夫、笹川良一らが中心となり、1968年（昭和43年）に韓国と日本で政治団体「国際勝共連合」を組織した。団体結成に至る経緯として、美濃部都政の誕生などの左派勢力の伸長に危機感をもった日本の右派勢力が山梨の本栖湖で「第一回アジア反共連盟結成準備会」を開き、反共・愛国の民族統一戦線を結成しようとしたが同意に至らず失敗した。その後、この運動の流れを引き継いだ形で成立に至った。国際勝共連合は路上で「共産主義は間違っている」と叫び、公然と反共運動を展開した。後にこれに賛同する著名人が「勝共運動を応援する会」を結成、木内信胤などが名を連ねた。
この経緯については、1976年の第78回国会外務委員会で田英夫が、フレイザー委員会でのユナイテッド航空関係者の証言を引用する形で取り上げている。
国際勝共連合は世界の反共運動との関係を深め、 1969年、「自由擁護連盟」に接近し、タイのバンコクで開かれた世界反共連盟（WACL）の大会への参加を実現。「自由擁護連盟」は岸信介と関係の深い組織で、当時は東大名誉教授の渡辺銕蔵が会長を務めていた。
1970年9月上旬には、岸信介の紹介状により、日本統一教会会長の久保木修己と韓国大統領の朴正煕との会談が実現する。会談は1時間以上にも及び、久保木は日本における朝鮮総連についての懸念を話し、両者は反共運動での共闘を約束した。同年の9月20日、「国際勝共連合」は日本武道館で開催された世界反共連盟（WACL）を全面的に支援。米上院議員のストロム・サーモンド、キューバのカストロ議長の妹のフアニータ・カストロをゲストに迎える。総理大臣の佐藤栄作や韓国大統領の朴正煕からもメッセージを受ける。
北朝鮮の脅威を念頭に銃器製造も開始し、1958年に仁川に銃器製造会社『統一産業』朱安工場を設立した。1970年には、済州島で第二回韓日狩猟大会が開催され、日本人と韓国人の教団信者が多数参加した。文鮮明は大会開催の理由として「統一教会の青年たちは、北韓の共産党が攻め込んできた時には、銃を持って彼らに対して戦わなければなりません」と語った。
勝共連合では反共主義が徹底されており、共産主義は神を否定するサタンの思想であると説く「勝共思想（勝共理論）」 の啓蒙を運動方針の第一義に掲げている。また「国際勝共連合」は、共産主義を「神への反逆の思想」であるとしており、そのルーツは中世イタリアで発生したルネサンス運動にあるとしている。ルネサンスは中世キリスト教権威の抑圧からの解放を目指し、人間の自由な創造性を重視する運動であるが、これがフランスの啓蒙思想家に受け継がれ、フランス革命に至ったが、カール・マルクスの共産主義はこの流れを受け継いでいると主張する。
教団や勝共連合は、スパイ防止法や青少年健全育成法の制定運動、日本国憲法や教育基本法改正の推進、性教育に関する教科書改訂や子宮頸がんワクチン撲滅キャンペーンなどに取り組む一方、選択的夫婦別姓制度やジェンダーフリー、人権擁護法案、外国人への参政権付与には反対する。また専守防衛・非核三原則・武器輸出三原則の破棄などを提唱した。
なお、教団では、LGBT、同性婚や夫婦別姓を、教義の中で共産主義が装いを変えたとする「文化共産主義」と呼び、認めさせてはならないと説いている。
日本では日本共産党をターゲットにさまざまな妨害工作を仕掛けていた。1972年秋、総選挙で自民党が敗北し日本共産党が40議席獲得を実現すると、共産党をターゲットにした「救国の予言」キャンペーンを展開した。また、有田芳生が右翼の畑時夫から得た証言として、袴田里見副委員長が共産党を除名になった直後の1978年に、統一教会の久保木修己会長と国際勝共連合の梶栗玄太郎理事長が、京都市内のホテルで、袴田と面識があった畑時夫と面会し、「金はいくらかかってもいいから袴田をなんとか手に入れることができないか。共産党を攻撃する材料ができる」と相談したという。
元公安調査庁幹部の菅沼光弘は、高橋浩祐の取材に対し、統一教会に論戦を挑んだ民青のメンバーが丸めこめれて入信することも多かったと話している。
ソ連では、共産主義が失速した後、西側から様々な新興宗教が進出していたが、文鮮明もソ連人を援助し、1990年4月にモスクワで開かれた統一教会の世界メディア会議の後、ゴルバチョフと個人的に面会し、日本の経済界に働きかけて対ソ投資について調査させることを約束した。
なお、久保木修己によれば、国際勝共連合の運動の本当の目的は「反共」自体ではなく、「共産主義に打ち勝つことによって、共産主義世界をも救済し、人類一家族のような世界を実現しよう」という宗教的観点だという。国際勝共連合はゴッディズム（神主義）を基本理念としており、単なる政治運動ではなく、宗教的理念をベースにした社会啓蒙運動であり、国民教育運動でもあるという。

#### 文化共産主義
教団はジェンダーフリー、男女共同参画、夫婦別姓、同性婚などの政策を共産主義の亜種とされる「文化共産主義」として敵視している。
教団の勝共理論によれば、共産主義は3つの時代に分類される。
- ロシア革命までの思想形成期
- ロシア革命からソ連終焉までの国家体制期
- それ以降の文化・思想期（文化共産主義）

文化共産主義は第2期の体制共産主義と対比して論じられる。体制共産主義とは、ソ連共産党や日本共産党のように既存の国家権力を打倒する革命を通じてプロレタリア独裁政権を樹立しようとする従来型の共産主義である。これに対して文化共産主義は国家の精神的基盤である伝統的な宗教や文化、家庭を崩壊させようとする共産主義とされる。自ら「共産党」と名乗り、活動する従来の共産主義と異なり、文化共産主義は共産主義と名乗らず、当事者ですら共産主義と認識していないことが多く、その正体や動きが判別しにくく、より深刻になるとされる。文化共産主義の主戦場は家庭と地域社会になり、その策謀をいかに阻止するかが教団の課題となっていた。
教団の主張によれば、欧州ではロシア革命とソ連体制に失望したマルクス主義者がすでに1920年代から体制共産主義から脱し、宗教や家庭を崩壊させる共産主義の亜種に変身したとされ、ハンガリー共産党のルカーチが1920年代に過激な性教育を学校教育に持ち込み、イタリア共産党のグラムシがメディアを通じて「文化革命」を目指したとされる。
グラムシの文化革命理論とは、芸術、映画、演劇、教育、新聞、雑誌などといった媒体を通じて人々に反権力、反キリスト教の精神を根付かせれば、暴力革命をせずとも自然に社会を変革させることができるという理論であるとされ、これを基盤に1923年にドイツのフランクフルト大学に「マルクス思想研究所（社会研究所）」が設立され、多くのユダヤ人研究者が文化共産主義の研究を進めたとされる。その後彼らはアメリカに移住し、ニューヨークに研究所を設立、この流れは「新フランクフルト学派」と呼ばれるようになった。その思想の要旨はヒトラーやナチス、人種差別主義者を生み出した源流にキリスト教や家族制度があり、伝統や道徳、貞操観念、忠誠心、愛国心などの西洋的価値観がある。これを否定しないと新しいファシズムが生まれるというものである。
戦後、文化共産主義は欧州においてユーロコミュニズムとも連動して社会に浸透し、その流れは今日まで続いていると教団は主張する。また、同性婚を認めるオランダやベルギー、シビル・ユニオン（市民契約＝同性カップルの法的平等）を採るフランスや英国、北欧諸国などで見られるように、文化共産主義の影響を受けて伝統的な結婚観や家族観が崩壊の危機に瀕しているとされる。またフランスではマルクス主義フェミニズムのデルフィが、80年代のミッテラン社会党政権下で女性抑圧の物質的基盤を破壊するための政策を立案・実施したとされる。物質的基盤とは「男らしさ・女らしさ」の背景となる文化伝統やジェンダーであり、それを破壊するジェンダーフリー政策を政府に採らせ、専業主婦の否定や伝統的な宗教文化、家族制度の破壊を試み、ついに婚外子が新生児の40%を超えるに至った。一方、米国ではマルクーゼの影響を受けて、60年代後半にフェミニズムやウーマンリブが吹き荒れ、宗教的伝統や家庭破壊が著しく進んだとされる。80年代のレーガン政権以降、家庭の価値の復権運動が高まり、家庭破壊を防いだが、2006年秋の中間選挙で民主党 (アメリカ合衆国)が上下両院で過半数を獲得し、同性婚や中絶を容認するリベラル派のナンシー・ペロシが下院議長に就任したことを教団は懸念している。
また教団の勝共理論によれば、少子高齢化のような日本の危機は、「家庭の価値」を損なう文化共産主義等の共産主義思想によってもたらされたものであり、日本は共産主義思想の脅威を正しく認識し、克服できなければ、平和と安全、繁栄を享受し続けることはできないとしている。勝共理論では、共産主義の階級闘争論が、家庭のあり方にも影響を与えたとしており、父親が外で仕事をして、母親が家事や育児をするというかつての家庭の姿が、共産主義の一種である「文化共産主義」によって破壊されたとしている。「女性の権利を守れ」「子供の権利を守れ」という主張は「家族制度を破壊しよう」という共産主義の本音をオブラートに包んだものであり、個人の権利を主張するように装って、家族制度を破壊しようとしているとされる。また勝共理論では、少子高齢化、非婚化・晩婚化の理由を「家庭を築くこと」よりも「個人として自由に生きる」考えが強調された結果だとしており、その背景に「家庭の価値」の崩壊を狙う共産主義の思想があるとされる。
勝共理論では、文化共産主義の浸透は、かつてのゲバ棒を振り回すような暴力的な共産主義運動とは異なり、人権や平等などの理念を掲げての学者や議員による講演や研究発表によって行われ、学校教育にも影響を及ぼしているとされる。文化共産主義では、家庭は人を育む場ではなく、犠牲を強いるための強制であるとされており、人権を奪う束縛だとしている。文化共産主義の具体例は、選択式夫婦別姓、男女共同参画社会（ジェンダーフリー）、過激な性教育、子供の権利条約、同性婚合法化などとされており、いずれも子供や女性、性的マイノリティなどの社会的弱者の味方を演じることで家庭を価値を破壊しようとしているとされる。勝共理論では、川崎市・子供の権利に関する条例で定められた「子どもは、ありのままの自分でいることができる」「安心できる場所で自分を休ませ、余暇を持つこと」などは過剰な権利であるとされる。文化共産主義者は1994年の村山政権発足後から、政府にも浸透するようになり、1999年の男女共同参画社会基本法の制定にもつながったとされる。この法律の背景には「男女の性差などない」という過激な主張があるとされ、家庭の価値の否定につながるとされた。
教団はフェミニストも文化共産主義の尖兵として批判の対象としており、その主要任務はジェンダーフリーといった政策で資本主義の文化基盤を破壊したり、「自然な家族」の解体や、妊娠中絶などの普遍化の推進であるとされる。フェミニストは国連創設時にエレノア・ルーズベルトが国連人権委員会委員長に就任し「世界人権宣言」を起草し、国連の人権委員会や関連期間の事務局に多数送り込まれ、文化共産主義の隠れ蓑になってきたとされる。また教団は地方自治も家族解体策を自治体に導入させる仕組みとして敵視している。そこでは首長や議長を操れる協議会を設置し、そこに文化共産主義者が公募市民として入り込み、条例作りや補助金給付先を誘導するとされる。教団はNPOやNGOも敵視しており、それは左翼人権団体が委員会に名を連ね、左翼人権政策を行政に押し付けることが可能になるとされるからである。
また、教団は文化共産主義を主導する頭目として、参議院議員の福島瑞穂を名指しで批判しており、ほかにもジェンダーフリーを推進する文化共産主義者として東京大学教授の大沢真理の名前を挙げている。

##### 教団が文化共産主義と認定した政策一覧
以下は教団が文化共産主義が企てる政策として挙げたものである。
- ジェンダーフリー
- 男女共同参画基本法・条例
- 夫婦別姓
- 同性婚・シビルユニオン
- 民法300日規定の廃止
- 「選択的議定書」の批准
- 女性再婚期間短縮
- 性同一性障害の拡大化
- 年金からの「専業主婦」追放
- 税制から「専業主婦」追放
- 企業の配偶者手当の廃止
- コンドーム奨励エイズ対策
- 自治基本条例
- 子供権利法・条例

### 学術界への浸透
教団は学術界への浸透も図っており、教団系の学者・文化人組織「世界平和教授アカデミー」等の団体を通じてシンパへの支援を続けていたとされる。
文鮮明は1972年から毎年「科学の統一に関する国際会議」（ICUS）を開催した。この会議の目的は冷戦下において共産主義の下に結束する東側陣営に対抗する学者集団を結成すること、統一教会がキリスト教界で異端視されたため代わりの活動基盤を学会に求めたこと、西洋の学者に東洋の価値観を教えることの3つの理由があったという。東京の帝国ホテルで開かれた1973年の会議では、ノーベル賞学者のジョン・C・エックルスが議長を務め、スピーチで文鮮明を絶賛した。フロリダ州立大学名誉教授のリチャード・ルーベンスもゲストスピーカーを務め、後の1976年の合同結婚式で文鮮明から祝辞を依頼された。
世界平和教授アカデミー初代会長の松下正寿は、アカデミー創設の趣旨として「ニセ学者」への対抗を明らかにしている。ニセ学者とは左翼系の学者のことであり、防衛問題を巡る議論の障害になると批判していた。
日本で特に教団と近いとされたのは、物理学者の福田信之だった。福田信之が文鮮明と初めて面会したのは1974年5月、帝国ホテルにて教団系のイベント「希望の日バンケット」が開催され、ゲストとして筑波大学学長の三輪知雄と副学長の福田が招かれた折だという。その後も福田は「科学の統一に関する国際会議」（ICUS）などのイベントでたびたび文鮮明と面会した。また、東京教育大学の筑波移転に関しては、当時盛んだった左派による学生運動対策のためであり、実現のために政界工作を自ら率先して行っていたことを公言していた。また、福田は、学園紛争や「学会における左翼」との戦いで、体験的に共産主義に対決するようになったと表明している。
1976年の衆議院文教委員会では、当時筑波大学副学長だった福田の教団との密接な関係が政治的・宗教的中立性の観点から問題視された。福田は1983年11月に米国で開かれた統一教会教祖・文鮮明主宰の昼食会に参加していたほか、文鮮明が脱税により米国で逮捕されたことについて、教団や国際勝共連合の機関紙に「米国の歴史的な汚点」などと米当局を非難する談話を寄せていたほか、コネチカット州ダンベリーの刑務所に収監されていた文鮮明と面会している。このとき福田は東アジア研究を指示され、帰国後「東アジア総合研究プロジェクト」を発足させた。福田はたびたび韓国に渡航していたが、大学側はその目的について把握していなかった。また、福田が筑波大学学長を務めていた1984年に新設された「国際関係学類」について、教団系の「世界平和教授アカデミー」の会員や、改憲・核武装論者が多く「政治色が強い」「まるで政治団体のよう」として問題視された。朝日新聞は関係者の証言として、福田が「世界平和教授アカデミー」の活動を基盤に、右傾化・自民党の政治路線への寄与を狙っている可能性について言及した。

### メディア戦略
教団は政治的意図をもってメディア戦略を展開することも知られており、文鮮明の側近である朴普煕によれば、米国内で共和党議員を支援するために、教祖自ら各種の新聞を創刊する指示を出したという。リチャード・ニクソンはウォーターゲート事件で失脚したが、その報道を主導していたのは教団が「左翼勢力に取り込まれた代表的なメディア」「西側にあるソ連の機関紙」として敵視する『ワシントン・ポスト』紙だった。ニクソンの失脚によって、文鮮明はメディア戦略の重要性を実感し、1976年に『ニューズ・ワールド』を創刊（のちに『ニューヨーク・シティ・トリビューン』と改称）、1978年10月には「世界言論人協会」を設立、1980年には、ヒスパニック向けのスペイン語紙『ノティシアス・デル・ムンド』を創刊した。1981年にロナルド・レーガンが大統領に就任すると『ワシントン・ポスト』紙は批判的な論調を展開したが、文鮮明はこれに対抗して1982年に『ワシントン・タイムズ』紙を創刊した。
『ワシントン・タイムズ』の社長には側近の朴普煕が就任し、約200名の信者が社員に任命された。1982年3月1日の創刊号には旧約聖書に登場するダビデを『ワシントン・タイムズ』に、巨人ゴリアテを『ワシントン・ポスト』に擬える風刺漫画を掲載し、同紙への対抗姿勢を明確にした。『ワシントン・タイムズ』には最初の10年でおよそ10億ドルの資金が投入され、ソ連への強硬政策を採るレーガン政権の擁護を続けた。とりわけ「戦略防衛構想（SDI）」に関しては、文鮮明自ら「ワシントン・タイムズを作った目的は、まさしくこのような時のためである。ワシントン・タイムズは立ち上がって全力投球せよ！」と命令するなど、徹底擁護の論調を採った。ワシントン・タイムズは、アメリカのリベラル言論の背後にKGBの陰謀があると主張し、民主党が主導する議会を「非愛国的な議会」「米国民を人質にする議会」と批判した。朴普煕の主張によれば、『ワシントン・タイムズ』の報道によって「反対する者は売国奴か、さもなくばソ連のエージェント！」という世論が形成されたという。
朴普煕によれば、『ワシントン・タイムズ』は共和党議員に好んで読まれるようになり、レーガンは大統領在任中に愛読していた。朴とも親しかった共和党上院議員のポール・レクソルトも直接感謝の言葉を寄せるほどだったという。
旧統一教会の幹部によると、レーガンはワシントン・タイムズを見せながら『私が読んでいる新聞はこれだけだ』と語ったことがある。
また、レーガン政権下でニカラグアの反米共産主義政権に対抗する反政府ゲリラ（コントラ）への援助案が否決された時にも、獄中の文鮮明自ら『ワシントン・タイムズ』に指令が下され、1400万ドルの寄附金の募集が行われた。朴普煕によれば、レーガンもこの運動に賛同し、ワシントン・タイムズの編集局長に直接電話し感謝の意を伝えるほどだった。
1988年には、レーガンの後継者にあたるジョージ・H・W・ブッシュが大統領選に立候補したが、副大統領候補のダン・クエールに兵役忌避の疑惑が浮上すると、ワシントン・タイムズ紙は同候補の支援のために、対立する民主党議員や言論人を攻撃する報道を繰り返した。
ワシントン・タイムズ社には多くの重要人物が関わり、元ノルウェー大使の韓相國が副社長を務めたり、元駐日アメリカ大使のダグラス・マッカーサー2世が顧問委員会の委員を務めていたこともあった。また、米安全保障政策の最高権威者とされたジョセフ・チャーバも本社を訪れることがあった。
ワシントン・タイムズは民主党議員を敵視する論調をとっており、1993年からのクリントン政権時には疑惑追及報道を徹底した。
ワシントン・タイムズ特派員の戸丸廣安によれば、ワシントン・タイムズは世界的な言論人のネットワークと常につながりをもってきたとしており、前述した「世界言論人協会」や、同協会が毎年12回にわたり開催するジャーナリストの会合「世界言論人会議」や「ファクト・ファインディング・ツアー（事実調査旅行）」などのイベントを開催し、これらのイベントで関係を持ったジャーナリストが、ワシントン・タイムズに参加することも少なくないという。
教団は『ワシントン・タイムズ』のみならず、世界中で同様のメディア戦略を展開しており、日本では1975年に創刊された『世界日報』、1983年にはキプロスで『ミドル・イースト・タイムズ』を創刊、中東各地で販売している。1985年にはウルグアイで『ウルティマス・ノティシアス』、1989年には韓国で『世界日報（セゲ・イルボ）』を創刊した。

## 北朝鮮との関係
統一教会は共産主義国である北朝鮮と「宗教の自由を認めず、弾圧している」として長年敵対関係にあった。政治団体である「国際勝共連合」という「反共組織」を通じて、反共の先頭に立って「共産主義撲滅」「打倒金日成政権」の運動・活動を展開していた。
文鮮明は、北朝鮮の金日成主席を「共産主義の悪魔」と攻撃し、1950年12月以降から韓国へ移住するまで北朝鮮部分に住んでいて拷問を受けたこと、3年近くの興南監獄で多くの罪なき囚人たちが死んでいくのを見たことで「反共思想」に至ったと述べている。北朝鮮もまた文鮮明教祖を「反共の頭目」と痛烈に批判していたように統一教会と北朝鮮はまさに不俱戴天の間柄だった。
しかし、ベルリンの壁の崩壊と東欧社会主義諸国の瓦解後である1991年11月30日に、文鮮明は金日成による招聘を受けて北朝鮮を電撃訪問し、金日成主席と会談している。金日成は「連邦制による祖国統一実現のためには反共主義者とも手を握る必要がある」として、文鮮明をVIP待遇で「統一の使者」として受け入れるよう指示していた。これは、北朝鮮の党国際局・対南担当の祖国平和統一委員会などの反対を押し切った判断であった。
教団系メディア『世界日報』によれば、金日成と文鮮明の会談では北朝鮮に対して教団が経済的支援を約束する合意がなされた。また『聯合通信』が報じたところによると、北朝鮮側は先立って原油輸入代金として1億5000万ドルの献金を求めた。
有田芳生らの調査によれば、統一教会信者グループによるチャーター便での北朝鮮訪問も実施され、その中には会長を経験した小山田秀生や「世界平和教授アカデミー」常任理事の周藤健などの重要人物も含まれていたという。
この訪問について韓国紙『東亜日報』は、文鮮明が北朝鮮訪問前に韓国政府と事前協議したことは明らかであり、今回の訪問は相当な政治的意味があると指摘。教団を通じて韓国政府が北朝鮮にメッセージを送る意図があったとした。
さらに別の韓国紙『中央日報』は、教団関係者の証言として、北朝鮮訪問に先立って教団側が対外債務改善のための30億ドル規模の資金援助、ドイツや日本にある統一グループの機械工業技術、先端電子技術、コンピューター技術などの移転、さらに生活必需品工場の設立を含む大規模な経済援助を北朝鮮に提案したと報じた。
さらに韓国政府筋からの情報として、北朝鮮が文鮮明を招いた理由として、教団が米国と日本で持っている影響力が米朝関係改善に役立つことや、反共産主義を掲げる文鮮明の訪問を認めることで、北朝鮮の解放性を強調し、韓国の融和姿勢を導き出す狙いがあるとした。
満40年10か月ぶりの北朝鮮訪問後の1991年12月7日、文鮮明は北京での声明文「北朝鮮から帰って」において、「北朝鮮に恨（ハン・恨み）が多いと言えば誰よりも多い人間です。」「過去40年の東西冷戦時代に誰よりも徹底した反共指導者であり、国際勝共連合の創始者として一生を勝共闘争に捧げてきたことは、世界がみな知っております」「冷戦時代の終焉とともに招来した平和の運勢を世界的に拡散させるために、私は「世界平和連合」を創設し、国際的平和運動を主導しています。」「統一祖国の明るい新世紀を迎える準備を急ぎましょう。」と冷戦崩壊後に対北朝鮮方針を転換した理由を述べている。
教団などは文鮮明が北朝鮮を訪問し、朝鮮半島の非核化宣言の合意形成に成功したお陰でこの時期の半島での戦争を避けられたと主張している。訪朝後は経由地の北京で「私が過去40年の東西冷戦時代に誰よりも徹底した反共指導者であり、国際勝共連合の創始者として一生を勝共闘争に捧げてきたことは、世界がみな知っている」としつつ「しかし、私の勝共思想は共産主義を殺す思想ではなく、彼らを生かす思想、すなわち人類救済の思想」とする声明文を発表した。
文鮮明と金日成の会談によって、教団は北朝鮮に総額35億ドルの支援を約束したとされ、文鮮明は北朝鮮で「愛国者」として扱われるようになった。当時のアメリカ国防省は教団から北朝鮮側に4500億円が提供されたと報告した。また、統一教会系の旅行代理店・世一観光が聖地巡礼ツアーを開始し、教団の日本人信者が北朝鮮を訪れ、多額の献金を行うことになった。
日本の教団では幹部向けに月に1000人程度の参加者のノルマが設定され、信者らは現地での献金のため、「5000ドルから10000ドルを持っていかなければ恥ずかしい」と伝えられたという。信者は平均して約30万円ほどを持参し、定州にある文鮮明の生家に設置された壺「聖金函」に献金した。
小学館『SAPIO』の推定によれば、日本人信者の献金は、その後、朝鮮労働党の資金に化けたとされ、少なくとも150億円が財政難に苦しむ北朝鮮に流れたとされた。
1994年7月8日に金日成が死去したのち、北朝鮮の最高指導者の立場は息子の金正日に受け継がれたが、この金正日にも教団との密接な関係が見られた。直後の13日に教祖・文鮮明の側近である朴普煕は訪朝し金正日と会談した。
これに先立って1993年11月、首都・平壌にある「普通江ホテル」は北朝鮮国営から統一教会信者による経営に移行したが、これが実現した背景には金正日の関与があったという。有田芳生らの調査によれば、支配人を務めていたのは教団の日本人信者で、「世界のしあわせ北海道」という関連企業で霊感商法に関わっていたとされる。「普通江ホテル」に勤務する日本人信者には特別な便宜が図られており、通常は面倒なビザの更新手続きも自動的に行われていたという。
1997年、韓国大統領に就任した金大中は北朝鮮への宥和政策・「太陽政策」を打ち出したが、これは教団の北朝鮮進出への追い風になったとされる。
1998年には、教団系の金剛山国際グループが北朝鮮系企業との合弁会社「平和自動車総会社」を設立、社長には金剛山国際グループの朴相権が就任した。教団は平和自動車に5年で3億ドルを投入したとされ、2003年4月には北朝鮮初の国産自動車「ヒッパラム（朝鮮語で口笛）」の生産を開始した。「ヒッパラム」は2004年から金正日の命令で党や政府、軍の幹部公用車に採用されるようになった。
教団は朝鮮半島の南北関係にも影響を与えたとされ、2000年2月、南浦で平和自動車の起工式が開催されたが、この際同席した文鮮明の側近・朴普煕、平和自動車社長の朴相権と朝鮮労働党書記・金容淳との間で話し合いが行われた。これが2000年6月に実現した金大中と金正日の南北首脳会談に繋がったとされる。
2012年9月3日に文鮮明が死亡した際には、北朝鮮の金正恩第1書記は遺族に弔電を送り、「文鮮明先生は逝去したが、民族の和解と団結、国の統一と世界平和のために傾けた先生の努力と功績は末永く伝えられるだろう」との哀悼の意を表している。
2013年1月22日には北朝鮮と世界基督教統一神霊協会（統一教会）の合弁会社「平和自動車（Pyeonghwa Motors）」の最高経営責任者（CEO）で、米国市民権を持つ朴相権へ追加投資を引き出すために、北朝鮮から平壌市の名誉市民証を授与されている。
2022年現在、旧統一教会の北朝鮮における事業の中心は流通業にシフトしているという。

### 北朝鮮の大量破壊兵器開発への協力
アメリカ国防情報局の1994年8月と9月の報告書によると、1991年11月30日から1992年12月7日まで文鮮明が北朝鮮に滞在した際に、文鮮明から金日成に4500億円が寄贈されたという。その金の大部分は日本信者が統一教会に寄付した金だったという。統一教会系の自動車会社である平和自動車の元最高責任者によると、日本人信者から集めた金はまずは韓国に送金されてマネーロンダリングされた後に香港に送金され最終的に北朝鮮に送金されていたという。平和自動車の元最高責任者によると、彼は朝鮮労働党の幹部であり兵器開発責任者であった朱奎昌と親密な関係にあったという。韓国国防部元次官のペク・スンジュは、統一教会の日本人信者から寄付された金が北朝鮮の核開発と大陸間弾道ミサイルの開発に流用されたと分析している。1994年1月、日本の小さな商社を通じて、ロシアから北朝鮮に老朽化した潜水艦が売却されることが『ニューヨーク・タイムズ』によって報じられた。この商社は日本に帰化した韓国出身の社長を含め、4人の役員全員が統一教会信者だった。この取引について、2016年に韓国国防部は、統一教会信者の仲介で北朝鮮が入手したロシアの中古潜水艦（ゴルフII級潜水艦）が、北朝鮮の潜水艦発射弾道ミサイル（SLBM）開発の元になっていたと国会で報告した。

## 反日思想
統一教会の教典『原理講論』で日本は韓民族と韓国のキリスト教を過酷に弾圧したゆえに、サタン（悪魔）側の国と位置付けられている。教祖の文鮮明は日本人を倭奴(왜놈)と蔑称で呼び、「野蛮人」扱いするなど日本民族や天皇への侮辱的・差別的な発言を繰り返していたことでも知られる。
統一教会は反日左翼思想的な自虐史観の歴史認識を日本人信者に教え込み、韓国への罪滅ぼしとして多額の献金や過酷な経済活動や霊感商法を始めとする詐欺行為の加担を強いていた。世界の中で日本人からのみ莫大な金銭搾取被害を与えているために、反日カルトと指摘されている。統一教会の日本進出の直後、原理講論の韓国至上主義的な記述は日本語版では訳出されないなど反日的な側面は隠蔽されており、副島嘉和の内部告発まで明るみに出ることはなかった。このため日本の保守派とは学園闘争等で新左翼・共産主義者らとの対抗で協力関係にあり、反共派の日本人から各種カルト性を黙認される同床異夢の共闘関係でいた。
文鮮明は教義の一つとして、「日本の天皇と韓国の王とが交差結婚をしなければならない。」「日本の皇室と（文教祖の）孫たちが結婚する時が来て、すべての国の王権の代表者たちと結婚する時代に入る。」「韓国が支配された立場とは逆に日本を支配するところまでいかなければなりません。」と説いた。
このほかにも、統一教会内部では「昭和天皇は霊界で、『原理講論』を一生懸命勉強している。そのことが、私たちのこの世での活動を助けてくれている」「天皇家には色情因縁があるから皇太子殿下は婚期が遅れている」と教えられている。文鮮明は、皇太子がまだ独身の時代に、「結婚相手を統一教会信者の中からあてがう」との趣旨の発言をしていたほか、「韓民族に重い原罪を負っている日本人の結婚相手は、動物でももったいないくらいだ」とも説いていた。
文鮮明はイエス・キリストの「再臨論」も説いており、「韓国のキリスト教を過酷に迫害した」「天照大神を崇拝してきた全体主義国家」と教会から批評される日本と、共産化した中国は「サタンの国」であるため、イエスが再臨する『東の国』とは韓国であるとしている。また、「メシアを迎え得る国となるために我々は第三イスラエル選民となければならない」としている。
1984年8月、教団と密接な関係にあった物理学者の福田信之が、脱税でコネチカット州ダンベリーの刑務所に収監されていた文鮮明と面会。このとき「中国は長男、韓国は二男、日本は三男」との発言を聞いている。
統一教会は韓国と日本では史観が違っており、韓国では献金などのノルマなどは厳しくないが、日本国内での統一教会の信仰者はまず始めに全財産の額の把握を教会にされる。その後、日本の信仰者、信者たちは「地獄に行く、天国にいけない」と教えられ、莫大な献金を促される。全財産を捧げる事を教義としており、破産しても借金する方法を教える事で貢がせ続ける。
弁護士の山口広によれば、教団内部では「韓国人が人間なら日本人は犬ころ以下だ」「韓国人ならこじきでも日本人の貢献した人より上に立つ」と繰り返し聞かされる。また、日本人信者の中にはどうして日本人に生まれてきてしまったのかと心底悔やむ者も少なくない。背景には、メシアの国韓国、教祖・文鮮明の韓民族に対して、日本は過去に大変な罪を犯したため、本来救われない日本を文鮮明は神の愛で救うことができる、とされる教えがあるという。日本人信者はこのように教えられ、犬以下の自分を救ってもらうために、文鮮明に尽くす様になるという。
阪神・淡路大震災について、教団内部では、日本での献金が滞ったことや、犯罪歴などを理由に教祖の文鮮明の入国を拒否したことへの「天罰」であるとの趣旨の教えが流布されていた。
また、日本統一教会初代会長の久保木修己は、旧約聖書『出エジプト記』の十の災いを日本の十勝沖地震等の災害に結びつけ、日本人が統一教会の教えを受け入れなければ「日本は滅びる」との趣旨の発言を行なっている。
また、久保木は日本の敗戦を例に出し、「日本は過去も現在もサタンに主管された愚かさを繰り返してきた」と主張した。
統一教会の教義には、日本人女性をマインドコントロール（洗脳）し、韓国人男性と強制的に結婚させて韓国の血の入った子を産ませることで、「日本の穢れた血」を浄化するという教えもあり、「合同結婚式」（信者は「祝福」と呼ぶ）と呼ばれる教団内婚制をとり、教祖のインスピレーションに従って信者同士で結婚する。「合同結婚式」の参加費用でも日本人は差別されており、日本人は1人あたり50万円から150万円なのに対し、韓国人は5万円（25万ウォン）未満ほどだという（1988年当時）。
慰安婦問題や徴用工問題も、信者に極端な贖罪意識を植え付けるための、あるいはマインドコントロールするための手段に利用されている。判明している限り、韓国で日本人の団体が慰安婦問題・徴用工問題で謝罪したうち、少なくとも2回は統一教会が裏で操っていたものである。
2012年には、韓国で「韓日の歴史を克服し友好を推進する会」が着物姿で、「慰安婦問題について、心よりお詫びします」と土下座するパフォーマンスを韓国各地で繰り返していたが、このグループは統一教会が組織したことが判明している。会の代表は日本統一教会の元会長・江利川安栄 (2015年にサンクチュアリ協会へ移籍)、メンバーは韓国在住の日本人女性信者 (教団の合同結婚式で韓国に嫁いでいった日本人妻) で、「日本人は植民地時代の罪を韓国人にあがない続けなければならない」と叩き込まれていたという。この時の謝罪行脚は、東亜日報や中央日報がとり上げた。
統一教会は信者を動員して、2019年末から2020年の年始 (12月31日と1月2日) にかけても、同様の謝罪行脚を行わせた。この時は、2世信者の特別修練会の企画 (「TOPGUNユース2020」) として行われ、参加者は、統一教会に動員されて日本から韓国へ渡った1150名 (統一教会第1地区〈山梨県を含む関東地区〉の2世信者) と、韓国内の2世信者の大学生150人である。企画を準備したのは世界平和青年学生連合で、この組織は統一教会のダミー団体の一つである。この時の謝罪行脚では、徴用工と慰安婦へ直接謝罪するパフォーマンスを行い、慰安婦像が設置されたソウルの日本大使館前で、日本政府に過去の歴史への謝罪を要求する会見を開いた。2020年の時には、KBS、MBN、MBCなどのテレビや毎日経済、聯合ニュースなどの新聞メディアが大々的に報道した。
また文鮮明が設立した関連団体の反共政治団体「国際勝共連合」では、「朝鮮半島が突破口に第三次世界大戦が必ずおこらなければならない」「日本は生活水準を3分の1に減らし、税金を4倍、5倍にしてでも、軍事力を増強してゆかねばならない」とし、日本の国民に犠牲（生贄）になることを要求している。
世界で活動する教団の運営資金の7割は日本での「霊感商法」から得られたものであり、日本は「金のなる木」、集金の場所として扱われた。
また韓国の系列企業のビジネスには、日本の献身（無給に近い待遇で、教団の指示のもと様々な活動に従事すること）した信者による物販で稼ぎ出された資金が使われていた。
文鮮明には強い反日感情があるとされ、日本における経済活動の指示には、「日本の復興は朝鮮戦争の特需によるもので、韓国・朝鮮人の犠牲のうえに日本の繁栄が成り立っている」として、日本人を過酷に収奪しても良心の呵責を感じないと断言しているという。

### 安重根義士旅順殉国遺跡聖域化事業

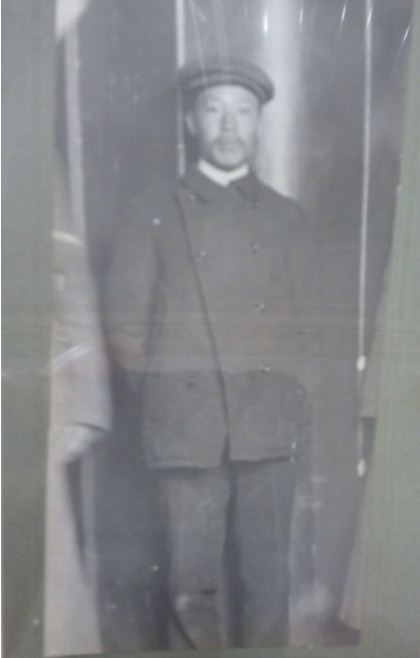
伊藤博文を暗殺した安重根（1909年）

1992年、文鮮明の指示により、韓国の世界日報が伊藤博文暗殺事件の犯人で韓国の国民的英雄の安重根を称えるための事業として「安重根義士旅順殉国遺跡聖域化事業推進委員会」を創設した。同年10月から、大々的な募金運動を行い。金大中、金泳三、全斗煥元大統領も賛同した。世界日報は、総額約18億ウォンを集めた。しかし、計画から8年が過ぎた時点でも事業を開始しなかったとして批判を招いた。財団の関係筋が語るところによれば、旅順周辺が特殊軍事地域に分類されているうえ、中国政府が異民族の偉人の崇拝に消極的な姿勢があるとし、事業に関わる用地取得も失敗したとした。

## 日本統一教会会長
以下は日本統一教会の歴代会長の一覧である。
| 代   | 氏名       | 就任日         | 退任日         | 備考                           |
| ---- | ---------- | -------------- | -------------- | ------------------------------ |
| 初代 | 久保木修己 | 1964年7月15日  | 1991年         |                                |
| 2代  | 神山威     | 1991年9月26日  | 1993年         |                                |
| 3代  | 藤井羑雄   | 1993年1月7日   | 1994年         |                                |
| 4代  | 小山田秀生 | 1994年5月6日   | 1995年         |                                |
| 5代  | 櫻井設雄   | 1995年6月7日   | 1996年         |                                |
| 6代  | 石井光治   | 1996年6月26日  | 1998年         |                                |
| 7代  | 江利川安栄 | 1998年3月14日  | 1999年1月13日  |                                |
| 8代  | 大塚克己   | 1999年1月14日  | 2001年         |                                |
| 9代  | 小山田秀生 | 2001年6月11日  | 2006年         |                                |
| 10代 | 大塚克己   | 2006年8月2日   | 2008年         |                                |
| 11代 | 徳野英治   | 2008年5月16日  | 2009年7月13日  | 新世事件の引責辞任             |
| 12代 | 梶栗玄太郎 | 2009年7月14日  | 2012年12月26日 | 任期中に死去                   |
| 13代 | 徳野英治   | 2012年12月29日 | 2015年8月25日  |                                |
| 13代 | 徳野英治   | 2015年8月26日  | 2020年10月13日 | 世界平和統一家庭連合に名称変更 |
| 14代 | 田中富広   | 2020年10月13日 | 現職           |                                |

『別冊宝島』や『週刊文春』の報道によると、日本の統一教会のトップは日本人だがこれらはすべてお飾りに過ぎず、実権は韓国から送り込まれた幹部が握っている。日本の統一教会が実質的に韓国人の統一教会信者によって支配されるようになったのは1993年以降のことである。
前年にあたる1992年、合同結婚式のマスコミ報道により日本の統一教会は伝道・献金勧誘の実績が劇的に悪化した。「日本の信者はエバ国家の責務を果たしていない」「実績が悪くなったのは日本の信者の怠慢だ」「日本の信者は献金をネコババしている」と怒った文鮮明はこれを機に、日本の統一教会に韓国人の統一教会信者を送り込み、各地の教会長や地区教会のトップに任命した。更に、日本の統一教会会長の上に新たに全国祝福家庭総連合会長という職を設け、ここに韓国人を任命した。日本の統一教会は、教祖からの命令を受けた総連合会長の指揮下に動いており、日本の統一教会会長以下の日本人役員はそのダミーでしかない。歴代の全国祝福家庭総連合会長は以下の通り。
| 氏名           | 就任       | 退任       | 備考 |
| -------------- | ---------- | ---------- | ---- |
| 金元弼         | 1993年5月  | 1993年10月 |      |
| 金明大         | 1993年10月 | 1994年5月  |      |
| 黄煥チェ       | 1994年5月  | 1995年1月  |      |
| 朴普煕         | 1995年1月  | 1998年1月  |      |
| 劉大行         | 1998年1月  | 2007年1月  |      |
| 任導淳         | 2007年1月  | 2009年2月  |      |
| 宋榮渉         | 2009年2月  | 2013年1月  |      |
| 宋龍天         | 2013年1月  | 2014年     |      |
| ユ・ギョンソク | 2014年     | 2018年     |      |
| イ・ギソン     | 2018年     | 2020年10月 |      |
| 方相逸         | 2020年     | ?          |      |

これらのうち、朴普煕はフレイザー委員会で証言したのと同じ人物で、長年に渡って文鮮明の右腕として大きな影響力を持っていた。どの総連合会長も過酷な献金目標を日本人信者に課したが、任期の長かった劉大行は特に過大な要求をしたことで特筆される。文鮮明の発言を記した『聖本』と称する冊子を1冊3,000万円、総計3,600冊の売り上げを日本人信者に課しただけでなく、その後も、文鮮明の別の発言集である『天聖経』を1冊430万円、さらには『天聖経』を収めるための韓国風の箱を「天福函」と称して同じく430万円で買わせ、「天運石」という名で大理石の壺を200万から360万円で信者に売りつけるなどなりふり構わぬ収奪を行った。

## 関連団体
教団はアメリカや日本、韓国など世界各国で、教育、学術、宗教、政治、福祉、文化芸術等の様々な分野で関連団体を有している。統一教会のフロント組織の数は膨大で、団体に限ってもアメリカ国内だけで1,000社以上存在する。
1978年に公表された米下院のフレイザー委員会の報告書では、文鮮明の統一教会とその関連団体は「文鮮明機関」（文機関、英: Moon Organization）と呼ばれ、実質として1つとなる国際組織を形成し、目標を追求するために様々な場面で韓国政府の統制に従いその活動を調整してきたこと、その目標として、教祖・文鮮明とその信者による世界政府の樹立が含まれていることなどが報告された。文機関は韓国政府およびKCIAと密接な関係にあり、その要請により米国内で反日デモを組織したこと、韓国の軍需産業の一部を担い、ライフル銃や対空砲の生産を行い第三国に輸出を試みていたことなどが明らかになっている。
フレイザー委員会が明らかにした韓国政府と統一教会の関係は非常に密接なものであり、文機関の活動は韓国の機関や要人の指揮と管理の元で実行されたものであり、米韓関係に影響を及ぼすために実行されたものであること、独自の目標を追求しながらも韓国の国益を促進していることなどが明らかになった。韓国政府と文機関との関係で重要な役割を果たしたのは、元韓国陸軍の朴普煕や韓相克、金相寅などの人物であった。韓相克は1950年代に統一教会に入信し、その後KCIAの設立者である金鍾泌の個人秘書を務めた、金相寅もKCIAの職員であり金鐘泌の通訳だった。金相寅は朴普煕の親友であり統一教会の支援者でもあった。金鍾泌は1962年にアメリカを訪問したが、訪米中に統一教会信者と会談をし、韓国国内での統一教会の運動に政治的支援を与えることなどを話したとされ、その後の1963年に統一教会は韓国政府に正式の団体として登録された。文機関は米国内で上院・下院議員、大統領、著名人などの名前を使って募金活動を行ったが、これも文機関と韓国政府の政治的影響力を得るためだったとされる。
文機関は政治、宗教、産業の各分野において分野を跨いで、また国境を越えて自在に資金や人材を動かすことができ、その手法は違法性が疑われるものも少なくない。世界各国では通貨の持ち運びにおいて厳しい規制が科せられており、米国では1972年以降、5000ドル以上の現金を所持して出入国する際には金銭収支報告書の提出が科せられており、日本や韓国でも同様の厳しい規制が課せられているが、アメリカで保有している多額の現金など文機関には不自然な資金の流れがあった。1972年から1974年にかけて朴普煕は石井光治から米国内で合計22万3000ドルを借り受けたが、その資金の出所は不明だった。朴はリトルエンジェルス舞踏団の団長を通しても石井から58000ドルを米国内で受け取っていたが、この資金は舞踏団のメンバーが個人枠の5000ドルまでを各々分担して持ち込まれた可能性が指摘された。
弁護士の山口広は、旧統一教会の関連団体について、その名称からは各団体が文鮮明によって設立され、統一教会信者によって運営されていることが判然としないものばかりであるとしている。その問題点について、どれが教団の息がかかった活動なのかわかりにくいところにあるとし、名称や団体の趣旨がよさそうだと関与していくうちに実はそれが教団と縁の深い団体だと気づく例が多いとしている。また、世界平和教授アカデミーの松下正寿のように、関連団体での活動を通じて教団自体にのめり込んでいく例も少なくないとしている。また、アジア平和女性連合で司会を務めた飯星景子が教団に入信した例を挙げ、その目的を信者を増やし、資金源を確保することとしている。
例えば、世界平和女性連合は、表面上は留学生の支援や有名人をゲストに迎えての講演会などを開催し、ライオンズクラブの女性版のような宣伝をしているが、実際には文鮮明の妻・韓鶴子が総裁を務めており、旧統一教会幹部が日本の代表を務め、運営も教団信者であるなど、実態は教団のダミー団体であるとされる。同団体は「新純潔教育キャンペーン」と称して、青少年の性の乱れを懸念する主張も行っていたが、これは旧統一教会の教義と共通しているという。表面的な印象の良さに惹かれて、国会議員や著名人が協賛者になることも少なくなかったとされ、当時の国家公安委員長で参議院議員の小野清子は、団体の機関紙に登場し自身のホームページで宣伝をしていた。また、山口広は世界平和女性連合について「ロータリークラブの女性版のようなつもりで入会したご婦人がグループ企業の展示会に誘われて高額な買い物をしたり、信者になって献金させられる例を、数多く聞いている」と話している。
教団は別働部隊となる宗教団体を作って資金集めを利用することもある。1987年頃に教団による霊感商法の悪評が高まると、これに対抗するために教団は「霊石愛好会」と呼ばれる団体を組織した。山口広によれば、この団体にも霊感商法の悪評が定着したため、1989年に「天地正教」が設立され、全国各地の霊石愛好会が天地正教に姿を変えたが、その教祖である川瀬カヨは霊感商法にも関与した熱心な統一教会信者であった。天地正教も表向きは弥勒菩薩を信仰する仏教系の団体であるが、弥勒菩薩が文鮮明であるとされており、実態は統一教会の正体を粉飾したものに過ぎないという。また、天地正教の設立には、宗教法人法による税制上の特典を利用する意図もあったとされる。
『週刊文春』が紹介する統一教会関係者の証言によれば、教団のダミー団体は1980年代以降に霊感商法が社会問題化して、教団のイメージが悪化した後に政治家との接点を持つためにも利用された。また、ダミー団体を使って政治家に接近することは全世界で共通する手法だという。
2022年7月、安倍晋三銃撃事件を受けて、日本統一教会の田中富広会長は「私たちの“友好団体”が主催する行事に、安倍元総理がメッセージ等を送られたことはございます。当法人と友好団体の区別がついていなかったのではないか。どちらも創設者が一緒なので、すべてが同じに見えていたのかなと」として、無関係であることを主張した。
2022年9月、講談社『FRIDAY』は教団のネット会議を収録した動画を紹介した。この動画では、関連団体「天宙平和連合」事務総長の魚谷俊輔が、教団関連団体とされる天宙平和連合、世界平和青年学生連合、真の家庭運動推進協議会などの団体について、「何かトラブルがあったときにその責任が団体に及ばないようにするため」の壁であり、教団と関連団体は一体であるとの趣旨の発言をしていた。

### 関連団体の所在地

#### ロンドン、イギリス
ロンドンのシティ・オブ・ウェストミンスターのベイズウォーター地区、ランカスターゲートに支部「FFWPU UK」がある。ケンジントン・ガーデンズ付近。
同団体は、文鮮明は、第二次世界大戦後に北朝鮮で説教していたところ、1946年に共産主義政権により投獄され、釈放後に難民として滞在していた釜山で初めて教会を建てたとしている。文鮮明が16才のときにイエス・キリストの生まれ変りとなったとする教義の始まりとしては、1946年に『ウォリ・ウォンボン』が出版され、次いで1957年に改訂版『ウォリ・ヘソル』が発行されたとしている。

#### ニューヨーク、アメリカ合衆国
マンハッタンに支部がある。

#### 成約ビル
成約ビルの概要および主な入居団体は下記のとおり（2022年8月の時点）。
- 建物名称：成約ビル
- 所在地：東京都新宿区新宿5-13-2
- 竣工：1986年（昭和61年）
- 建物規模：地上5階

| 5F | UPF-Japan、平和大使協議会 |
| 4F | 真の家庭運動推進協議会、一般財団法人国際ハイウェイ財団、日本純潔同盟、 世界平和宗教連合、孝情教育文化財団、宗教新聞社、統一思想研究院                                                                                |
| 3F | 世界平和統一家庭連合東京同胞教会 |
| 2F | 世界平和教授アカデミー、世界平和青年学生連合、平和統一聯合、 日韓トンネル推進全国会議、天一國歌舞連合、在日平和統一祝福家庭婦人会、 アジアと日本の平和と安全を守る全国フォーラム、一般社団法人平和政策研究所（分室） |
| 1F | （セミナールーム） |

#### ワールド宇田川ビル
かつて国際勝共連合とスパイ防止法制定促進国民会議が同じ9階に入っていたが、2023年3月、ともに千代田区九段南のカーサ九段坂に移転した。ワールド宇田川ビルの概要および主な入居団体は下記のとおり（2021年10月の時点）。
- 建物名称：ワールド宇田川ビル・西村ビル（複合建物）
- 所在地：東京都渋谷区宇田川町36-6
- 竣工：1975年（昭和50年）8月
- 建物規模：地上10階／地下2階

| 9F | 世界平和連合                                             |
| 8F | 渋谷家庭教会渋谷ミッションセンター、南東京平和大使協議会 |
| 7F | （略）                                                   |
| 6F | （略）                                                   |
| 5F | 日本放送協会                                             |
| 4F | 渋谷セミナールーム                                       |
| 3F | 日本放送協会                                             |
| 2F | （略）                                                   |
| 1F | （略）                                                   |

## ギャラリー

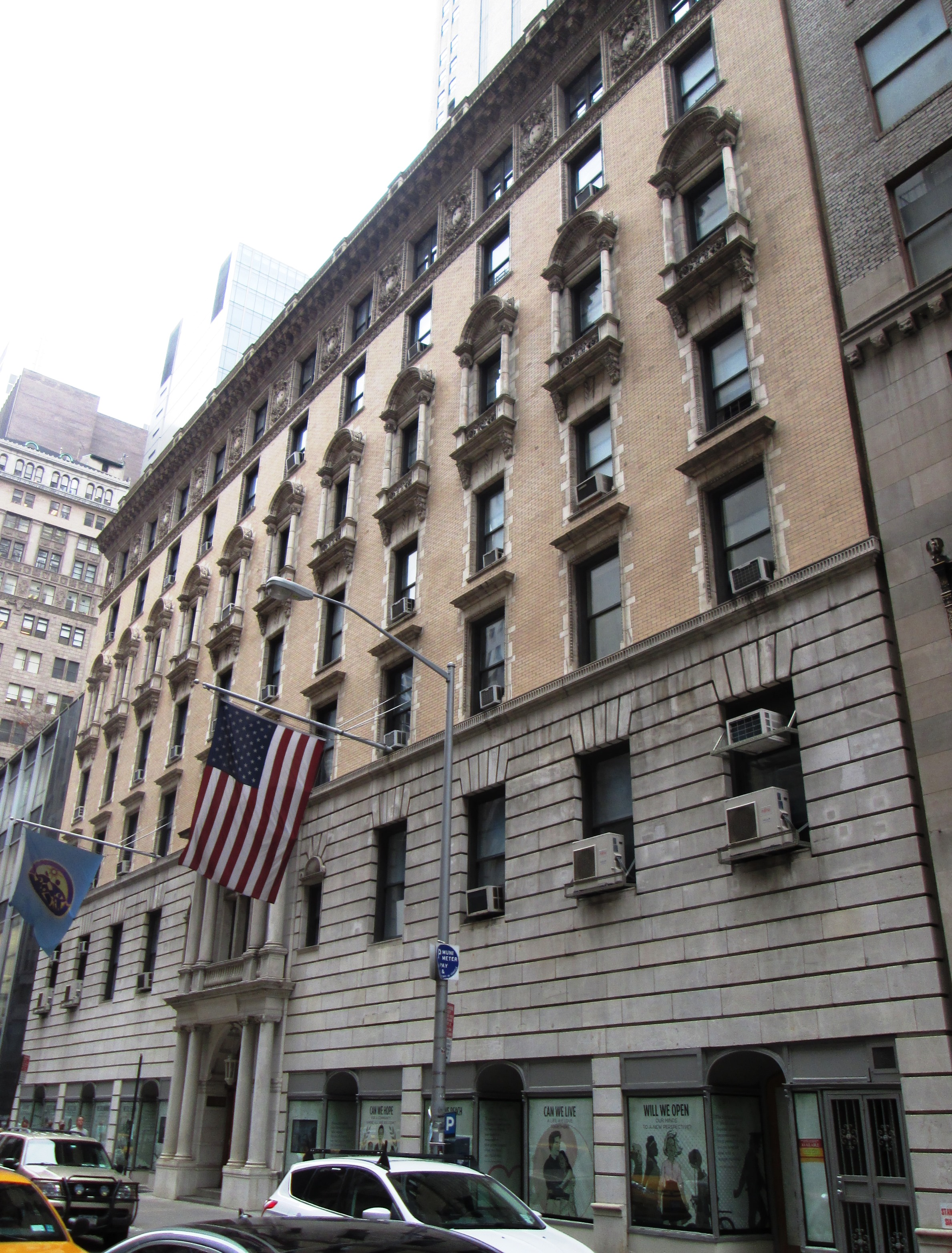
米国本部（ニューヨーク）
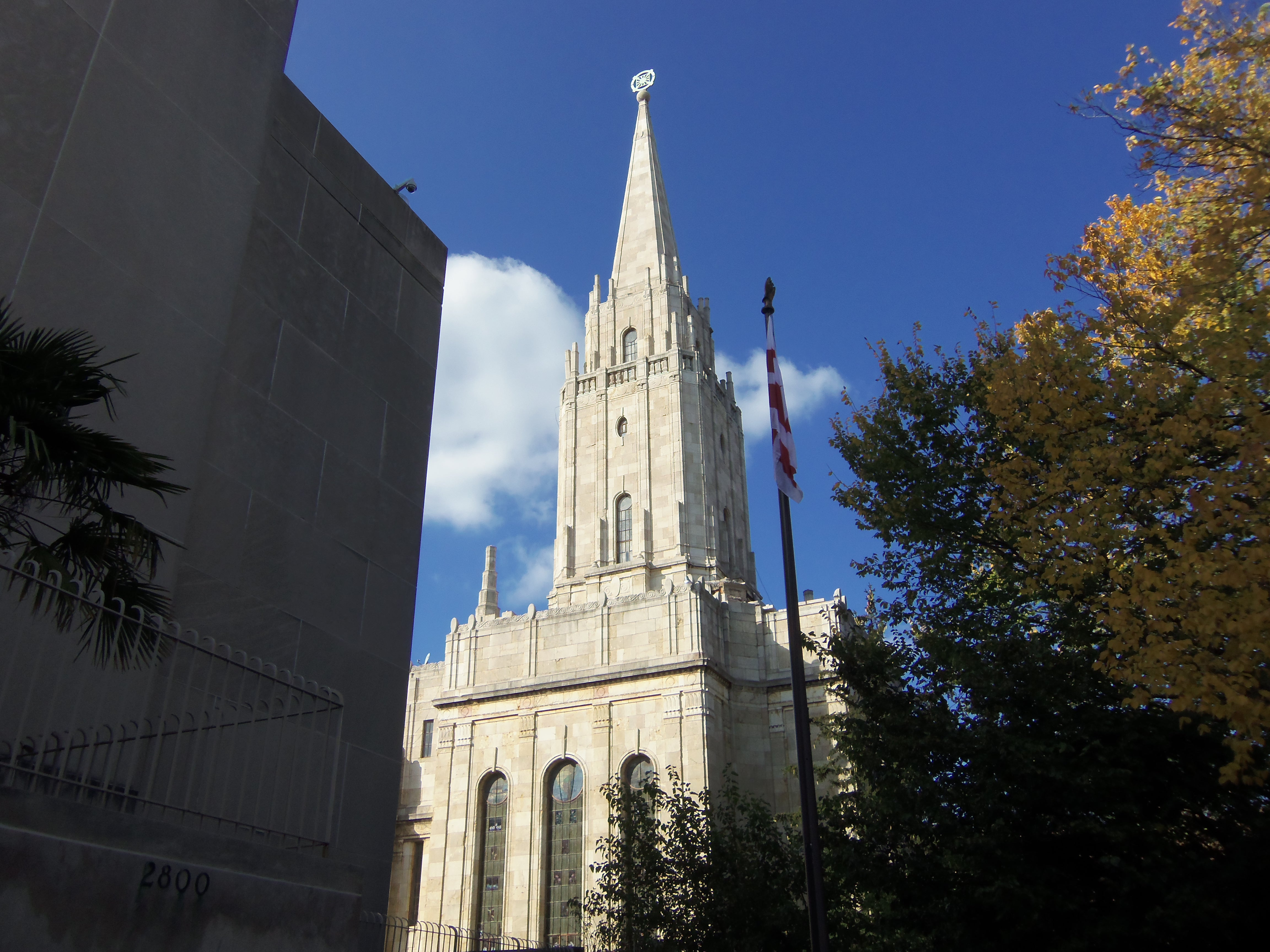
ワシントンD.C.の教会。かつては末日聖徒イエス・キリスト教会の建物だった。
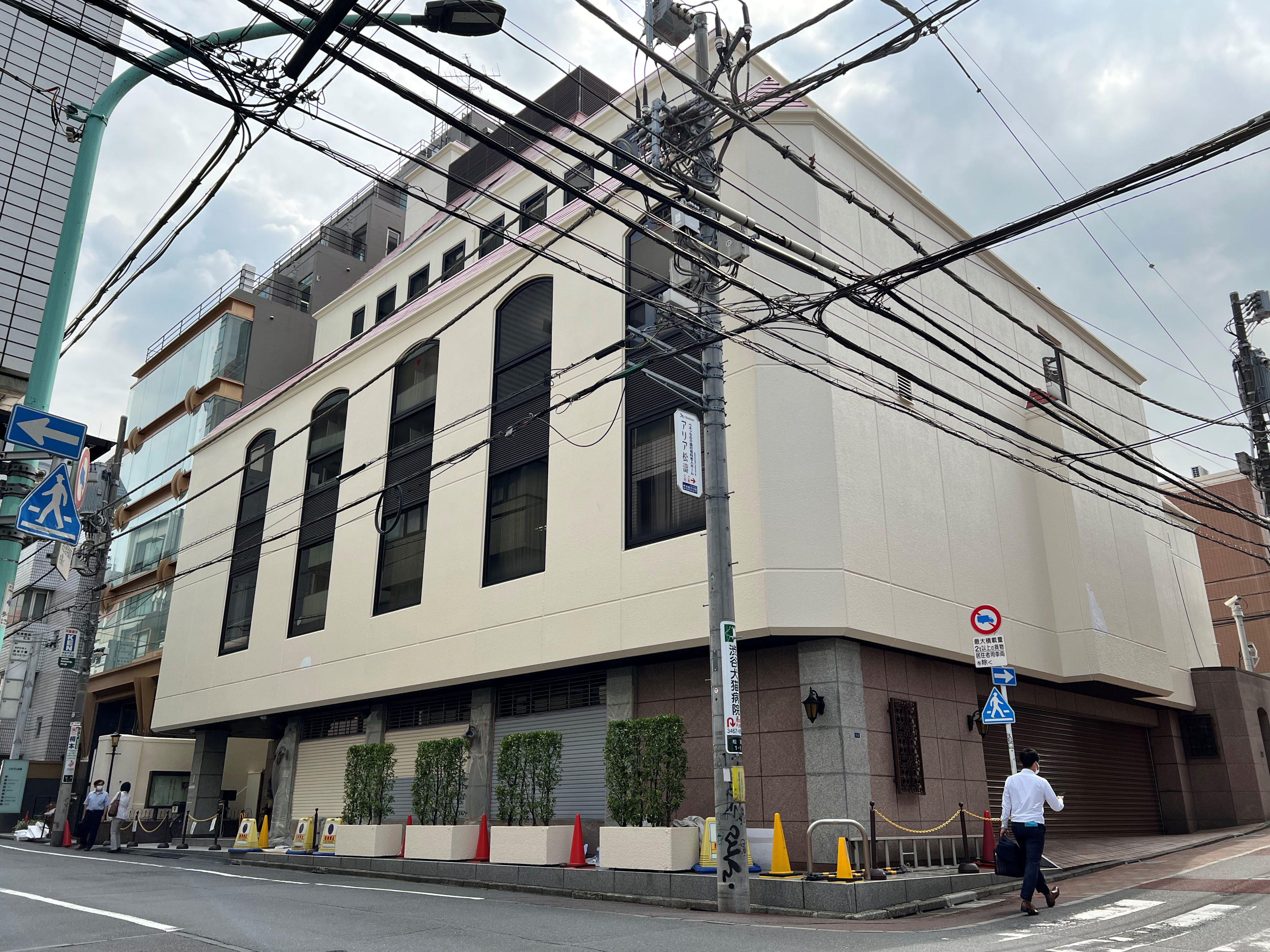
日本本部（渋谷区松濤）
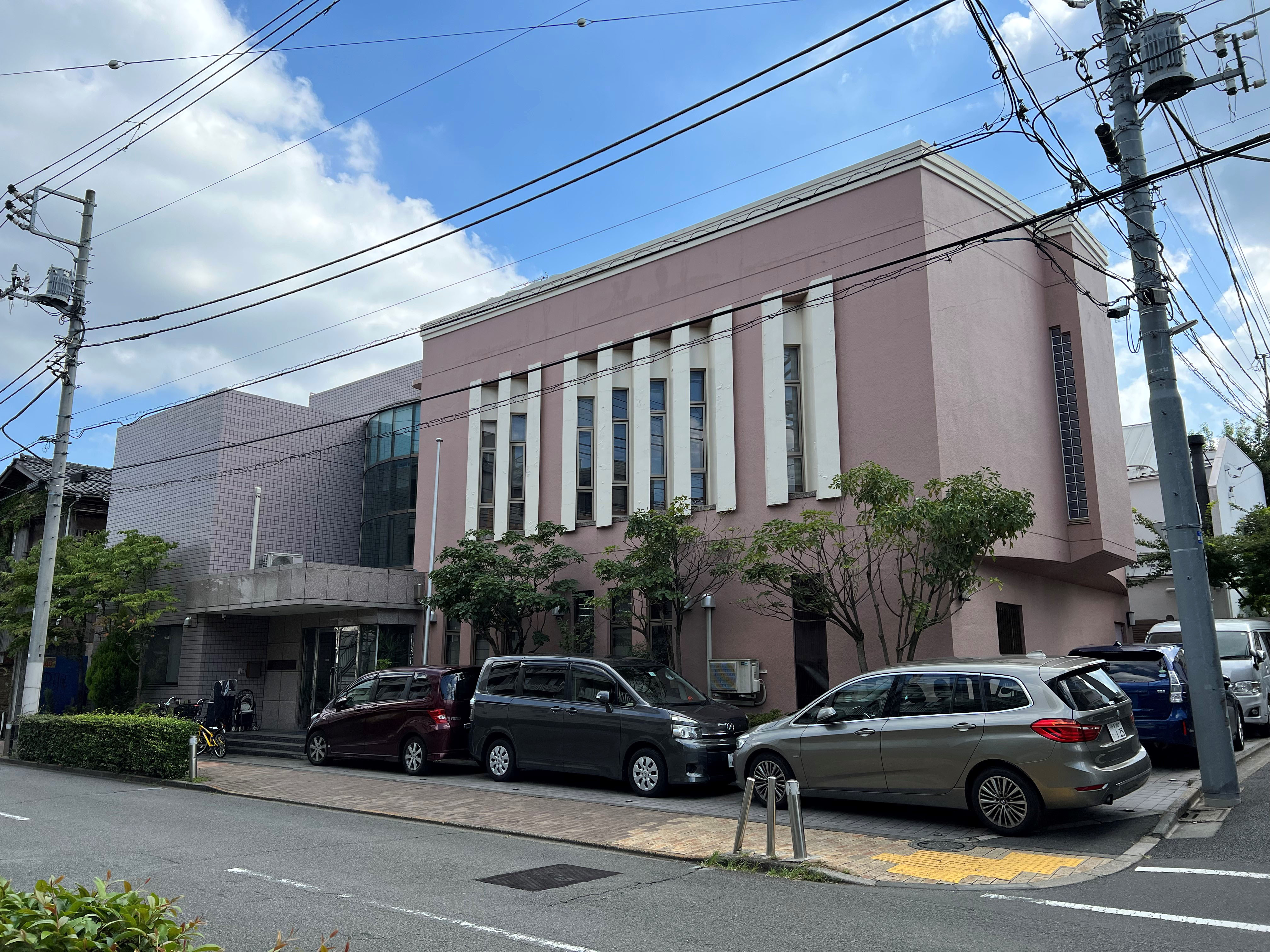
希苑家庭教会（杉並区浜田山）
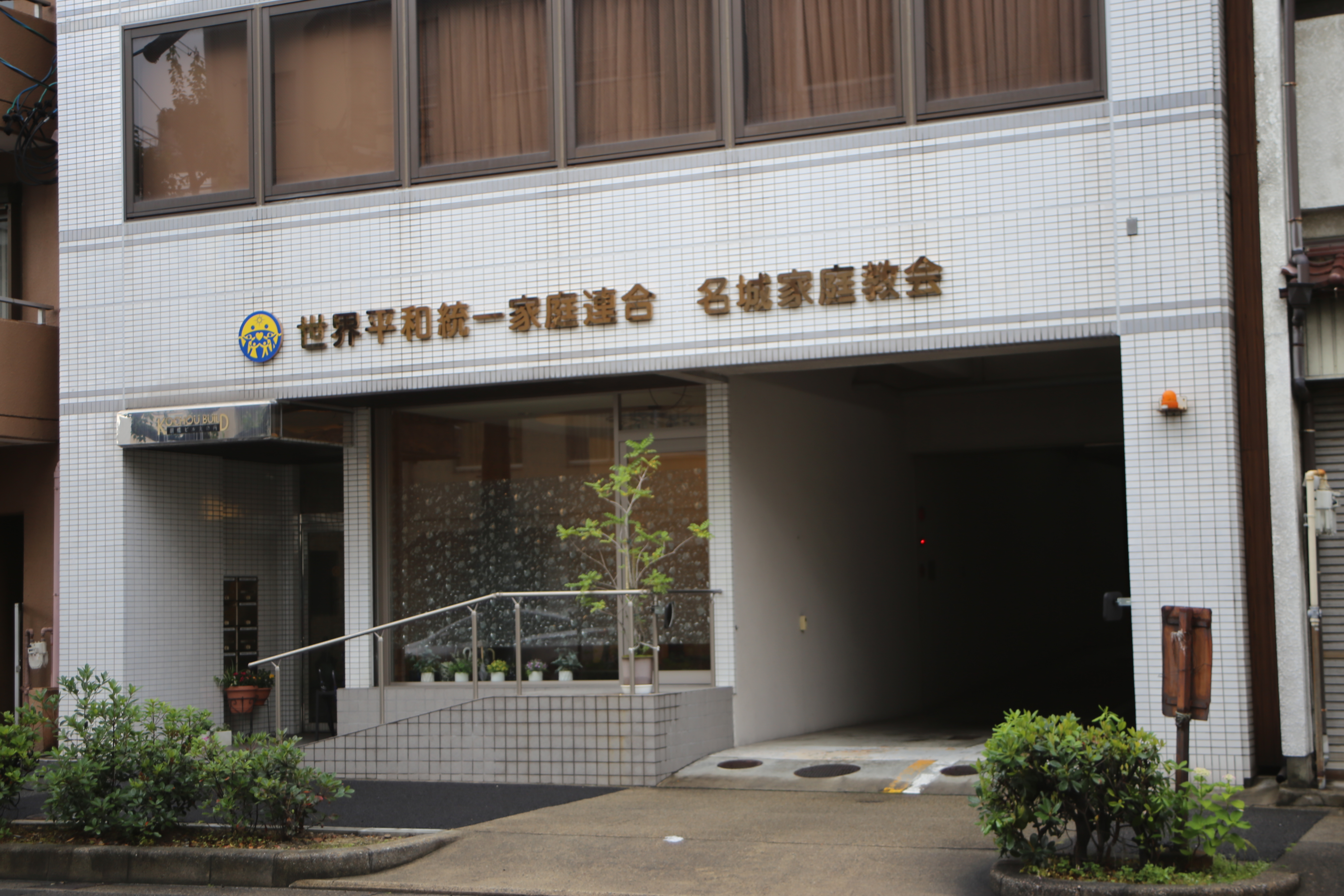
名城家庭教会（名古屋市中区丸の内）
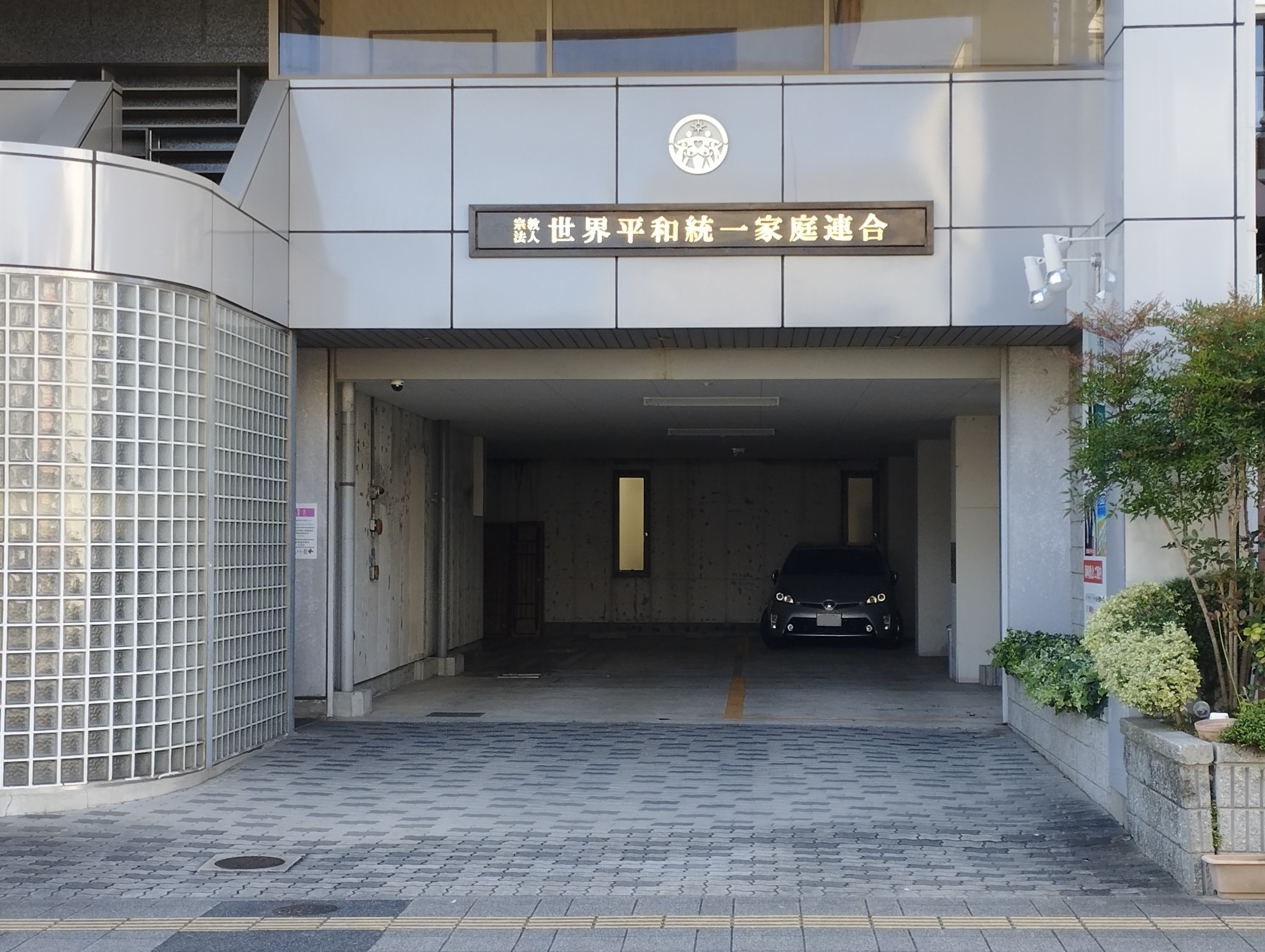
岡崎家庭教会（愛知県岡崎市）

## 名称

以前のシンボルマーク

1954年の設立当時の名称である世界基督教統一神霊協会は「全キリスト教会を霊的に統合させる協会」を意味する。英語名の「神霊」の部分には Holy Spirit が充てられ、Holy Spirit Association for the Unification of World Christianityとなっているが、これは命名当時に他に適切な訳語が思いつかなかったためであるという。
統一教会は、社会における家族の重要性を強調しており、それを反映して1994年5月に名称が世界平和統一家庭連合に変更された。日本で、2015年6月2日に所管する文化庁に変更申請書を提出し、同年8月26日付で名称変更が認証された。
教団の名称変更について、政治的な力が働いているとの指摘がある。当時の文化庁宗務課長だった前川喜平は、教団から最初の名称変更申請があった1997年当時、「実態が変わっていないのに、名前だけ変えることはできない」として、認証できないとして、申請しないよう教団に要請したことを明かした上で、2015年に実現した名称変更について、「当時の文科相（下村博文）の意思が働いていたのは100％間違いない」と指摘。さらに名称変更の申請について、日本共産党の宮本徹衆議院議員が文化庁に情報開示を請求したところ、文書は名称の変更理由の部分が黒塗りとなっており、教団が提出した文書はすべてが黒塗りになっていた。
教団は、政治介入の指摘に対し、2015年当時、「主務官庁が拒否するならば訴訟もやむを得ない」として意見書を提出したことを明かした上で、「純粋な法律問題」として、政治的介入や不正の存在を否定した。
韓国では統一教、日本では旧称の略称の統一教会、またキリスト教会側からはキリスト教の教会と混同されないよう統一協会と記載され、英語ではUnification Church（統一教会）、Unificationism（統一主義）、開祖の姓から俗にMoonies（ムーニーズ）の名で知られる。ただし、信者はムーニーズを蔑称と考えており、自らそう名乗ることはない。文鮮明が率いる組織の集合体は統一運動と呼ばれる。今は、「天の父母様聖会」と、呼ばれている。

## 宗教法人法に基づく解散命令請求
2022年10月11日、全国霊感商法対策弁護士連絡会は永岡桂子文部科学大臣、葉梨康弘法務大臣、甲斐行夫検事総長に対し、統一教会の宗教法人格を剥奪する解散命令を裁判所に請求するよう求める申入書を郵送した。
同年10月17日、消費者庁の有識者検討会である「霊感商法等の悪質商法への対策検討会」は報告書を公表。統一教会について、「解散命令請求も視野に入れ、宗教法人法に基づく質問権などを行使する必要がある」と提言した。
同年10月18日、岸田文雄首相は衆議院予算委員会で、宗教法人の解散命令を裁判所に請求する要件について答弁した。その中で、オウム真理教への解散命令の際に裁判所が示した「刑法等の実定法規の定める禁止規範または命令規範に違反」などの基準に言及し、「考え方を踏襲している」と述べ、要件に「民法の不法行為は含まない」との考えを示した。これに対し野党は「刑事訴追して確定判決を待つと何年もかかる」と反発した。
同年10月19日、岸田は衆議院予算委員会で、立憲民主党の小西洋之の質問に対し「昨日の議論も踏まえ、改めて政府としての考え方を整理させていただいた」と述べた後、「民法の不法行為も入り得る」との認識を示した。岸田は1日で答弁を変更した。
同年12月9日、教団信者を親に持つ「宗教2世」らが解散命令請求を求める申し入れ書と20万件以上の賛同を得たオンライン署名を文化庁に提出した。
2023年9月6日、永岡桂子文科大臣は、文化庁に設置されている「宗教法人審議会」に出席し、「7回の質問権の行使に対し教団側が100項目以上で回答していない」と説明。文部科学省は、違反の程度は軽微でないとして、行政罰の「過料」を科すよう東京地方裁判所に求めることを決定した。過料の手続きとは別に、政府が10月中旬にも、解散命令を東京地裁に請求する方向で調整していることが報じられた。
同年10月2日、立憲民主党の長妻昭は、教団の解散命令が請求された場合に、教団の財産を被害者の救済にあてられるよう、財産の保全を可能とする法案を臨時国会に提出したいとの考えを示した。
同年10月12日、盛山正仁文科大臣は宗教法人審議会に出席し、教団の解散命令を裁判所に請求する方針を正式に表明した。
同年10月13日、盛山正仁文科大臣は統一教会に対する解散命令を東京地方裁判所に請求した。
同年10月16日、世界平和統一家庭連合は記者会見を開き、声明文を発表している。
2024年3月7日、盛山文部科学大臣は協会を財産監視の強化対象となる「指定宗教法人」に指定した。法令違反などで解散命令を請求された宗教法人のうち、被害者が「相当多数」と見込まれる場合に指定でき、教団には不動産の処分前の届け出などが義務づけられる。
同年3月27日、質問権行使を巡り、教団側が回答を拒否したとして、東京地裁は教団の田中富広会長に過料10万円を科す決定をした。4月8日、教団側は決定を不服として即時抗告した。2024年8月27日、東京高裁は一審の決定を支持し、教団側の即時抗告を棄却する決定を出した。高裁は一審に続き、解散命令の要件である「法令違反」には、民法の不法行為も含まれるとし、質問権行使は適法だったと認定した。9月2日、教団側は決定を不服とし、最高裁に特別抗告した。2025年3月4日、最高裁第1小法廷は教団側の抗告を棄却する決定を出した。小法廷は、解散命令の要件である「法令違反」には民法上の不法行為も含まれるとの初判断を示した。
2025年3月25日、東京地方裁判所は旧統一協会に対し、民法上の不法行為を理由に解散を命じる決定をした。これを受け、教団側は同日午後3時半頃に公式ホームページ上でコメントを発表したが、掲載からおよそ1時間後にコメントの中の「お詫び」の文言を削除した。
4月7日、教団側は決定が不当だとして、東京高裁に即時抗告した。
他方で、教団側は、日本のような悪質商法を米国や韓国では行っていず、教団の実態もあまり知られずイメージが比較的良い。文鮮明を教祖・絶対者とする教団と知らず、通常のプロテスタント系のキリスト教団体のように思っている者もいるとされる。教団は、ときに政治家、研究者、弁護士を動かし、教団は日本で宗教抑圧を受けているとのキャンペーンを長らく実施、日本側がクレームをつけられる事態も起きている。具体的には、2025年には米国ワシントンでの教団関連団体の開催する「国際宗教自由サミット」で米国のバンス副大統領が宗教の自由に関する講演を行い、また、米国のホワイトハウス信仰局の局長でトランプ大統領の宗教的アドバイザーともいわれる福音派牧師のポーラ・ホワイトが、日本において信仰の自由が侵害される、キリスト教が抑圧されるとのアピールを行っている。ポーラ・ホワイトは教団の集会にもよく出席している人物である。

## 教理

### 教典
統一教会の教典は1966年に初版が刊行された『原理講論』（原理講話）とされる。日本語版は1967年に刊行され、日本の統一教会信者は長らく教典として重視しており、これを基に信仰心を形成してきた。日本の教団幹部や彼らに教化された教団信者の世界観・信仰観を知るための、検討の対象となる文献である。文鮮明の『原理原本』をもとに、劉孝元（ユ・ヒョウォン）が『原理講論』をまとめ、表向きは「聖書の解説書」と称するが、実質的教典として扱われている。
『原理講論』は、文鮮明の高弟である劉孝元（教会長、1970年死去）が、文鮮明の『原理原本』を増補し、彼の説教を整理したものである。
『原理原本』（1952年発行）は、韓国の神秘主義的キリスト教改革運動の流れを汲む「イスラエル修道院」の金百文（キム・ベンムン。キリストの親臨を主張した、柳明花の信奉者のひとり白南柱の弟子）の著作『基督教根本原理』（1946年3月2日起草、1958年3月2日発行）の執筆中に文鮮明が盗作したという証言がある。
それに対し統一教会側は「金百文の著作が世に出る前に、『原理原本』そして『原理解説』（1957年発行）が作成された」と主張している。
『原理講論』は初版以降数度改版され、新しい部分も追加されている。初版には、メシアが文鮮明であること、メシアが誕生する国が、韓国であることの論証部分はないが、第3版には追加されている。
『原理講論』のはしがきには、本書が完成版ではなく、編者により適時増補、または加筆修正される可能性のあることが説明されている。『原理講論』の言葉を勝手に解釈したり、自分の言葉を付け加えることは、分派発生の原因になるとして信者には禁止されている。
ハンガリー人のカトリック神学者・神父で上智大学神学部教授であったネメシェギ・ペトロは、『原理講論』では、神は「ゲルマン民族を新しい選民として立て」たという主張を基に、古代末期以後の歴史はすべてゲルマン民族に集中して語られていて、カトリック教会はキリスト教の堕落したものとして描かれており、ルターが新しい福音の光をもたらした存在とされるなど、韓民族を現在の選民であるとする最後の唐突な飛躍を除き、ゲルマン・アングロサクソン系のプロテスタンティズムの立場で書かれていると述べている。（日本語版では削除されているが、英語版『原理講論』には、「韓国の民が神によって選ばれた第三のイスラエルとなる」と書かれている。）
聖書に預言された再臨のキリストが文鮮明であるとすることから、エホバの証人・モルモン教（末日聖徒イエス・キリスト教会）と共に全てのキリスト教会から異教と見なされている。
弟子がまとめた教説よりも、生きている文鮮明が直接語った言葉こそが神の教えと考えられるため、初期の説教内容をまとめた『原理講論』だけでなく、教祖の言葉をまとめた『文鮮明先生御言選集』（360巻以上）、『御旨と世界』（1985年）などの説教集、信者の規律についての『御旨の道』なども併せて教義体系を構成しており、近年では説教集『天聖経』（2003年編纂）が『原理講論』以上に重視されるようになっているといわれる。

### 教義・教説
統一教会で「原理」とは、文鮮明が霊的体験や独学によって与えられた啓示とされる。他方で文鮮明は1945年に妻の崔先吉と共にイスラエル修道院に通い金百文の教えを学んで盗作したという証言がある。統一教会の信者は「原理」は旧約聖書・新約聖書の解釈であり、究極的、決定的な真実であると信じている。
「原理」は主に「創造」、「堕落」、「復帰」の3つの部分からなる。『原理講論』は文鮮明の啓示の様々な解釈を書いたもので、「原理」とは厳密に区別されている。1954年に統一教会が創立されて以降、一貫して、聖書よりも『原理講論』が重要視されており、現存する聖書によるキリスト教の正典を超越すると考えられている。この節は本書の内容を中心に述べる。
『原理講論』の「堕落論」には、「人間始祖の堕落によって、その子孫が、一人残らず、神の血統を受け継ぐことができず、サタンの血統を受け継いでしまった」と記され、「真の父母として降臨されるイエスのみがこれを知り、清算することができる」とする一説が記されている。
プロテスタントの日本基督教団牧師・宗教研究者の石井智恵美は、教義内に明確な記述はないが、信徒にとって教祖の文が「再臨のイエス」=「人類と霊界を結ぶ比類ない存在」であることが信仰の前提であると述べている。神の愛を中心に結婚し、完全な子供を産み、真実の家族を作ることで、地上の楽園（地上天国）を建設することが目指される。
ネメシェギは、『原理講論』の思想の特徴として、朝鮮半島の陰陽説、文鮮明が受けたキリスト教的教育に由来する一神論と旧・新約聖書の権威の容認、根本主義的な聖書解釈、象徴的聖書解釈、科学性の主張、終末論的歴史神学、神との「霊交」で得られたという「啓示」を挙げ、『原理講論』の教えの根拠は、実際には哲学・自然科学・客観的な聖書解釈・キリスト教会の教えのいずれでもなく、真の根拠は著者が述べているように、文鮮明が受けたという「啓示」であると述べている。
統一教会ではキリスト教における「再臨論」も説いており、韓国を蕩減復帰の民族的な基台を立て、第三イスラエル選民となければならないとしている。
信徒は「ムーニー（Moonie、Moonies）」と称される。

### 神の世界創造の目的
神はこの世からの刺激によって、はじめて喜びに満たされるとされている。旧約聖書の創世記第１章２８節「生めよ、増えよ、地を従わせよ」から、神の創造の目的は3つあるとされ、統一教会では三大祝福と呼ばれている。
1. 「生めよ（פרו）」を、人格完成、個性完成せよと解釈する[332]。但しヘブライ語「פרו（ペルー）」にはそのような意味はない。また神は人が創造される前、全ての生き物に対しても与えている[333]。
2. 「増えよ（ורבו）」子供を産み増やせ[332]を、家庭完成せよと解釈する。但し神は人が創造される前、全ての生き物に対しても与えている[333]。「神の二性性相が各々個性を完成した実体対象として分立されたアダムとエバが夫婦となり、合体一体化して子女を生み殖やし、神を中心として家庭的な四位基台をつくらなければならないのである」とされる[334]。
3. 「地を従わせよ（ומלאו ）」を、万物を主管せよと解釈する。これが神が人間にだけ与えたもの。神、人類、その他の生物の調和のとれた理想的な世界を創造することを意味する[332]。「万物世界に対する人間の主管性の完成を意味する」とされる[335]。人間は完全な家庭を築くことで、完全な社会、国家、世界を実現するために「増殖」できるのである[332]。統一教会が説く神の目的には、「人間の個性完成」という、近代主義的な発想が持ち込まれている[336]。また、家庭形成という「アジア的家族主義を織り込んだ人間論」（櫻井）も神の創造目的に取り入れられている[336]。

#### 楽園追放と原罪
『旧約聖書』の「創世記」には、神が創造した最初の人類であるアダムとエバが、罪を犯し楽園を追放される逸話がある。エバが蛇にそそのかされて、次にアダムがエバにそそのかされて、食べることを禁じられていた知恵の樹の実を食べた。この蛇はしばしば悪魔であると解釈される。この罪のために、二人は神に罰せられて、人間は死や労働、出産の痛みといったあらゆる生の苦しみを持つようになり、この世に罪と死とのろいが入り込んだとされる。西方教会では、これがアダムとエバから全人類に「原罪」（ラテン語: peccatum originale）として受け継がれていると考えられている。神学者の宮本久雄は、統一教会における原罪とは、狭義には人間の神との関係の破綻、神と人間との生命的な関係の虚無化を意味しており、従って本来は、モラル規範への単なる違反や男女の性的欲求とは直接関係がないと述べている。（詳細は「原罪」を参照）
『原理講論』の著者は、文鮮明の説教からルシファー（『原理講論』では「ルーシェル」。「Lucifer」の北朝鮮式発音。魔王サタンが堕落する前の天使の頭の呼称）の堕落を次のように説明している。ルシファーは元々神に最も近い大天使で、神の愛を独占するような位置にいたが、神が人間を創造した後はその愛が減少したと感じた。ルシファーは嫉妬に駆られてエバを誘惑し、エバは10代の処女であったが、「神のように目が開けることを望み、時ならぬときに、時ならぬものを願」い、両者には授受作用（相互作用）が生じ、「不倫なる霊的性関係」を結んだ。統一教会ではこれを「霊的堕落」と呼ぶ。天使は肉体を持たないため、これは肉体的な交わりではなく、霊的交わりであった。
ことの重大さに気が付いたエバは、罪悪感から神の元に戻りたいと願い、神が定めた配偶者であるアダムと結ばれようと、彼をそそのかし性的関係を結んだ。エバは神の元に戻れたと思ったが、ルシファーとの「授受」は真の配偶者との「授受」だけでは回復されず、さらにエバとアダムが性的関係を持つことは神の意志ではなく、神の祝福を受けていなかった。エバは3重に罪を犯しており、神に従うべきであり、婚約者を裏切るべきではなく、婚約者と共に完全に精神が成長してから性的関係を持つべきだった。アダムとエバは、自らの個性を完成する前に時期尚早な夫婦関係を結び、それは神ではなくルシファーを中心としたものであったため、人間は家庭形成に失敗したのである。これは「肉的堕落」と呼ばれる。
以降すべての人間は、善と悪、神の要素と堕天使の要素を併せ持つ存在になった。アダムはエバと性的関係を結ぶことで、エバがルシファーから受け継いだすべての要素を受けつぎ、子々孫々にもサタン（ルシファー）の血統が継承されているという。これが統一教会における「原罪」である。原罪は遺伝によって伝わるようなものとされている。アダムとエバはその罪によって、人類を偽りの主、サタンに仕えさせることになった。

#### イエス・キリストと再臨のメシア
統一教会では、イエス・キリストは既成神学における三位一体の存在ではなく、霊的な三位一体と解釈する。心情的には神と一体であるが、イエスを神と言えるのは「すべての完成した人間は神と一体である」という意味においてのみであり、「創造理想を体現した男性」としてその価値は認められる。この点が、主流派キリスト教と最も異なる点である。イエスは、司祭ザカリヤとマリアの間に生まれた原罪のない人間であると考えられている。
イエス・キリストは、サタンが不当に奪った神の「主管性」を回復し、堕落した人類を原罪のない善の人類に産み直し、神を中心に据えた新し人間の血統を築き、地上天国を築くために来たとされている。聖霊は女性神であり、真の母でありエバであるとされる。神はユダヤ民族をはじめとする全人類を救うための代償として、イエスの肉体をサタンに引き渡さざるをえず、イエスの肉体はサタンの侵入を受け虐殺されたとしている。そのためイエスの肉体が復活することはなく、今は霊人間として神のもとに生きているという。
イエスは十字架上で死に、それは人類の霊的救済のための蕩減条件（代償）になり、霊的救いが達成されたが、新しい血統を築くことはできなかったため、救いの摂理は完成されていないと考えられている。
イエスの死はイエス自身の失敗によるものではなく、洗礼者ヨハネや弟子たちといったほかの人間がイエスを裏切り、見捨て、ユダヤ人が彼を受け入れなかったためであると考えられている。統一教会の信者たちは、神はイエスの死を「神の国」を築くための手段にしようとはしなかったことを強調する。
宗教史学者の古田富建は、統一教会の教理の核心は、神、イエスの「恨（ハン）」を解くこと、つまり「恨解（ハンプリ）」であると述べている。「恨」とは、朝鮮文化を語るときにクリシェとして用いられる言葉で、その意味合いには幅があるが、韓国近代宗教史の研究者の川瀬貴也は「様々な要因で叶えられなかった思いが、澱のように沈んでいる状態」と表現している。
韓国の民族的な霊魂観においては、夭折者・横死者は成仏できず、怨みを抱いた「怨魂」となって彷徨うとされており、特に無念を抱えた者、子孫を残さずに死んだ者の恨みは強く、生者に災いをもたらすとされる。こうした死者の恨みを鎮める儀礼が「恨解」である。
統一教会では、人間の堕落のために神の創造目的を果たすことができず、神に「恨」を作ったと考えており、神はこの「恨」を解くためにメシアとしてのイエスを遣わしたが、人間が「責任分担」（5％の責任）を果たせずイエスを殺してしまったため、神の「恨」はさらに大きなものになったとされている、と説明している。
1960年代から1970年代の韓国のキリスト教の一部では、「恨」を教義に取り入れている。李龍道はイエスを人間として理解しようとし、三位一体を否定していた。
古田富建は、李龍道らはイエスを悲しみや痛みを抱える人間としてとらえ、その孤独や悲しみを理解し共感しようとする姿勢が、聖主教ではシャーマナイズ化された「恨解」の儀礼となっていき、統一教会では教義の根幹になっていると述べている。1965年ごろに、「恨」という言葉が文鮮明の説教に定着した。
イエス・キリストを救世主として崇める一方、イエスがやり残した多くのことを成就するために、「再臨のイエス」が韓国に生まれると主張している。それは、地上に戻ったイエス・キリストではなく、イエスが霊界から支援する、聖書に示されている普通の人間であるとしている。
文鮮明はメシアが、出生する時期や場所といった条件を示しているが、メシアが生まれる地とは韓国であり、示された条件には文鮮明自身が適合する。神学的には、メシアは一組の男女である。
文鮮明は1960年に、23歳若い17歳の信者韓鶴子と結婚し、メシア的使命の一環として14人の子供をもうけた。
文鮮明は1992年に自身と妻が全人類の真の父母であり、救世主で、再臨の主であり、メシアであることを宣言した。この宣言の前が「新約の時代」、以降が「成約の時代」であるとされる。新宗教やニューエイジなどを研究し、統一運動を肯定的にとらえるウェールズ大学のサラ・ルイスは、この宣言以降、信者自身がメシアになりうるというように強調されるようになり、文鮮明がメシアであるということへの言及は減ってきていると述べている。
メシアを受け入れることができなければ、ユダヤ人やローマ時代のキリスト教徒、江戸時代のキリシタンのような受難を罰として与えられると考えられている。

#### 人間における神の要素とサタンの要素の戦い
人間の堕落は、上記の神と人間の関係を損なったという縦の軸（信仰基台）だけでなく、もうひとつ人間を人間性自体から引き離したという横の軸（実体基台）があるとされる。横の軸の堕落は、旧約聖書におけるアダムとエバの息子カインとアベルの、兄カインが弟アベルを殺したという逸話に基づいている。この人類最初の殺人によって、人間における神の要素とサタンの要素が分離し、互いに争うことになり、横の軸の堕落が起こったとされる。
「最初の兄弟」の間の敵意は、歴史を通して民族、国内・国際的レベルで繰り返されており、20世紀における無神論的共産主義（カインの勢力）と神を畏れる民主主義（アベルの勢力）の衝突に明らかに見られるという。
世界中に民主主義が現れたのは神の復帰摂理によるもので、共産主義の専制政治はそれに対抗する悪魔によるものである。従って、第三次宗教改革によって、理念的に共産主義勢力を屈服させ、世界を一つの地上的な「神の国」に統一することが目指される。
文鮮明は、もし理念的戦いに勝利、つまり共産主義のイデオロギーが敗北しなければ、第三次世界大戦が起こり、サタン側の共産主義が敗北するだろうとしている。そして原子力による第三次産業革命がおこり、幸福で理想的な社会環境が世界的に建設される。その時全人類はキリスト教(統一教会)を受け入れ、最後に神を中心とした、神主義が現れなければならない、という。

#### 二性性相（陰陽二元論）
初期には、『原理講論』で説かれた統一原理は宗教と科学を統一する原理であると考えられていた。神の存在の弁証も自然科学的な因果論的推測に基づき、結果から原因を探ろうとしている。被造世界を観察することで、神の神性を知ることができると考え、観察によって知れることは、被造物がすべて陽性と陰性の二性による授受作用（相互作用）により存在するということであり、存在というものは性相（内性、性質を示す内性）と形状（外形、内性が現れた外形）の二相を持つとしている。
神は霊とエネルギーという二重の性質からなるとされ、この2つによってあらゆるものが生まれるとされる。神はエデンの園でアダムとエバを作り、神自身の二重性を反映させた。人間には外形である肉体と、内性である精神が備わっているとされる。
神の内性の本質は心とも呼ばれ、神がどのように人間の復活を達成しようとしているかを理解するには、神の心にある愛、喜び、悲しみといった、もっとも奥深い神の感情を理解することが重要であると考えられている。人間は神の似姿として想像されたのだから、神は男性的な面と女性的な面の両方を持つと考えられているが、習慣的に神は男性として「父」と呼ばれている。
被造物がすべて陽性と陰性の二性を持つという考え方は陰陽二元論であり、宗教社会学者の櫻井義秀は、「この発想は統一教会が人間を男性性と女性性において理解し、双方の性質が合体した時に繁栄・繁殖がもたらされるという基本的なモチーフから出てきている」と述べ、極めて民族的、東アジア的な感覚に根差したものであり、イスラエル・アラブの民の神の理解と著しく異なることを指摘している。内と外、男性と女性は対極にあるのではなく、それぞれがもう一方の要素を内在していると考えられている。

#### 四位基台
四位基台という概念は、神と、神の二性性相から生まれた男性（主体）、女性（客体）、男女の相互作用（授受作用）で生まれた子（合性体）が、それぞれほかの3つの対象と相互作用を持ち、「主体と合性一体化をなすという菱型モデル」である。

#### 祝福

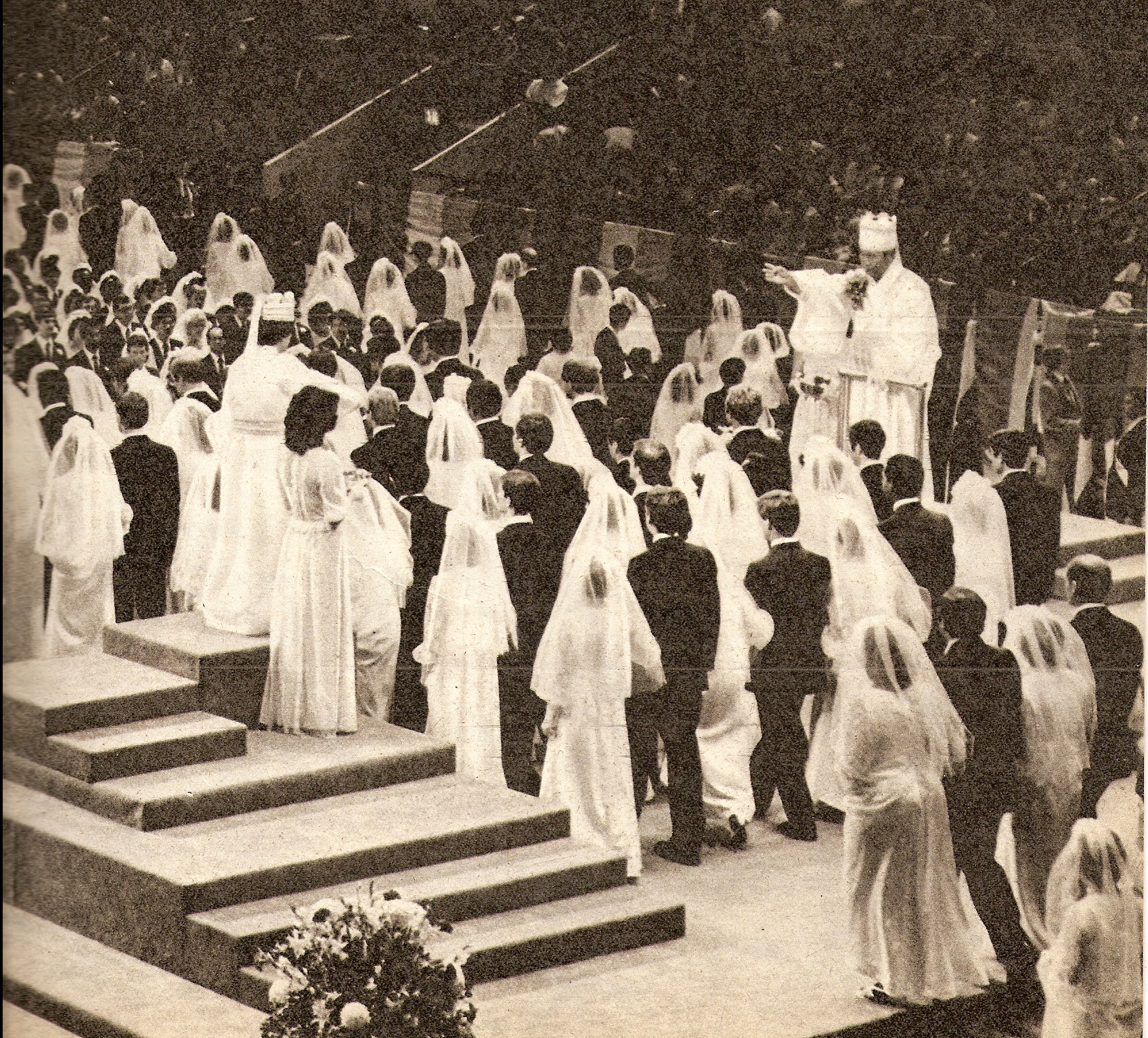
合同結婚式（1982年）

イエス・キリストによる救済は霊的救済のみに留まり、子孫を残さず天に上げられたため、肉的救済はメシヤに託され、文鮮明夫妻が人類の真の父母として信者に「祝福」を与えなければならないとしている。祝福は、鮮明夫妻司式の合同結婚式で教祖に配偶者を決めてもらう信者同士の結婚である。結婚したカップルだけが天の御国に入ることができ、祝福を受けた家庭からは原罪のない子供が生まれるとされており、特に重要な儀式である。祝福は象徴的な堕落の撤回のプロセスであり、これによってサタンの血統から自由になり、メシアの血統に結び付けられる。無原罪の子をなし、神を中心とする家庭を完成させることが目的であるとされる。
祝福では、メシアとの一体化による「血統転換」を象徴する秘儀ともとることができる「聖酒式」が行われていた。初期の合同結婚式では、新婦が「聖酒」を半分飲み、残りを新郎が飲み干す儀式が行われていた。儀式に使われるワインには、文鮮明と韓鶴子の結婚式で使われたワインがわずかに含まれ、受け手の血統を転換する力があるとされる。
1992年時点では聖酒式ではなく、文夫妻が参加者一人一人に水滴をかける「聖水儀式」が行われていた。また祝福を受ける前には、すべての罪を贖い合うことを象徴する、結婚する男女が互いにバットのような棒で互いの臀部を3回たたく「蕩減棒」という儀式も行われた。挙式後は家庭生活に入る前に、最低40日間の「聖別期間」という心身を清める準備期間があり、夫婦の性交はその後に行われる。最初の性交には詳細な手順が決められている。
カップルのマッチングの権威は、文鮮明から各国の祝福委員会に次第に移譲された。祝福を受けた妻たちがスタッフとして入るなどしているこの委員会が、資格を持った候補者たちを、相手の好みのデータを基に組み合わせる。相手が気に入らなければ、断って次の紹介を頼む人もいる。
現在では、40日間の分離期間を除く蕩減条件は削除されている。いずれにしても、過去から現在に至るまで教団で祝福する男女のカップルのマッチングは、女性（妻）の方が1〜4歳程度年長であるように組み合わせられる場合が多い。年上妻が多いのは、女性信者より男性信者が少ないのが理由の１つだといわれている。教祖一家である文一族や既成祝福の場合を除き、男性(夫)が年長者であるカップルは少ない。
宗教学者のダグラス・E・コーワン、宗教社会学者のデイヴィッド・G・ブロムリー は、初期には祝福を受けるために多くの奉仕が求められたが、現在は候補者は24歳以上で3年以上会員であることが求められ、儀式も簡素化されていると述べている。
1992年には、祝福には非会員も候補に入れられるようになり、90年代半ばには、存命中の信者と亡くなった配偶者との再結合、信者の先祖も祝福の候補に含まれるようになった。2016年の合同結婚式には、主催者によると62カ国から約3000組が参加し、うち日本からは778人、オンラインでも世界から1万2000組が参加したという。会場で結婚した3000組のうち1000組は新規の結婚で、残りの2000組は入信前に結婚しており、改めて祝福を受けるために出席した。
ジャーナリストの鶴野充茂は、統一教会によると、コミュニティ内の出生率は第二次ベビーブーム時並みの2.1人、基本的には結婚率100％で、離婚率は1.7％と非常に低いと述べている。
2016年5月、フジテレビの番組「みんなのニュース」の中で、合同結婚式が取り上げられており、かつては直接会ったことがない信者同士を文鮮明氏が“組み合わせ”ていたが、現在は、教団のマッチングサポーターと呼ばれる仲人が、信者から希望をヒアリングして、信者の相手探しを手伝うことになっている、と報道されている。

#### 同性愛
統一教会は祝福による男女の結婚・家族形成による救いを主張しているので、それに反する同性愛は「創造の原理に反する不自然な関係」であるとして否定・批判している。統一教会は「同性愛は倫理道徳の問題であり、人権問題ではない」、「キリスト教はもちろんのこと、同性愛を“罪”とみなすのは、古今東西の主要な宗教で共通している」と述べている。同性婚を認めれば、「不倫はもちろんのこと、一夫多妻や近親相姦などの“権利”を主張することも可能となる。さらには、文字にするのもおぞましいが、『獣婚』（獣姦、動物とセックスすること）も論理的には認めざるを得なくなる」と、国や時代でも大きく異なる複婚・ポリアモリーや近親婚などへの偏見や蔑視を交えて主張している。

#### 霊魂観
統一原理では、アジア的な霊魂観が説かれている。被造世界は神に似た人間を標本に創造されたため、あらゆる存在は心と体からなる人間に似ているとされ、独特な霊界、霊人間の存在が説かれる。霊界は霊的な五官で知覚される実在世界であるという。霊人間は現実の人間の合わせ鏡のようなものであり、霊魂を浄化するには身体の浄化や贖罪が必要であり、それをしなければ地獄行きであるとされる。天国には地上に建設される地上天国と、その建設に伴ってできる霊界の天国があり、死後に霊界天国で安らぐために地上天国の建設が目指される。

#### 終末観
現在は、サタンの支配する罪悪世界から、神が支配する創造理想世界に転換される終末（末世）であるとされる。
復活
復活とは、サタンの支配圏に堕ちた立場から、神の支配圏内に復帰するその過程を意味するとされる。統一教会では、イエスが埋葬された3日後に弟子たちの前に現れた復活など、キリスト教の伝統的な復活論は全く顧みられていない。聖徒、善霊、悪霊といった霊界をさまよう霊は、地上の人間に憑依して思いを遂げるとされ、霊たちの助けで摂理が進むとされる。

#### 蕩減（とうげん）
原義（朝鮮起源の漢字語）
借金を全部帳消しにすること。借債を悉く免除してやること。remission（ゆるし）。「蕩」の字義は「すっかり無くする。『蕩尽／掃蕩』」韓国では一般に金融用語として「債務の減免」の意味で使われ頻繁にマスコミに登場する。また韓国語聖書で負債や罪の「ゆるし」の訳に用いられており、韓国のキリスト教会の説教でも頻繁に用いられる。キリスト教の基本的用語にもかかわらず統一教信者は原義を知らない。
原理用語
「本来の位置と状態を復帰するために必要な条件を立てる（満たす）こと」、英訳は「indemnity（賠償）」。
救済、正確には復帰のプロセスは、神と人間の関係という縦の次元と、人間同士の関係という横の次元がある。復帰は、信心や行いではなく、蕩減（とうげん。償い）によって得られるとされる。人類はメシアが出現できるだけの「基台」を築くように務めなければならない。救済の摂理において、神の責任分担は95％、人類の自己責任分が5％であるとされる。神が求めるのは、人間の罪を償いうるに足る以下のものだが、その正確な量は神によって決められるとされる。摂理の成就は、信者の信仰と働き次第であり、よって完全な献身を求められる。
これは完全に間違った用法であり、キリスト教会の用法とも異なる。その理由について統一教会は何の説明もしていない。

#### 体恤
原義
己の身を其の人の境遇に置いて察しあわれむ。上位にいる者が下位の者の困難な事情を理解して面倒をみてやり助けてやること。compassion。韓国語聖書に「憐れみ」の意味で数箇所訳されている。そのため韓国キリスト教会の説教テーマにも用いられる。キリスト教の基本的用語にもかかわらず統一教信者は原義を知らない。
原理用語
概して体験、体得、血肉化というような意味に理解され、内部教材にはexperience（体験）,incarnation（受肉）と記載されている。
これは完全に間違った用法であり、キリスト教会の用法とも異なる。その理由について統一教会は何の説明もしていない。
作家・萩原遼は著書「淫教のメシヤ・文鮮明伝」で「血分け教（イスラエル修道院、統一教会）では『血肉化する』という意味に用いている」として「血分け」と結びつけている。

#### 受肉
原義
神が人の形をとって現れること。キリスト教では、神の子キリストがイエスという人間性をとって、この地上に生まれたこと。托身。化身。Incarnation。キリスト教の基本的用語にもかかわらず統一教信者は原義を知らない。
原理用語
内部教材には体恤と同義語として記載され、体得、血肉化というような解釈をしている。
これは完全に間違った用法であり、キリスト教会の用法とも異なる。その理由について統一教会は何の説明もしていない。

#### 日本「エバ」論
日本のセミナー等で、『原理講論』で説かれる堕落の経緯と復帰の歴史を説明される際に、韓国は「アダム国家」、日本は「エバ国家」とされ、先に堕落したエバがアダムに侍ることは当然であると説かれている。
朝鮮を植民地支配し民族の尊厳を踏みにじった日本はエバと同じであり、韓国に贖罪しなければならないとされているのである。合同結婚式では、日本人女性・韓国人男性のカップルが多く生み出されており、結婚した日本人女性は韓国人の夫や家族に尽くすことが求められる。サタンと姦淫したエバである日本とアダムとされる韓国という構図で規定される。
朝鮮半島は男性器、日本は女性の陰部といった比喩も存在する。

## 信徒の実数・日本人信者からの搾取
1963年時点のCIAの内部文書では、「KCIA(長官)の金鍾泌はKCIAの長官として統一教会を組織化し、2万7000人の信者がいる同教会を政治的なツールとして使っていた」とされる等、間接的な関係者、団体を利用したスパイ活動・政治的工作を行なっていると記している。
2008年時点で統一教会は世界の200近い国で活動しており、日本と韓国を中心に「300万人」との主張もあるが、研究者たちは、公式登録が確認可能な会員はアメリカの数千人の信者を含め、数万人程度と指摘されている。
『朝日新聞』と『文藝春秋』を中心にマスメディアによる批判報道、教会による日本人信者への度重なる多額の献金要求の影響もあって、日本人信者数はかなり減少したといわれている。ジャーナリストの米本和宏によると、1992年以降の激しい批判報道やその後の「貨幣復帰」疲れ（献金疲れ）で退会した日本人信者は相当に多く、累計の入会数56万人に対し、2009年時点で活動している信者は推定6万人、残り50万人は退会したか退会同然の状態であると述べている。そもそも、韓国人など日本人以外には霊感商法などによる搾取行為をしていない。そして、韓国人が脱会するのは簡単で「去るもの追わず」と緩くなっている。しかし、教団の搾取対象である「日本人信者」の脱会阻止には力を入れており、日本人家族が命がけで奪還する必要があった。
2022年8月18日、日本の統一教会批判報道によって、組織存続の危機に瀕しているために、ソウル市光化門周辺で信者らがシュプレヒコール抗議に集まった。しかし、参加者は僅か約3000人のみで、中心となっていたのは合同結婚式で韓国に嫁いできた日本人女性であった。2023年2月時点までで合同結婚式などで統一教会が決めた韓国人男性と結婚し、 韓国に移住した日本人女性は約1万3千人である。そのうち約6千人が帰国したが、約7千人は韓国にとどまり、主に韓国農村部に住んでいるとされる。

## 批判

### 多額の献金要求
日本統一教会は「先祖の罪業を辿って償わないと不幸になる」という論理を教義の一つとしており、人値の先祖辺り70万円以上の定額寄付を促される。最終的に信者の財産を絞りつくす為にも、定額寄付は信者の資産ごとにコミットメントされ、場合によって縄文時代にまで家系図を遡るように作成され恐怖を植え付けさせ続ける。統一協会の教義の確信は「堕落論」にあり、この教義を利用して霊感商法を行っている。この教義の中の「万物復帰」という教えは、「全ての万物は神に捧げなければならない」という統一教会の集金システムであり、最終的に信者の全財産を捧げさせる為の物である。
1988年5月、献金名目で土地や建物を安く売却させたとして、都内の無職女性（67）と千葉県の会社員（37）が教団に対し、約7500万円の損害賠償請求訴訟を東京地裁に起こしている。訴状によると、無職女性の土地やアパートを9400万円で売却させ、うち5400万円を献金させた。会社員は、高額な多宝塔や羽毛布団などを買わされたとしている。
1992年4月、男性（58）ら一家4人が、「詐欺的な説得で多額の資金を提供させられた」として、約19億3000万円の損害賠償請求訴訟を東京地裁に起こした。訴状によると、教団関係者が男性の農地を担保に借金をさせ、16億4000万円を教団に貸金名目で提供させたとしている。
1996年6月、関東地方在住の女性（67）ら3人が、教団に13億2800万円の損害賠償請求訴訟を起こした。訴状によれば、1989年5月から12月にかけて、土地を担保にノンバンクに借金をさせ、約13億を献金させた。
1998年頃、統一教会の元信者の男性が教団に対し、19億円の損害賠償を求める訴訟を東京地裁に提起した。男性は栃木県の資産家の家に生まれたが、大学在学中に入信、以後、多額の献金を求められ、1986年から1991年までに総額32億を寄付し、先祖代々の土地の大半を失ってしまった。教団は当初争う構えを見せたが、最終的に19億の支払いを認める形で和解した。弁護団は判決回避のためとみている。
朝日放送の取材に答えた大阪府在住の元信者は、三男の自殺による精神的ショックから入信に至り、1993年から2006年の13年のあいだに、三男の生命保険金など3000万円近い金額を教団に献金したと語った。
2005年から2010年にかけて、警察による霊感商法の摘発が相次いだことから、不特定多数を狙った霊感商法は下火になり、集金方法は「狭く、深く」少数の信者から大金を搾取するようになっているという。
2006年10月3日、「家計が途絶える」と脅すなどの教団信者による違法な勧誘の結果、多額の献金をさせられたとして足立区の資産家女性(68)が教団と信者4人を訴えていた裁判で、東京地裁は教団の使用者責任を認めた上で、約2億8900万円の支払いを命じた。
2008年4月10日、「先祖が地獄で苦しんでる」などと信者に脅され、約2億2000万円を献金させられたとして教団に損害賠償請求訴訟を起こしていた千葉県の女性(70)に対し、教団側は2億3000万円を支払う示談に応じた。教団は「教団は関与せず信者間の和解である」とした。
2012年7月3日、元信者の女性（37）が、教団と国に対し、約4300万円の損害賠償を求める訴訟を東京地裁に提起した。教団に対しては、不安を煽られ、献金や「献身」と呼ばれる労働行為を強いられたこと、国に対しては是正措置を講じる義務があったのに放置した責任があったとした。
2014年3月24日、元信者ら40人が、違法な布教活動で献金や宝石購入を強いられたとして、教団に合計1億990万円の損害賠償を求めていた裁判で、札幌地裁は、元信者3人の請求を一部認める形で、合計3850万円の支払いを命じた。判決では布教活動を「経済的利益を獲得する目的」とし「信教の自由を侵害する行為」と認定した。
2016年6月28日、東京高裁は、教団の指示で元妻が多額の献金をしていたとして、60代男性に対して3428万円の損害賠償の支払いを教団に命じた裁判の控訴審で、組織的な関与を認めた上で賠償金を3789万円に増額した。教団は献金は信者の自由意志によるものと主張したが、裁判では、献金をしないと不幸になるとして、夫の預金を献金するように指示したと認定された。
2020年2月28日、東京地裁は、教団に対し、違法な勧誘で多額の献金をさせられたとして520万円の損害賠償請求訴訟を提起していた60代の元信者女性に対しての、470万円の損害賠償支払いを命じた。
2022年7月、教団による被害の救済に取り組む「全国霊感商法対策弁護士連絡会」は、毎日新聞の取材に対し、献金の違法性を認定し、返金を命じる民事裁判の判決が近年も相次いでおり、教団は現在でも信者に献金や奉仕を強要している、と強調した。
2024年7月11日、元信者の女性の遺族が教団側に約6500万円の損害賠償を求めた訴訟の上告審判決で、最高裁（堺徹裁判長）は女性が献金後に教団に差し出した「賠償請求しない」とする念書を「無効」と判断した。「有効」として教団側勝訴とした1、2審判決を破棄し、審理を東京高裁に差し戻した。

### 原理研問題
統一教会系の学生組織『原理研究会』は、1960年代以降社会問題になり、複数の事件・訴訟が発生。原理研に加入した学生は学業を放棄して活動に熱中し、帰宅せず教団関連施設に泊まり続けるようになった。さらには親に「金を出さなければ親子の縁を切る」「遺産の前渡しだ」などと寄付金を要求し、要求が受け入れられないと断食をしたり、「サタン」と親を罵ったり、「殉教する」と自殺をほのめかしたりと、異常な言動をするようになり、「家庭破壊」の被害が続出した。原理研の活動は、路上での布教や募金活動を不眠不休で行うなどの重労働で、過労で入院する学生も多かったという。原理研の運動が盛んだった早稲田大学では、大学側は学生に対し学業に復帰するように要請するも、布教に専念するために退学に至る学生も現れた。
学生の中には精神異常に陥る者も少なくなかったとされ、1969年に教団に入信した宮城学院女子大学の学生は、両親を「汚れている、サタンだ」と罵る様になり、そのうち幻聴、幻覚と見られる症状が見られるようになった。彼女はたびたび錯乱状態に陥り両親はそのたびに精神科に入院させた。彼女のグループの同世代の女性信者には入水自殺するものもいたという。原理研による家庭崩壊の被害に遭った親らは、「原理運動対策全国父母の会」を結成、渋谷にある統一教会本部前で「わが子を家庭、学校に返せ」などのプラカードを掲げてデモ行進を行った。当時の父母の会が、日本弁護士連合会人権擁護委員会に提出した調査統計によると、全国119名の調査対象者のうち、行方不明は32人、死亡者は3人、精神異常は49人、家出状態は90人に達していた。この統計は調査表に回答した分のみであり、父母の会が把握している被害者はさらに多いとされた。
このような異常状態に陥る学生が多発していた背景には、修練会での激しい教義の叩き込みがあった。1975年2月に『東京新聞』に掲載された元信者(25)の手記には、教団の教典『原理講論』の堕落論を説かれた時に、体に衝撃波が走り、講師の声が天の声のように降り注いだかのような感覚に襲われたと記されている。彼女が誘った知人は錯乱状態に陥り、大声を張り上げ、裸足で修練場から走り出した。
教団の修練会では、数週間にわたって拘束され、人間は罪の塊であると叩き込まれ、罪の意識を植え付けるように徹底される。このために講師が熱弁を振るい、断食をさせた上で、深夜まで祈祷もさせる。その上で救いの手段として、再臨のメシアに清められた神の子にならなければならない、神の子同士が結婚をして、神の子を産み、理想の社会を作らなければならない、と教え込む。人間を恐怖で限界まで追い込み、各種の手法で脳機能を低下させた上で、特定の暗示を植え付ける修練会での手法は「洗脳」の典型とされる。
原理研究会は国会でも問題視され、1977年2月7日の衆議院決算委員会で石橋政嗣が、当時の総理大臣であった自民党福田赳夫に対し、「原理運動被害者父母の会」が内容証明で請願書を送付したことに触れている。

#### 原理研究会に関連する事件・事故
1967年12月には、教団信者2人が大分県内の滝壺で溺死、原理運動の修練活動中だったと見られる。
1968年9月、「原理運動対策全国父母の会」は教団会長の久保木修己を刑事告訴した。告訴状によると、神奈川県厚木市に総工費7億円で「修練所」を建設すると称し、学生の親から寄付金を募ったが、募金終了後１年以上たっても着工せず、経理報告もしなかったため、寄付金詐欺であるとした。
1970年8月、原理研の修練会に参加していた学生が、全身打撲による衰弱で死亡した。原理研の幹部らが不法に監禁し医師にも診察させなかったことが原因として、関係者7人が書類送検されている。
1975年2月、中央大学4年の男子学生が福島駅で行き倒れ状態で発見され、精神に異常がみられたことから両親は精神科に入院させるに至った。この学生は1974年5月に教団に入信したとみられ、両親に朝鮮人参茶を買わせるなどの経済活動を行っていた。
1975年3月、秋田県内の海岸で上智大学4年の男子学生(22)が溺死体で発見された。この学生は前年の12月に教団の修練会に参加後、発狂したとみられ、早稲田大学付近の路上を錯乱状態で徘徊していたところを警視庁戸塚警察署によって保護されていた。両親は男子学生を仙台市内の精神病院に入院させたが、「自分を置いて帰るのなら死ぬ」と訴えたため秋田の実家に帰らせたが、その後突然失踪し、約50日後に遺体で発見された。
1976年には、フランスの「原理運動」パリ本部で手製の爆弾が爆発、教団関係者2人が重傷を負った。原理運動はフランス国内でも社会問題化しており、「子供を取り戻す会」が全国で3つもつくられていた。
1976年9月ごろ、米国の移民局は、「原理運動」に関与する統一教会の信者約700人を不法滞在者として国外追放する手続きを指示した。これらの信者の多くは、日本人と韓国人で、連邦判事が「宣教師見習」としての資格を認めないと裁定していた。
1977年2月、原理運動に反対する「原理被害者更生会」の顧問が男女2人に鉄パイプで襲撃される事件が発生。顧問は統一教会に一時入信した経験から、原理運動の被害者を社会復帰させる活動をしており、これまで約100人を更生させたと話していた。教団側は関与を否定。
1977年4月、渋谷署は統一教会保安係の男（31）を傷害、暴行の疑いで逮捕した。男は、教団に入信した長男、長女と面会に来た「原理運動対策全国父母の会」のメンバーに対し、「不法侵入で110番するぞ。帰れ、帰れ」と恫喝し、二人を手をつかんで押し出し、壁に体を押し付けるなどの暴行を加えた。また、別の日に教団責任者に面会を求めてきた「父母の会」のメンバーにも暴行、全治5日のけがをさせた。
1978年6月、青山学院大学で、原理研究会と対立する「反原理共闘」のメンバーら合わせて約20人で乱闘騒ぎが発生。1人が全治5日のけが。
1982年11月、東京大学駒場北寮で、反原理運動サークル「文理研」の寮生3人がいる部屋に、約10人の男が乱入し殴る蹴るの暴行を加えた。駆けつけた警察官に対して、一部学生らがスクラムを組んで立ち入りを拒んだために、機動隊が出動し4人が公務執行妨害で逮捕された。
1983年には、徳島県で原理研に加入した娘を家に連れ帰った親を相手取って、原理研側が人身保護請求訴訟を提起した。徳島地裁は「娘の幸福を願った親の愛情に基づく正当な親権の行使」として請求を棄却している。
1988年12月、「原理研究会」の指示に従って就職した元信者が、理由もなく給料を天引きされ、1日あたり1100円の賃金しか支給されず、毎日15時間から21時間にわたる長時間労働も強いられ「タコ部屋同様の生活を強いられた」として、元勤務先の「セイロジャパン」に対して未払いの賃金や慰謝料を求める訴訟を東京地裁に提起した。

#### 現在の日本の各大学の動き
現在でも多くの大学は「原理研究会」への注意喚起を公式に発信している。特に、上智大学、青山学院大学、同志社大学、明治学院大学等のミッション系大学は、教団を名指しで批判している。
上智大学は「キリスト教の名を語って人を惑わす新興宗教」として、「巧妙な手段を使ってキリスト教の学校や諸機関にまぎれこみ、騙された人を引きずりこんで、あちこちに被害が出ています」としており、青山学院大学は「サークルのふりをした危険な宗教団体」として、一般的なキリスト教の教えと大きな隔たりがあると、警告を発している。同志社大学も、教団を「破壊的カルト」として、「不安や恐怖をあおり、日本や世界が滅びるなどと脅かし、お金をたくさん取る団体」と厳しく批判し、明治学院大学も「多くの被害者を出してきた宗教団体」として、教団への注意を呼びかけている。

#### 散弾空気銃問題
1968年秋頃から、原理運動の関係者の間で、韓国製の散弾空気銃が出回っていることが判明し、問題となった。この銃は全国の原理運動関係者に市販され、1969年2月1日までに793丁の所持申請が警察に出された。63丁は年齢などの問題で受理されなかったが、446丁は猟銃扱いで許可された。この空気銃は通常よりも威力が高く、散弾銃に近い性能をもっていることから、禁止の方向で検討が始められた。

### 合同結婚式で嫁いだ日本人妻問題
教団の合同結婚式で韓国に嫁いだ日本人妻の境遇も問題になっている。韓国の統一教会は嫁不足に悩む農村の結婚相談所のような役割を果たしており、韓国の貧しい農村に嫁いでいくことになった日本人の女性信者も多くいた。教団は韓国でも白眼視されており、また韓国の農村では日本人はほとんどおらず、日本人妻は現地コミュニティ内で孤立することとなった。現在でも多くの日本人妻が貧しい農村で暮らしているという。
ジャーナリストの阿部光利が出会った日本人妻は公務員の家庭に生まれ、短大を出て不自由のない生活を送っていたが、友人からの勧誘を受け統一教会に入信。合同結婚式で韓国の農家の次男と結婚した。韓国に移住して夫の実家で暮らすこととなったが、部屋もなく、女性は豚小屋で寝起きすることとなった。夫は無学で韓国語以外話せず、夫婦の会話はなく、一家団欒の時間もなく、ただ労働力として扱われた。夫は結婚相手を見つけるために入信し合同結婚式を利用したに過ぎなかった。女性はパスポートも取り上げられており、現金もなく現地の土地勘もないため逃げ出すこともできないという。阿部は帰国後、この女性の消息を辿ったが行方不明だという。また、アフリカ大陸の発展途上国に嫁いでいった日本人妻も多くいるという。
なお、合同結婚式に参加後、家族と連絡が取れなくなり「行方不明」になった日本人妻が6500人いるとされる。

### 2世信者問題
両親が教団の信者である「2世信者」も深刻な社会問題になっている。幼少期から信仰を強要される、教義に従う生き方を強制される心理的虐待を受けてきた、献金のために貧困に苦しんだ、との証言が多数報告されている。自分も「元2世信者」であると語る20代の女性は、日本テレビの取材に答え、「2世信者」の苦しみを語った。女性は幼い頃から親に従い信仰をしてきたが、徐々に違和感を感じたという。小学生の時に、教祖・文鮮明の血が入っているとされる赤ワインを飲まされると「まずくて、気持ち悪かった」と感じたといい。中学生くらいから、信仰を拒否するようになった。親は給料の大半を教団への献金に費やしてきたといい。狭いアパートで高価な統一教会の「聖本」や「壺」に囲まれて生活をしていたという。
別の「2世信者」女性は『週刊文春』の取材に答え、「絶対に異性を好きになってはいけない」と恋愛を厳しく制限されていたことを明かした。恋愛に興味を持たないように、本や漫画、テレビ番組も厳しく制限された。20代になって恋人ができ、そのことを親に打ち明けると「お前はサタンだろう！」と相手を脅迫しにいき、破局に至った。女性の弟は「合同結婚式」に頼らず、自分で相手を見つけて結婚したが、弟がそのことを打ち明けると、親が「殺しに行く」と言ったため、警察沙汰になった。弟は親と絶縁したという。
「合同結婚式」で出会った両親の元に生まれた別の30代女性は、毎日新聞の取材に対し、両親は布教活動などに熱心で家を留守にすることが多く、夕食は一人で食べることがほとんどだったと語る。両親は給料の大半を教団への献金に費やしてきたため、生活は貧しく、小石や虫が混じる「くず米」を食べていたという。やはり家には壺や印鑑、多宝塔が置かれ、文鮮明の写真が飾られていた。
小学館『週刊ポスト』の取材に答えた別の20代後半の「2世信者」女性も、幼少期から貧困に悩まされてきたという。小遣いは1円ももらえず、親戚からもらったお年玉も献金のため没収された。服もボロボロで、集団登校では『くさいから来るな』といじめにも遭った。高校生ではじめたコンビニのアルバイトで稼いだお金も、全額両親に渡していたという。
40代の「2世信者」女性は「親孝行になるんだ」と親に従い高校生のころに入信した。21歳の時に「合同結婚式」に参加、結婚前に一度も会ったこともない当時19歳の韓国人と結婚した。夫は無職で気に入らないことがあると度々暴力を振るった。しかし、教団に相談すると「あなたの信仰が足りない」と言われただけだった。男性とは離婚に至り、教団が紹介した別の男性と再婚したが、男性は女性のクレジットカードを使い込み、女性は自己破産に至った。
2022年8月23日、立憲民主党は国会内で元信者からヒアリングを行った。夫と子供と共に出席した「元2世信者」女性は、両親が高額な献金をしたために家庭環境は貧しくそれが原因でいじめを受けたこともあり、高校生の頃からアルバイトをしていたが200万円あまりの給与はすべて献金のために両親に没収されたと証言した。両親は現在も熱心な信者で、父は教会長を務めていたことがあり、母は婦人部長などを請け負い政治の面でも選挙活動の手伝いやウグイス嬢をしたりしていたという。また女性は結婚前に参加が義務付けられている修練会において公職者からセクハラを受け、韓国にある教団施設では精神が崩壊した信者を数多く目の当たりにするなどし、2016年頃に脱会した。
高知県の農家男性は息子が小学1年だった当時に妻が勧誘を受け旧統一教会に入信。以後妻は教団への多額の献金を繰り返し家庭内不和が生じた。長男は中学1年生で不登校になったが、妻は「田んぼに悪霊がいるから、子供がおかしくなっている」として土地売却を求め、売却で得た1000万円を手にした直後、家族を置いて韓国に渡航した。夫婦は離婚に至ったが子供は妻のもとに留まることになった。その後、元妻との同居を続けていた息子は36歳で焼身自殺に至った。2022年10月、男性は野党の合同ヒアリングに参加し「旧統一教会をなくしてほしい」と涙ながらに訴えた。男性が教団側に繰り返し面会を求めても一切連絡がないという。

### 養子縁組問題
旧統一教会では信者同士の養子縁組が行われており、無許可での斡旋を禁じた法令に違反する可能性があるという指摘がされている。これを受けて、厚生労働省と東京都は、2022年11月22日、教団の本部に質問書を送付した。旧統一教会では子どもが複数いる信者から子どもがいない信者への養子縁組が推奨され、教団によれば、1981年以降で745人の養子縁組が行われたとされる。

### 規制論
教団が長期にわたって深刻な社会問題を引き起こしてきたことから、教団に対する規制を求める声も根強い。弁護士の紀藤正樹は「旧統一教会は、本人の財産状況を確認して、ギリギリまでお金を出させる手法で、過去30年余りで1230億円以上の被害が確認されている。行政側は、宗教団体による霊感商法には、信教の自由などからタッチできないという認識があり、問題の根深さにつながっている」とした上で、オウム真理教事件を契機に欧米でカルト対策が進んだ一方、日本では手付かずである現状を指摘した。
国民民主党の玉木雄一郎は、「今問われているのは政治とカルトの問題だ。宗教をまといながら、反社会的な行動を行うことはあってならない。場合によっては法整備も必要だ」として、フランスなど他国の法規制を参考にし、法整備も含めた対策を検討するとして、党内に調査会を設ける方針を明らかにした。また2022年8月21日の記者会見で、一般の宗教法人と反社会的な団体を区別するための法案提出を検討していることを明らかにした。「反社会的行為を、政治のみならず社会が排除できる仕組みを整えたい」と述べ、秋の臨時国会を視野に策定を進めると同時に「わが党としては、旧統一教会と決別することを徹底したい」と強調した。
社会心理学者の西田公昭は、「海外では特定の団体をカルトと認定し、その思想を子どもに教えること自体を違法とする国もある」として、教団に対する規制を国が実行する必要性を説いているほか、「宗教」と「カルト団体」と一緒にしてはいけないとして、旧統一教会と他宗教団体を同等に扱うことに否定的な見解を示した。
教団による選挙妨害を経験した元足利市長の大豆生田実は、「消費者問題にとどめるのではなく、統一教会が大手を振って活動できる土壌を整えてしまっている日本の政治環境や法制度の問題に切り込むべき」として、課税の強化などを含む宗教法人法の改正を主張しているほか、宗教学者の島薗進は、旧統一教会が多くの被害者を生んできたとして、反社会的な問題を繰り返し起こす団体の宗教法人認証取り消しを可能とする宗教法人法の改正を検討すべきとの見解を示した。
法学者の中島宏は、フランスの反セクト法に触れ、制定をめぐって信教の自由を侵害するとの懸念が示されたことから、違法行為に着目して規制するようになったことを指摘した。その上で、「日本が学ぶべきは、法規制とあわせたセクトを巡る情報提供や注意喚起、未成年者保護、宗教が絡む問題に対処するための公務員研修などだ」との見解を示した。
一方で、弁護士・タレントの橋下徹は、日本テレビ系の『ミヤネ屋』で「反カルト法のような法律を導入すべき」と主張した共演者の紀藤正樹に対し、「教義内容や内心に踏み込むのは危険」と否定的な見解を示している。すると、紀藤は「70年から80年代で欧米で議論されていた、40年前の議論を蒸し返している」と反論、さらに「基本的には信教の自由には立ち入らない。諸外国の常識で、カルト規制法もそう。そしてカルト規制法は団体規制なので、宗教団体に限らない」と橋下の見解を否定した。

#### 被害者救済のための法整備
2022年10月21日以降、自民党、公明党の与党と、立憲民主党、日本維新の会らの野党は旧統一教会の被害者救済のための法整備に向けた協議を始めたが、マインド・コントロール下での献金要求への規制等を巡り、意見の対立が生じた。11月18日の与野党幹事長会談で示された政府資料では、宗教団体などが寄付を求める際に、「霊感」などを用いて不安を煽ったり、不利益を避けるために「寄付が必要不可欠」などと告知した場合、最長10年後まで取り消しを可能にする案が出された。しかし、この案では、マインド・コントロールを受けた信者が、自発的に寄付を続け、破産や家庭崩壊に追い込まれる事例を防ぐことができないとの指摘がなされており、21日、全国霊感商法対策弁護士連絡会は声明を発表、法人に限らず関連団体なども規制対象に含め、「困惑」だけでなく「正常な判断ができない状態に乗じた」と修正する必要があると指摘した。また、消費者契約法の改正案には、献金受領時の記録作成・開示を義務づける規定を求めた。23日には、元2世信者らが東京都内で記者会見し、「被害実態と乖離しており、このままでは被害者ではなく統一教会が救済されるだけだ」として、マインド・コントロール下での献金の規制を求めた。また「われわれの親の被害額は数千万や億単位なのに、月数万円程度しか請求できない」として、家族らが献金を取り消す権利の拡充を含む修正も同時に求めた。
同年12月10日、霊感商法による不当な寄付勧誘行為などに加え、借金や住居、生活に不可欠な資産を処分して資金を調達するよう求めることを禁止する内容の法人等による寄附の不当な勧誘の防止等に関する法律が、参議院本会議にて与党や立憲民主党、日本維新の会、国民民主党の賛成多数で可決、成立した。また、霊感商法の被害救済に向けた消費者契約法改正案なども可決、成立した。

### 勧誘活動批判
統一教会の勧誘の手法は厳しい批判の対象となっている。

### 信教の自由
統一教会の活動は「信教の自由」の観点から問題視されている。教団の「正体を隠して」の勧誘活動は「個人が信教を自主的に選択する自由意思」を侵害しているとされており、札幌地裁に提訴された「青春を返せ訴訟」や、2005年の新潟地方裁判所での判決など、教団による元信者への信教の自由の侵害を認める判例がある。

### 教義・教説
宗教社会学者の櫻井義秀は、ルシファーとエバが「不倫なる霊的性関係」を結んだという聖書における根拠はないと指摘している。アダムとエバが楽園追放前に性的関係を結んだという聖書の根拠はなく、『旧約聖書』「創世記」四章一節では、実際に二人が夫婦になったのは楽園の外であることが明言されている。また、霊的堕落・肉的堕落が不倫の性関係であるという根拠は聖書にはない。
現在の聖書学では、旧約の諸文書には原罪の観念はないと理解されている。櫻井は、統一原理では、「仮説を公理として議論を進めていって、議論に必要な概念（二性性相、四位基台、肉身と霊人など）もまた直感・霊感的に想定可能な準公理として用いながら、すべての議論を展開していく」と述べている。
カトリック神学者のネメシェギ・ペトロは、『原理講論』を対象とした論文において、この書において哲学、自然科学、歴史、聖書解釈学、神学等においての主張は、完全に確信のあるものとして羅列されているが、その裏付けは非常に弱いか全くないと述べている。文鮮明の理性は鋭く、思弁を好んではいるが、思惟方法は全く独特で、教育を受けているが狭い分野に限られており、独学者であることは明白であるという。文鮮明の思考の特徴は、ミシェル・フーコーが前近代的な思考方法の特徴として明らかにした類似に基づく考え方（呪術的思考の一種）であり、『原理講論』の歴史神学の論証の多くはこのタイプであり、この思考方法は近代以後の思想界では通用しないと述べている。
ネメシェギは、人間は皆悪魔の血を引いているとされるが、統一教会の楽園追放の話においても、人類はサタン（ルシファー）とエバの子孫ではなく、アダムとエバの子孫とされており、そうであるなら、統一教会の原罪を遺伝的にとらえる考え方と統一教会の楽園追放の話は合致しないと述べている。
イエスの死が、罪深い人類を正当な理由で虜にしていた悪魔に支払われた身代金のようなものであったという説は、古代に幾人かの教父が唱えていたが、これには聖書的な根拠はなく、キリスト教神学では中世には捨てられている。また、人類の歴史を神とサタンに分け、人々を恣意的（この分別の基準は、良識や常識の判断と必ずしも一致しないとされる）に神の側、悪魔の側に分けることは、狂信的で極めて危険であると指摘している。ある宗教が天の側により近い宗教の邪魔をする場合、それはサタンに属するとされ、『原理講論』の倫理観では、それを滅ぼすためにはあらゆる行動が許され、善とされることになる。
また、ネメシェギは次のことを指摘している。『原理講論』では、旧約聖書に書かれた様々な出来ごとを文字通りに受け取り、その年代も書かれたとおりであるとする根本主義的な聖書解釈（現代聖書学の立場では支持されない）と、聖書の表現を字義通りにではなく象徴的に解釈する象徴的聖書解釈が混在している。
ネメシェギは、歴史学から否定されていることを事実とする一方、他のことを単なる象徴としているが、どちらの解釈を用いるかの判断基準はなく、文鮮明の独断にしか思われない。
科学と宗教とを混合するような考え方は、現代のキリスト教哲学の認識論ではすでに排除されているが、『原理講論』には認識論が全くない。世界の終末を計算するための歴史観は、非神学的、非学問的であり、その歴史観には驚くほど空白が多く、ギリシア・シリア・ロシア等の東方、ラテン系、アジア・アフリカ系諸民族は全く無視されている。
神に二性性相があるとし、それを性的にとらえることは極めて危険であり、このような神理解から、統一教会の思想で性が過度に大きな位置を占め、結婚が絶対視されているのであろうと述べている。独身性・童貞性に対する評価が全くないという点でも、世界三大宗教のどれとも区別される。神の永遠の幸せがこの世なしにはあり得ず、初めてこの世から得られるという考え方は、キリスト教的な神信仰ではなく、神を進化するもののように考える汎神論の系統のものであるという。

#### 諸問題との関連
宗教学者島薗進は新宗教における「隔離型教団」の代表的な例としてオウム真理教、エホバの証人、幸福会ヤマギシ会と共に統一教会をあげている。
櫻井義秀は、万物復帰の教えが教団の資金調達と密接に関連することを指摘している。
「霊的な子ども」を生み出すことと考えられていた「勧誘活動」と共に、「資金調達」はサタンの領域から神の領域への合法的な金銭の移動と考えられ重視された。勧誘活動と資金調達は、共に非常に儀式的な活動であり、たとえその活動で敵意にさらされようと、愛を与え、多くの人に復帰に関わる機会を与える活動と考えられていた。多くの信者は、寄付した人がその行為の霊的意義を認識しているか否かに関わらず、神の領域へ資金を移動することで利益を得ると信じている。宗教学者のダグラス・E・コーワン、宗教社会学者のデイヴィッド・G・ブロムリー は、これが一部の資金調達チームの「聖なる詐欺」の実践、寄付の見込みのある人からさらにお金をだまし取ることに結びついたと述べている。
合同結婚式も統一教会がカルト視される一因となっている。教団内婚制で世代が再生産されるため、ピークを越えたとはいえ教団の持続力は強い。教団内婚制も、カルト視されたりマインド・コントロール疑惑が持ち上がる一因になっている。
日本では1992年には、歌手で女優の桜田淳子（当時34歳）、元新体操選手の山﨑浩子（やまさきひろこ、当時32歳）、元バドミントンの世界チャンピオンの徳田敦子（当時36歳）ら有名人が韓国ソウルのオリンピック・スタジアムで行われる「3万組国際合同祝福結婚式」（前年までに12回行われ、計2万組の夫婦が誕生していたとされる）に参加することが公になり、マスコミでスクープとして飛びつき、過熱気味な報道が繰り広げられた。次第に霊感商法被害や、見知らぬ異性同士が教祖のマッチングで結婚するのは不気味だと、激しいバッシングに変わった。
1993年には前年の合同結婚式に参加した山崎が突如行方不明になり、統一教会側は拉致監禁であると記者発表してデモ行進を行った。1か月後、週刊文春の独占で山崎の動静が伝えられ、その後山崎はテレビで婚約破棄と脱会宣言した。1990年代以降、元信者が結婚無効を求める裁判も相次いでいる。

#### 「血分け」批判と諸見解
カトリック神学者のネメシェギ・ペトロは、神に陰陽説を当てはめるという考え方から性が過度に大きく扱われているが、性的乱交のような腐敗は今のところ見られないと述べている。櫻井義秀は、統一教会の布教当初、血分けの疑惑が持ち上がったが、それは未確認のまま終わっていることを紹介している。
1955年の梨花女子大事件の時も、「血分け」と称して淫行が行われているのではないかという疑いがもたれたが、文鮮明の容疑は兵役法違反及び不法監禁であり、無罪となっている。
韓国では、統一教会は数ある異端の一つと認識されているが、単に宗教団体というよりある種の財閥と認識されている。日本ほど反社会的宗教団体とは見なされておらず、韓国ではむしろ、日本で「摂理」と呼ばれるキリスト教福音宣教会が教祖による女性信者への性的暴行などで社会問題となっている。
櫻井義秀は、文鮮明が初期の信者たちと「血統転換」をどのようにやったかは伝聞でしかないと述べており、統一教会の血分け疑惑に関して著書でさらなる論考はしていない。そして文鮮明が、北朝鮮の興南牢獄に収監され国連軍の進攻で解放された経験や「血分け」スキャンダル等の迫害を受けたことを受難として、メシアにふさわしい聖痕として教説化したことを指摘している。
ポリテクニック・サウスウェストの哲学科助教授・バーミンガム市のセリーオーク・カレッジ新宗教運動センター理事のジョージ・Ｄ・クリサイディスは、統一教会は血分け教、セックス教であるという主張には裏付けがなく、想像の域を出ていないと述べ、次のように解説している。
統一教会の初期には、夜遅くまで講話が行われることがあり、その際は夜間外出禁止令のために信者たちは朝まで帰宅できなかったが、敵対者はこれを不道徳な性的行為、乱交パーティーであると批判し噂が広まった。官憲が1954年に文鮮明と信者四人を逮捕し、罪状には姦通罪も含まれていた。しばらくして徴兵拒否以外のすべての罪状は取り除かれ、徴兵拒否も無罪となり3か月後に釈放された。キリスト教主流派や統一教会の批判者は、統一教会は批判者が血分けと呼ぶ性の入会式を行っており、救世主的教祖が女性の新入団者と性行為を行って女性を浄化し、その上で夫と性行為を行い夫の浄化と子孫の浄化を復帰するということを行っていると主張している。
しかし、クリサイディスは、統一教会がこれらを実践しているという情報は、いずれも間接的なものにとどまっており、統一教会と性の儀式を結びつける証言はごくわずかしかないとのべている。統一教会の信者であるユー・ヒョーウォン夫人は、歴史的に統一教会と関係のある聖主教で裸体儀式（楽園で人間が裸体であったことにちなむもので、性儀式ではない）が行われていたため、統一教会もその槍玉に挙げられると述べている。
ヨン・ポクチョンによる、文鮮明がキリスト教主流派から「血分け教」の開祖とも呼ばれる李龍道に出会い傾倒していたという証言は、年代が史実と合致しない。クリサイディスは、ユー夫人の見解の方がヨンの証言より問題が少ないと述べている。またクリサイディスは、現実問題として、教祖が合同結婚式に参加する8,000人もの花嫁と性交渉を行うことは不可能であると述べている。
クリサイディスは反カルト派や主流キリスト教の論者で、統一教会は血分け教、セックス教であると批判する論者は、「血」は実物なのか象徴なのか、性行為の相手は救世主である教祖なのか配偶者なのか、後者の場合、集会で行われるのか非公開であるのかを論じることもなく、出どころの不確かな引用、さらなる孫引きを行っていると述べている。
クリサイディスは、「血分け」（ピガルム）というハングルが存在するのだから、その言葉が指す何らかの宗教儀式（乱交パーティーではない）は朝鮮半島にあっただろうと推測することはできるが、正確にどの新キリスト教集団が血分けを実践していたかはわからず、統一教会が行っていたことを裏付けるだけの証拠はないと述べている。
統一教会が元々「セックス教団だ」、「入会した女性信者は儀式と称する教祖との性行為を強いられる」、「血分け教である」、というバッシングは、1995年の文鮮明の逮捕に関する噂が元になっていると思われるが、その後の無罪放免になった顛末は無視されているという。
クリサイディスは、統一教会に血分けの疑惑がかかるのは、同会が婚姻外の性交渉を厳しく戒めていること、血統の復帰の過程は婚姻関係の中だけで「原理的」性交渉として行われること点から見ても筋が通っていないと論じている。クリサイディスは、このような主張が行われるのは、糾弾する側が悪意を持っているということか、より寛容に解釈するならば、血分けの実践と「祝福」（合同結婚式）の後の夫婦間の決められた手順の性行為を混同したのだろう、と述べている。

#### キリスト教主流派によるもの
異端・カルト110番によると異端・カルトである。また日本カトリック司教団が1985年6月22日に出した世界基督教統一神霊協会に関する声明では、キリスト教ではなく、ましてやカトリックでもないことを示し、キリスト教一致運動としてのエキュメニズムの対象にもなり得ないことを明確に宣言とある。
キリスト教は世界中に布教されたが、その過程で様々に変質し、伝道する国の文化に順応してきた。世界の新宗教の多くはキリスト教の伝道活動の影響を受けて発生している。キリスト教の他文化への順応は、1世紀におけるヘレニズム化のように容認される場合もあれば、認められない場合もある。
キリスト教が土着の宗教と混合して生まれた宗教が、キリスト教の主流派から認められず、その宗教がキリスト教であると主張した場合、モルモン教のように主流の教会から異議を申し立てられたり、ラスタファリアンのように独立した宗教を形成することもあった。
櫻井義秀は、統一教会は独特の聖書解釈が見られる『原論講論』を教典とし、教祖・文鮮明が再臨主であると主張していることから、キリスト教の主流派からは異端と見なされていると述べている。統一教会側は、キリスト教の主流ではないが、その教えは韓国に伝来したキリスト教の土着化による正当なものだと主張している。
文鮮明はプロテスタント的なキリスト教の影響を受けており、聖書の正典を知るために教会の伝承が必要であるとは考えない。しかし、キリスト教の最大会派であるカトリック教会では、エキュメニズムの対象にもなり得ないため、キリスト教ではない宗教であると宣言している。
ジョージ・D・クリサイディスは、統一教会を研究する際は、キリスト教の主流の信仰・実践と比較して「逸脱したキリスト教徒」とするのは単純に過ぎ、キリスト教だけでなく韓国の宗教と文化的背景を考慮し、韓国の伝統的な宗教とキリスト教宣教師の到来と活動の結果生まれた新キリスト教集団にルーツを探り研究する必要があると指摘している。独自の神学は仏教、儒教、道教、シャーマニズム等の土着の諸宗教の影響も受けている。
宗教社会学者のマーク・マリンズ（Mark R. Mullins）は日本のキリストの幕屋やイエス之御霊教会を「メイド・イン・ジャパンのキリスト教」と名付けて、キリスト教の土着化の例として欧米に紹介した。死者に戒を授け仏弟子とする日本の仏教が「仏教の土着化」であるなら、先祖に洗礼を授けることも「キリスト教の土着化」になるかもしれないが、これはバプテスマや自発的信仰を重視するプロテスタントとの根幹にかかわることであり、異論もある。
櫻井義秀は、こうした日本のキリスト教のマイノリティ教派を土着化の事例として認めるならば、韓国におけるキリスト教系新宗教も土着化の事例に相当するかもしれないと述べてる。宗教社会学的には、どちらも外来宗教の土着化と見なせる。櫻井は、但し、十字架上のイエス・キリストの血による贖罪を最終的な救済として認めるか否かでキリスト教と異端を分けることは、教派の神学としてはあり得るだろうと述べている。
統一教会は、イエス・キリストは霊的救済のみに成功し、肉的救済はメシヤに託されたとしており、十字架上のイエス・キリストの死を最終的な救済とは考えない。
統一教会は、アメリカの保守的な宗教指導者・政治的指導者たちと連携を築き、これによって社会的存在感を確固たるものにしてきた。文鮮明は、アメリカのキリスト教根本主義者ジェリー・ファルエル牧師が設立した私立のクリスチャン大学であるリバティ大学が経済的危機に直面した際に多額の資金援助をするなど、多くの保守派の活動に援助を行った。
発生の背景には、1930年代の韓国のキリスト教における神秘主義的な運動があり、独立後の朝鮮戦争を経た1950年代以降の韓国において生まれた、新宗教運動の潮流の一つである。その神学は、仏教、儒教、道教、シャーマニズム、さらに韓国のキリスト教の影響を受けており、西洋的文脈になじまない信念も見られる。宗教的コミュニオンへの家族的没入が統一教会の実践的規律になっている。
カトリックの聖職者の減少を憂慮していたザンビア出身の大司教エマニュエル・ミリンゴは、2001年に韓国人鍼灸医師マリア・スンと合同結婚式で結婚し破門されかかった。ミリンゴはスンと別れて静かに暮らしてたが、2006年にワシントンでスンと共にカトリック教会における聖職者妻帯の認可を求め、4人の妻帯司祭を司教に任命し、自動的に破門された。
カトリック神学者のネメシェギ・ペトロは、統一教会はキリスト教、特にカトリック的キリスト教とは本質的に異なる宗教であり、キリスト教に属する諸教会・教団の再統合を目指すエキュメニカル運動の対象外であると述べている。また、統一教会はキリスト教との関係という点で、マニ教と非常によく似ているという。（マニ教はサーサーン朝ペルシャのマニ（3世紀）を開祖とする二元論的な宗教で、統一教会と異なり性を忌むべき悪と見なしていたが、イエスを高く評価し、開祖マニこそが最終的な真理をもたらすものであり、自説が宗教・哲学・科学全ての問題を理性的に解決する真理であると主張し、人類の最終的な唯一の宗教にならなければならないと考え、信徒は世界的な布教を行い、強固な宗教組織を作り、社会生活においても互いに連帯していた。）
ネメシェギは、人間と悪魔が性交できるといった神話的な思想は絶対に排除しなければならないものであり、原罪の教えは人間の悪魔化についての教えではなく、この世の一切の悪いことは神の意志に適うものではなく、神との調和を取り戻すことで、神の助けによってそれらの一切を取り除くことができるという希望を抱かせる教えであると述べている。統一教会は、イエスの復活を認めないからこそ、その死の理解が間違っているという。
またネメシェギは、次のように批判している。『原理講論』は文鮮明が受けたという啓示を根拠にしているが、啓示の客観的根拠は本書では述べられておらず、その教説には誤りが多く、実際に神の啓示であるとは思われず、文鮮明が啓示であると思い込んだのは、若い時からかかわっていた神霊主義的現象や、朝鮮半島のシャーマニズムの影響であったかもしれない。また陰陽論を神に当てはめるやり方は、キリスト教神学と哲学が初めから支持してきた神の絶対的超越性、独立、自己充足性、純一性、自由についての教説とは一致しておらず、神の絶対的超越性を十分理解できていないからこそ、被造世界にみられる特徴をそのまま神に当てはめてしまっているという。
日本では、日本カトリック司教団がカトリック信者向けに、「私たちは、一つの人間家族をつくり上げることの意義を否定するものではありませんが、この世界基督教統一神霊協会がキリスト教ではなく、ましてやカトリックでもないことを示し、キリスト教一致運動としてのエキュメニズムの対象にもなり得ない」ことを宣言し、その教えはカトリックの教えと明確に相反するため、統一教会のいかなる運動や会合などにも関与しないように注意を喚起している。
プロテスタントの日本基督教団牧師・宗教研究者の石井智恵美は、キリスト教を名乗ることについては、正統派キリスト教による根強い批判が見られると述べている。
キリスト教の主流派における公式の教会会議や委員会の中には、統一教会の統一思想に反対し、キリスト教であるという主張に異議を表明したり、危険性を警告するものもある。
1975年には、フランスのカトリック司教協議会が統一教会の危険性について警告書を出している。パナマの司教会議も、同一の立場から統一教会の実態について述べる司牧書簡を発表した。
1976年には、ニューヨーク大司教区が、アメリカのユダヤ系委員会、全米教会会議と共に、統一教会は反キリスト教的・反民主的であるという共同声明を出した。
プロテスタントの日本基督教団は、教団として統一教会対策に取り組んでおり、ジャーナリストの米本和広は、日本基督教団は総会で「統一教会を潰す」という決議を採択したと述べている。
日本福音同盟は統一教会はキリスト教ではないと表明し、様々な姿と紛らわしい組織体を持ち、それらを通じて多くの人々を勧誘し「マインドコントロール」していると断じ、その活動に憂慮を示している。
統一教会に対するこれらの動きは日本基督教団だけでは限界があると考えられたため、キリスト教諸教派に協力が呼びかけられ、2004年「統一教会問題キリスト教連絡会」が発足した。そこに、カトリック中央協議会、在日大韓基督教会、日本聖公会、日本バプテスト連盟、日本福音ルーテル教会が新たに加わり、日本のキリスト教エキュメニカル運動団体・日本キリスト教協議会がオブザーバーとして参加した。そして、定期的に会合を開いて情報交換を行い、統一教会問題の啓発冊子『これが素顔！』を作成、「連絡会」所属の司祭、牧師と「霊感商法対策弁護士連絡会」の弁護士、「全国統一教会被害者家族の会」の有志メンバーが訪韓し、韓国のキリスト教諸派に日本における統一教会の実態を伝えた。
統一教会などのカルト視される新宗教の信者に対する脱会カウンセリング（特定教団に入信した信者はマインドコントロールされているために信者であり続けるとみなし、家族とカウンセラーが積極的に信者当人の信仰問題に介入することでマインドコントロールを解き、教団から脱会させようという特殊なカウンセリング）には、信教の自由などの面から問題視する向きもあり、強制棄教であるというジャーナリストによる批判もある。
この脱会カウンセリングに関わるキリスト教関係者もおり、1998年以降、統一教会信者とエホバの証人の信者が、違法に脱会・棄教を強要されたとして、家族や関係者、脱会カウンセリングに関わった牧師が相次いで提訴されている。このような裁判は2005年時点で5件あり、2件が信者の請求を全て棄却し、3件が一部に違法行為があったとして損害賠償の請求を認めた（うち1件はエホバの証人）。
統一教会が聖酒には「父母の愛の象徴が入っている」と表現したせいか、聖酒には「精液」が混入されていると報道されたこともあったが、統一教会側は事実無根であると述べている。
同性愛者の信者は、当然同性愛を「克服」しなければ教会に残ることはできない（同性を愛するのは倫理道徳に問題があるから、同性愛者が人種のマイノリティのように権利を求めることは間違いとされるため）。
渋谷区で同性パートナーシップ制度の条例案が提出され、これに反対するチラシが組織的にポスティングされた。チラシでは、条例でエイズが蔓延する、言論の自由を侵害する、伝統的な家族制度に混乱をもたらし、学校教育や子供の躾にも悪影響を及ぼすなどと主張されていた。チラシの連絡先は、統一教会の関連組織として知られるpure love allianceである。
2008年に大阪府の堺市立図書館で、男性同士の愛や絆を扱う女性向けのジャンル「ボーイズラブ」小説が収蔵・貸出されていることを非難する「市民の声」によって廃棄が要求され、ボーイズラブとされた5,500冊の本が開架から除去される「堺市立図書館「BL」本排除事件」が起きたが、これに統一教会の関連会社「世界日報社」が関与していたのではないかと指摘されている。
2012年の設立者の文の死後に組織は分裂したため、韓国でも脱会者が相次いでいるが、まだ地方の不動産を保有しているため韓国内では影響力は残している。

また、ワシントン市の統一教会所属の「ユニヴァーサル・バレエ団」とレニングラード市のキーロフ・バレエ団は公式に関係を結び、1990年代初頭には統一教会のロック・グループ「オリジナル・マインド・バンド」が、ブルガリア、ルーマニア、ハンガリー、チェコスロバキアで演奏するなど、東欧で活発に活動した。

## 論争

### 浅見定雄と室生忠
ジャーナリストの中には統一教会に対して擁護の論調をとる人物もおり、浅見定雄は「癒着」として名指しで批判した。浅見が批判したのは室生忠で、浅見が関与してきた信者の脱会支援運動を「拘束連行・拘禁・強制説得」であるとの連載記事を雑誌『創』に投稿していた。浅見はこの記事を名誉毀損であるとして、室生に訴訟を提起していた。浅見によれば、室生の主張はほぼ統一教会側の出した資料に依拠したものであり、脱会した信者や家族への取材をせずに中立性を欠いているという。その一方で、室生を批判した有田芳生に対して、取材を受けていないと抗議した「矛盾」を突いている。また浅見によれば、室生は統一教会系のシンポジウムの講師を務めており、裁判傍聴のさいには教団側から車を手配される便宜を受けているという。
室生忠はこれに反論し、統一教会側ではなく、むしろ反統一教会側の資料に依拠しているとし、浅見が携わっているのは違法な「強制棄教・改宗」であると改めて主張した。室生は2000年8月に鳥取地裁で脱会支援運動の牧師が敗訴したことに言及（被告側は控訴）し、東京、横浜、神戸でも同様の裁判が相次いでいると指摘。さらに2000年4月に自民党の桧田仁が脱会支援運動を問題視したことを指摘、海外でも問題視されていると主張した。
この裁判は最高裁まで持ち越されたが、浅見側の勝訴に終わり、室生に謝罪と賠償が命じられた。

## 関連事件

### 赤報隊事件の関与疑惑
2人の朝日新聞社所属の記者が殺傷され、2人の首相が脅迫された言論弾圧テロ事件である赤報隊事件について、教団の関与が疑われ捜査の対象となった。朝日新聞社の発行する『朝日ジャーナル』などが統一教会を批判していたことや、教団系の国際勝共連合が街宣車を繰り出し朝日新聞批判の街頭演説を繰り返していたこと、霊感商法批判を繰り返していた『朝日ジャーナル』編集部宛てに「社員のガキをひき殺す」などの脅迫状が送付されていたこと、「とういつきょうかいの わるくちをいうやつは みなごろしだ」との統一教会の名前を使った脅迫状が事件後に送付されたことが指摘されている。

### 副島嘉和襲撃事件
統一教会系新聞世界日報は1980年代初頭赤字経営だったが、編集長として統一教会幹部の役職が与えられてた副島嘉和が、独立可能なほど興隆させる。それを乗っ取りと見た統一教会は、渋谷のビルを勝共連合信者約百人で占拠・監禁・暴行し、副島を強制解任した。副島と元営業局長井上博明は、連名で文藝春秋1984年7月号に「これが『統一教会』の秘部だ―世界日報事件で『追放』された側の告発」という18頁に渡る手記を暴露発表した事で、1970年代の10年間で日本から韓国へ約2000億円が送金された事など、初めて日本国内の一部に統一教会の内情が露見した。1984年6月10日頃には全国の店舗に並んだが、その直前の1984年6月2日夜、副島が帰宅途中に何者かに襲撃され、全身を刺され瀕死の重傷を負った「副島襲撃事件」が発生。この襲撃事件時、世界日報の元社会部記者が副島の自宅に偶然おり、副島が瀕死の状態で自宅にたどりついた時の様子を証言している。副島は全身を刺され、最も深い物で刃渡り15cmまで到達していたが、心臓からわずかに2センチメートル外れており、また世界日報の別の記者が事件直後にたまたま副島の自宅を訪ねており、救急車に担ぎ込まれた事により副島は奇跡的に生還した。
当時教団内部で副島は「サタン側に回った人間」とされており、発言に信憑性はないと言われていたとされる。その他にも、有田芳生の取材に答えた世界日報の元社員の証言によれば、当時教団内部で副島は「共産党のスパイ」と教えられていたといい、名前を名乗らない男から電話があり『なんなら副島をやりましょうか』と伝えられたという。また、教団系企業「ハッピーワールド」の社員の証言として、副島襲撃事件の2日後に参加した徹夜祈祷会で、「ハッピーワールド」水産課長が「一人の跳ね上がり分子によって教会全体が問題のように判断される。昔、韓国でもこれと同じような事件があって教会のイメージがダウンした」と発言したという。教団側が副島の告発の内容を知ったのは、遅くとも1984年5月25日であり、大手広告代理店の営業担当者からのリークが教団にあったという。この事件の後、統一教会は「副島は闇の世界と深い付き合いがあった。闇の世界のプロの刺客に襲われたようだ」との風説を盛んに流している。
副島らは、この襲撃事件前後の統一教会との確執に関して原稿を書き『週刊文春』に持ち込んだが採用されなかった。また、マスコミも襲撃事件を言論事件として取り上げようとするところはなかった。副島らは孤立無援の状態で統一教会の告発を続けたが、さまざまな事情によりグループから脱落者が出て、それを続けることは難しくなっていた。偶然ではあるが、1984年秋から『朝日ジャーナル』が統一教会、霊感商法の批判キャンペーン記事を掲載しはじめたため、副島らが始めた統一教会批判は実質的には『朝日ジャーナル』へ引き継がれることになった。この襲撃事件は殺人未遂事件としてではなく、傷害事件として捜査された。しかし、犯人を特定できないまま、1991年6月2日に公訴時効を迎えた。

### カリフォルニア女性信者強姦殺人事件
1985年4月、アメリカ合衆国カリフォルニア州の住宅街で訪問販売活動中の信者女性（22）が、住人の男に強姦・殺害された事件が発生している。女性は1984年8月に「布教のためアメリカに行く」と告げて、渡米していた。事件後、女性の遺族は教団関係者ら5者を相手取り、総額3900万円の損害賠償請求訴訟を提起。治安の悪い危険地域で、1人で訪問販売をさせていたことで、安全を指導し、危険を防止する義務を怠ったとして責任を追及した。裁判は教団側が2000万円を支払うことで和解に至った。

### 元自民党厚木市議信者による殺人事件
1989年には土木建設業の男性(54)を、300万円の報酬で元暴力団組員に依頼し拉致・生き埋めにして殺害したとして元厚木市議の男(45)が不法監禁・殺人容疑で逮捕された。元市議は統一教会の2世信者で地主の父が厚木市内の広大な土地を教会に寄付したことで壮夫会長になり、教団内の地位も高いエリート信者だった。自民党厚木市議時代に被害者の投書により不祥事が発覚して、市議辞職を余儀なくされて次回の選挙にも落選した。1991年7月には男に懲役17年の実刑判決が言い渡された。判決によると事件の2年前に被告が被害者を金属バットで殴る事件を起こし市議を辞職することとなり、これを逆恨みしての犯行であった。

### フィラデルフィア信者強盗殺人事件
1992年5月、ペンシルベニア州フィラデルフィアの路上で、統一教会の経済活動としてバラの販売を行っていた男性信者(32)が強盗に襲撃され殺害された。週刊文春に寄稿した男性の弟によれば、男性は大阪府立工業高専4年生の19歳のときに入信した。男性はすぐに成績が下がり、3か月で退学に至った。父親が学業放棄に怒ると「自分は正しいことをやっている。そのうちソ連が北海道に上がってきて、お父さんもお母さんも斧で殴り殺される」と返答したという。その後は家を出て教団関係施設に住むようになり、教団の経済活動に熱中するようになった。男性は調理師免許を取得し、1986年に渡米。一度も帰国することなく事件に至った。遺族の意向も無視し米国内で葬儀が行われ、埋葬のときには両手を挙げて「万歳（マンセー）」と叫ぶなど教団式の葬儀が行われた。教団からは香典として200万円が支払われただけだといい、遺族は訴訟を検討していると語った。事件の現場は年間400人が殺害される犯罪多発地域であり、有田芳生は教団の管理責任を指摘した。

### ウルグアイ女性信者自殺事件
1996年12月2日、南米ウルグアイで教団の信者女性が宿泊先のホテルから投身自殺している。女性は教団の布教活動のために、3人の子供と夫を残し単身で11月中旬から渡航、首都モンテビデオで研修を受けた後、ブラジルで1年の布教活動に従事する予定だった。夫は現地の警察に対し、妻は文化の違いなどから「精神的にまいっていたようだ」と説明。女性は自殺直前にもコーヒーカップを床に叩きつけるなどの異常行動をとり、「精神的にとっても疲れている」「日本が恋しい、子供たちが恋しい」と語っていた。

### 東大生男女刺傷事件
1999年1月19日、東京大学教養学部2年の男子生徒（19）が、同級生の女子（20）を刃物で刺し、全治1か月の重傷を負わせる事件が発生した。女子生徒は統一教会信者で、「原理研究会」の勧誘のために男子生徒に信者であることを明かさずに接近したが、これをきっかけに男子生徒がストーカーと化したという。男子生徒はPHSに１日何十回も脅迫電話をかける、待ち伏せする、寮に押し寄せるなどのつきまとい行為を繰り返していた。さらに女子生徒に信仰をやめさせるために、セミナーに通いはじめていたが、女子生徒が合同結婚式に参加していたことを知り、精神的に追い詰められ、凶行に及んだとみられている。男子生徒は逮捕後、何度も『彼女に騙された』と語っていた。

### 海上自衛官による北朝鮮無断渡航事件
2006年に海上自衛隊岩国基地所属の3等海佐(42)が、統一教会のツアーで宗教行事に参加するために北朝鮮に渡航していたことが判明し、減給2か月の処分を受けている。

### 元信者女性へのストーカー事件
2011年2月7日、警視庁公安部はストーカー規制法違反の疑いで信者の男(42)を逮捕した。容疑は合同結婚式で知り合い、その後脱会した女性(36)へのつきまとい行為で、複数回にわたり都内の路上で付きまとったり、待ち伏せしたりした疑いで、女性の車にGPSを設置した形跡もあった。

### 麻薬関連のマネーロンダリングと密輸
2020年1月20日、統一教会の南米代表（総裁：ハク・ジャハン）が麻薬関連のマネーロンダリングと密輸で米国連邦捜査局（FBI）に逮捕・起訴された事実が遅ればせながら明らかになり、被告人と教会幹部との接点が疑われている。
同年20日、米司法省によると、米司法省は世界平和統一連盟の政治団体である国際平和議員連盟（IAPP）の会長シンシア・エリザベス・タラゴ・ディアスらパラグアイ国籍の3人を起訴した。FFWPU）は、2019年11月21日（現地時間）、FBIの捜査結果に基づき、マネーロンダリングとドラッグ密輸の容疑でニュージャージー州地方裁判所に提訴した。タラゴはパラグアイの元国会議員（MP）で、他に夫のレイモン・ヴァと両替商の幹部ロドリゴ・アルバレンガ・パレデスが共にに起訴された。
タラゴとヴァの夫婦はマネーロンダリングにより空港に到着した直後の同日にニューアーク・リバティ空港近くのホテルで逮捕され、現在はニュージャージー州モンマス郡の連邦刑務所に収監された。共犯者のAlvarengaは未逮捕であるが、国際刑事警察機構（インターポール）に指名手配されていおり、パラグアイに潜伏しているとみられる。

### その他
1976年5月、ニューヨーク・ブルックリンで日本人の青年信者が布教活動中に強盗に襲われ死亡。
1976年6月、教団系のホテル「ニューヨーカー・ホテル」で、手動式エレベーターの20階からアメリカ人青年（21）が転落死。
1976年8月、ニューヨークで日本人の青年信者(23)が教団系のホテル「ニューヨーカー・ホテル」の22階から転落死。ニューヨーク市警の調べによると自殺とみられる。読売新聞は、統一教会の秘密的な活動状況から、すんなりと「自殺」と受け取れないとしている。また、当時ニューヨークでは、観光ビザで米国を訪れ、日本料理店で不法就労し、移民局から摘発される信者が増えていたという。
1977年2月、神戸市東灘区の住宅街で神戸女子短期大学の女子学生(20)が変死体で発見された。女子学生は前年から行方不明となっており、統一教会の活動中に事件に巻き込まれた可能性が高いとされた。
1980年7月、教団の女性信者(20)が絞殺され京都府綴喜郡田辺町の農業用水路に遺棄される事件が発生した。女性は前夜に国際勝共連合の活動として、守口市内で1人でカンパを募って回っていた。
1980年12月、タンザニアで統一教会の信者が闇ドル売買のおとり捜査に引っ掛かり、逃げようとして射殺される事件が発生。タンザニアでは布教が禁止されていた
1985年、アメリカ合衆国テネシー州の公園で文鮮明の教えを朗読していた男性信者が殺害された。
2013年8月、韓国北部の統一教会関連施設で、日本人信者とみられる女性がほかの日本人2人を巻き添えに焼身自殺を図り、大やけどの重体。
2014年 9月27日に発生した長野・岐阜県境の御嶽山の噴火では、死者・不明者63人を出す大惨事となった。この噴火に教会員も巻き込まれた愛知県内の教会に所属する教会員2人、二世2人が死亡した。

## 芸能界との関係

### ホイットニー・ヒューストンの合同結婚式出演キャンセル騒動
1997年11月12日付の『ワシントン・ポスト』で、歌手のホイットニー・ヒューストンが統一教会の合同結婚式に出演すると報じられ物議を醸した。これに合わせて信者らが首都・ワシントンDCでヒューストンの名前を使ったプラカードを掲げ、カップル等に合同結婚式の参加を呼びかけていたという。ヒューストンの代理人によれば、出演依頼に際して「世界文化とスポーツの祭典」と聞かされたとされたといい、教団との関係を否定した。『週刊朝日』の取材によれば、ヒューストンは、教団の名前を使っても敬遠されることから、代わりの「客寄せ」として呼ばれたという。また出演料は約2億円弱であるとされた。
1997年11月29日、予定通り合同結婚式が開催された。しかし、ヒューストンは直前になって出演をキャンセルした。『週刊文春』によれば、ヒューストンは当初統一教会関連イベントだと知らされずに「世界文化体育大典」というイベント名を伝えられ、参加を承諾したという。

### ボビー・オロゴンとアントニオ猪木の教団関連イベント出演
2008年11月、文鮮明の三男・文顕進が教団ダミー団体の「天宙平和連合」会長として来日し、15日には、教団系のイベント「グローバル・ピース・フェスティバルジャパン2008」に参加。『週刊新潮』の報道によれば、このイベントにはタレントのボビー・オロゴンが出演し、「おい、ブンセンメイって偉い人がいるんだって？」と発言し会場を沸かせたという。元プロレスラーのアントニオ猪木も登場し、文顕進と握手を交わした。イベントの最後には2人は「天宙平和連合」の「平和大使」に任命された。この出演について、教団の資金集めに協力していると問題視されたが、ボビー・オロゴンの事務所は「国連のイベント」と説明され、統一教会系のイベントであると知っていたら出演しなかったと説明。イベントでの文鮮明を褒めるような発言についても、ボビー本人は文鮮明を全く知らなかったとの趣旨の説明をした。アントニオ猪木の事務所は「うちは元々スキャンダラスですから」とした。

### 天地正教教主主演のラジオ番組騒動
AM神戸（ラジオ関西）で1997年10月から放送が始まった『新谷静江のなんでも革命』に出演していたラジオパーソナリティが、統一教会系の宗教団体・天地正教の教主であったことが判明し、番組が打ち切られていたことが判明した。『週刊新潮』の取材によれば、ラジオ局は広告代理店から企画を持ち込まれたが、新谷は作家であると伝えられ、教団関係者であることは知らされなかったと説明。弁護士の渡辺博によれば、天地正教は霊感商法にも関係しており、統一教会のダミー組織である。天地正教も名目上は弥勒菩薩を信仰する仏教系の団体であるが、弥勒菩薩が文鮮明であるとされており、実態は教団のダミー組織であるという。

### テレビ東京番組での信者出演疑惑
2016年には、テレビ東京の番組「世界ナゼそこに?日本人 〜知られざる波瀾万丈伝〜」の中で、合同結婚式で海外信者と結婚した統一教会信者が、信者であることを隠し、虚偽の経緯・経歴で複数回にわたり出演しているなどとして、全国霊感商法対策弁護士連絡会が同局に事実関係や出演の経緯などについて回答するよう申し入れた。局側は「きちんと取材した結果に基づいたもの」と回答している。

### ピーター・ディンクレイジによるドキュメンタリー制作
2023年7月、俳優のピーター・ディンクレイジが製作総指揮とナレーションを担当したドキュメンタリー『カルト教祖になる方法』がNetflixにて公開された。チャールズ・マンソン、人民寺院のジム・ジョーンズ、ヘヴンズ・ゲイトのマーシャル・アップルホワイト、オウム真理教の麻原彰晃らと共に、統一教会と文鮮明が取り上げられ、「統一教会を今もなお存続させ、巨万の富を生み出す仕組みを作り出した文鮮明(ムン・ソンミョン)。不幸な結末を迎えることなく教団を発展させたいなら、彼以上のお手本はいない」と紹介された。

## 諸外国での活動
1970年代中盤から80年代中盤までに日本での霊感商法で稼いだ資金のうち、8億ドルはアメリカに送金され、統一教会のアメリカでの大規模な布教活動やロビイング活動に利用された。この資金源はアメリカの信者には秘密であった。それらの資金を利用して、韓国、日本、米国で保守系日刊紙を刊行しており、文鮮明が推進した事業には、日本では1975年創刊の保守系新聞世界日報、1982年に文鮮明はアメリカの保守系新聞であるワシントン・タイムズ、国際ニュースメディア企業「ニューズ・ワールド・コミュニケーションズ」、などがあり、特に財閥組織である「トンイル・グループ（世界基督教統一神霊協会維持財団）」はその代表格である。

### 欧州
ここでは主にフランスでの統一教会の盛衰について述べる。
統一教会は1960年代末から西ヨーロッパで布教を開始、1970年代からはイギリスを拠点にしてヨーロッパでの勢力拡大を企図、フランス国内でも布教を活発化させ、カトリックをターゲットにして信者を獲得、信者を家族から引き離す、無理な献金を行わせるなどのトラブルを引き起こし、社会問題になった。統一教会が拉致事件を起こしたため、1976年 (昭和51年) にはリヨン市で統一教会と市民の間で乱闘事件が発生 (1月20日)、3日後の1月23日にはフランス統一教会の本部に爆弾が仕掛けられ、信者3人が負傷するという事件も発生した。さらに1982年には、信者を統一教会から脱会させようとして誘拐事件を起こしたグループが逮捕された事件とその報道をきっかけにして、統一教会がフランス社会に害悪を与えていること、カルトが反社会的行為を働いていることが広く認識されるようになった。
1970年代から1980年代にかけては、反共保守を名目にしてフランスの右派・中道の政治家に近づき、政界への浸透を図った。しかし、文鮮明がアメリカにおいて脱税で有罪判決を受けると評判を落とし、政治家は統一教会を避けるようになった。統一教会が代わって接近したのが、極右政党の国民戦線である。
1984年に同党がヨーロッパ議会選挙で初の議席を獲得したとき、その選挙支援を行ったのが統一教会だと言われている。教会の信者の中には、文の指示で国民戦線の議員として立候補し当選、同党の議員として活動した者もいる。党首のジャン=マリ・ルペンは否定しているが、財政援助を統一教会から受けたと言われている。少なくとも、国民戦線が統一教会から選挙で人的な支援を受けたことは確かで、それはルペンも認めており、統一教会から送られてきた信者は非常に献身的だったと述べている。
しかし、ルペンの反ユダヤ主義の発言は統一教会には不愉快なものだったらしく、国民戦線との関係は冷え込み、冷戦終結後は反共イデオロギーで両者を結びつけることは難しくなった。1990年代以降、統一教会はフランスでは衰退していった。
一方、1980年代は西ヨーロッパでカルト対策が進んだ時期でもある。ヨーロッパ各国では 1980年代に統一協会に入信した信者と家族の間で問題が頻発したことを受け、当時のフランス首相、ピエール・モーロワから調査を委嘱された下院議員、アラン・ヴィヴィアンが 1985年4月、「フランスにおけるセクト、精神的自由の表現か悪質なかつぎ屋か」と題する報告書を提出した。 その後1984年4月と6月にEC議会が統一教会に対する対策を求めるに当たっての調査の中で同様の問題のある宗教団体があることが認識されるようになった。
紆余曲折はあったが、2001年にフランスで反セクト法が成立、ライシテ (フランスに独特の自由主義的な政教分離) の問題から政府がセクト団体を指定することはできないが、セクト団体に特有の人権蹂躙を処罰することで実質的にセクト団体へ規制をかけるようになった。
2000年代以降のフランスでの統一教会はほとんど取るに足らない存在になっている。セクト的逸脱行為関係省庁警戒対策本部 (MIVILUDES) の担当者によると、文鮮明が死去した2012年の時点で、フランス国内の信者数は200人から300人程度しかなく、被害者からの直接の訴えはなかったという。一方で、統一教会が国際的な人的・資金的ネットワークを持ち、日米韓で勢力を保ちながら、詐欺行為を働いていることを認識しており、引き続き統一教会とその関連団体には注意を払うと報道されている。

### 米国
アメリカ進出当初、統一教会は活発な活動で欧米のメディア及び研究者の注目を集め、宗教社会学の古典的業績のかなりの部分が統一教会の研究で生み出された。そして1980年代の路線転換後をフォローする研究者がいなかったため、これ以前の研究が教団に利用された。
アメリカでは1970年代以降、共同的な組織から権力を分散した家庭的な構造に移行し、「ホームチャーチ（家庭教会）」として知られる一つの家族の家庭で暮らすことが奨励されるようになった。ホームチャーチは地域の家族に仕え、責任を持つよう期待される。
一方、1970年代後半の米国では、教団側の活動を調査する動きもあった。米下院議会に設けられた「フレイザー委員会」であり、民主党のドナルド・M・フレイザー議員をトップにした組織で、韓国中央情報部（KCIA）による米政界の工作を扱った。当時の東京新聞によると、調査対象に教団側も含まれ、文鮮明の側近も証言を求められた。他方カトリック信者からジョゼット・シーラン（後の国連世界食糧計画事務局長）が改宗して教団員になるなどの拡大的な動きもあった。1978年公表の調査報告書は、教団や関連団体が米政界への影響を強めたと指摘。教団側は先立って猛反発し、フレイザーらに3000万ドルの損害賠償請求訴訟を起こした。調査が進んだのは、カーター政権時で、「教団側には『カーターはソ連・共産主義に甘い』といった認識があり、フレイザーはソ連に操られているとの見方もあった。米国で共産主義を防ぐ砦として、教団の役割をより強調するようになった」という。
1980年代に祝福を受けた会員のほとんどは、この落ち着いた生活スタイルになり、統一教会の正会員をやめ賛助会員として、個人的な家庭と仕事を持って暮らしている。しかし、文鮮明の子息で末っ子の文亨進が2015年頃にアメリカ合衆国でワールド・ピース・アンド・ユニフィケーション・サンクチュアリー教会（通称：サンクチュアリー教会）を分派的に設立している。クーリエ・ジャポンによると、教会の信念はキリスト教と聖書に根ざしてはいるが、「武器信仰」が特徴であり、経典は独自のものとなっている。
教祖文鮮明と韓鶴子の7男の韓国系アメリカ人であり、アメリカ家庭連合（アメリカ統一教会）会長であった文亨進は、父親の文鮮明が2012年に亡くなった後、母親の韓鶴子が父親の教え以上に自らの立場を上位の物にしようとしたとして、韓鶴子との違いを明確に表明した事により対立、2013年には韓鶴子により教会の複数の立場から解任され、文亨進は分家組織である世界平和統一聖殿（通称:サンクチュアリ教会）を、アメリカ統一教会とは別にアメリカ国内にて立ち上げた。統一教会は現在、文亨進のサンクチュアリ教会を「脱会組織」とみなしており、文亨進が主導した統一運動の変革のほとんどは、彼の解任後に却下された。文亨進は有力なトランプ支持者であるとされ、AR-15を重要視する“Rod of Iron Ministries”を率いている事で知られ、2021年アメリカ合衆国議会議事堂襲撃事件にも参加した。
韓鶴子（文鮮明夫人）は1993年に「真の父母と成約時代」と題する講演を米国議会で行なったが、その日（7月28日）を記念して（教団はその日を記念してと言っているが、実際の関連性は不明である）米政府は「父母の日」という国民の祝日を定めた（1994年9月30日下院本会議可決、10月4日上院本会議可決、10月14日ビル・クリントン大統領の署名により正式法制化、米公法103-362）。

### 中華人民共和国
中国では、1997年に「邪教」であると当局によって認定されており、中国内での活動は禁止されている。

### 中華民国（台湾）
戒厳令が終わった頃に台湾に伝来した。台湾にも支部があり16の教会、1万人ほどの信者がいる。2000年から20年間続けて内政部に優秀宗教団体として表彰されており日本とは別でカルト、タブーとはなっていない。
また政治活動も行っており天宙和平統一家庭党という政党を2014年に設立している。

### 旧ソビエト諸国
旧ソビエト連邦の大統領ミハイル・ゴルバチョフは米国の大統領ロナルド・レーガンと同じく統一教会を支持し、ゴルバチョフが設立したゴルバチョフ財団（ゴルバチョフ友好平和財団）は、長きにわたり統一教会の資金で運営されてきた。
1990年4月、統一教会開祖の文鮮明はソビエト連邦を訪問し、国家元首であったゴルバチョフと会談。文鮮明は当時、ゴルバチョフに対して「宗教の自由を認めなさい。共産主義を放棄しなさい。」「彼（ゴルバチョフ）が私に会わなければ天運に乗る道がなく、天運に乗らなければ彼は生き延びることができない」と語ったとしている。その後、クレムリンの敷地内にあるロシア正教会の重要な教会、ウスペンスキー大聖堂で統一教会の儀式を行なった。文鮮明は「統一教会はやがてロシアで国教として受け入れられるだろう」と発言した。
統一教会は1980年代からソビエト連邦にて活動を始めていたが、ソ連でペレストロイカが始まると、堂々と布教活動をするようになった。
1990年4月に統一教会とゴルバチョフにより開催された「第11回世界言論人会議 モスクワ大会」では、松本十郎前防衛庁長官（安倍晋太郎元自民党幹事長代理）も参加した。
1994年、ゴルバチョフはソウルを訪問し、漢南洞の文鮮明の家を訪ねている。文鮮明は、「1991年8月、ペレストロイカに 反対する反改革派のクーデターが起きた後、彼は兼任していた共産党書記長を辞任し、ソ連の共産党を解体しました。共産主義者の彼が自分の手で共産党をなくしてしまったのです。」と語り、ソビエトを崩壊させたゴルバチョフを称えた。
ロシア宗教・宗派研究センター協会会長のアレクサンドル・ドヴォルキンは、「ソ連の国家元首が、現役の一国のトップとして最初に文鮮明に会ってしまった。周囲の人々のプロ意識がなかったとしか思えない」と語っている。
統一教会はまず、莫大な資金を注ぎ込んでロシア教育省と太いパイプを築いた。学校の教師らをロシア南部・ビーチリゾートのサナトリウムへ旅行に連れていき、そこでセミナーを行い、ビデオを見せるなどして啓蒙活動を展開した。
「統一教会は、ソビエト人のメンタリティというものをあまり理解できていなかったと思います。無料でビーチに行きたいから行っただけ、戻ってきてからは何もしないという人が多かったのです。しかし強く感化された人もいて、ひとクラス丸ごと生徒を統一教会の儀式に連れていった教師もいた。それをフランスのテレビ局が取材していたので、よく覚えています。」とドヴォルキンは話している。
統一教会はロシア語で「私の世界と私」という教科書を作った。この教科書はロシア全土のおよそ一万の学校で採用され、特にカルムキヤ共和国では、当時の首長と関係を築き、共和国内の全ての学校が採用した。カルムキヤはロシアの中でも数少ない仏教国である。統一教会は一応キリスト教系の新宗教であるはずだが、ドヴォルキンは全く関係ないと否定する。
ドヴォルキンは、「ロシアは多民族の国ですから、統一教会は地域によって、自分たちの主張を変えていました。カルムキヤでは仏教徒に、イスラム教の地域ではムスリムに対し、それぞれ耳ざわりの良いことを吹き込んでいたわけです。また、最初はロシア正教会の聖職者が統一教会のセミナーに参加することもありました。文鮮明は、色々な宗教の代表者を自分たちのイベントに招くことを好んだからです。しかしロシア正教会の方は、これはおかしいと気づき、行くのをやめました。」としている。
日本では安倍晋三銃撃事件での容疑者のように「2世」の悲劇が注目されがちだが、ロシアでは親の意に反して子どもが入信してしまうケースが目立ったという。
ドヴォルキンによると、「霊感商法や寄付などで日本が統一教会の資金源になっていることは有名ですが、ロシアの場合は、90年代から2000年代にかけては市民が寄付できるほどのお金を持っていませんでした。ロシアにおける手口はこうです。若い信者は、縁もゆかりもない他の町に引っ越しさせられ、アパートの一室に押し込められて集団で生活します。朝から晩まで路上に立って、通行人に施しを求めます。大体は、冷たくされるわけですね。でも、信者は、その冷たくされることこそが、試練だと捉えています。狭い部屋に戻ると、一番寄付を集められなかった人が罰を受けます。そんな中でも、他に友達や頼れる人がいないので、信者の信仰の心は強まり、自分たちは正しいことをしているという気持ちがさらに高まるのです。」とされている。
統一教会は、米国と日本のメディアに大きな影響を及ぼしたが、ロシアではその試みはうまくいかなかった。ドヴォルキンは「特に統一教会が盛んに活動した90年代は、私有財産という概念が誕生したばかりで、社会の何もかもが瞬く間に変化し、盗みや殺人も日常茶飯事だった」と振り返る。そこへ乗り込んでいくのはリスクが大きすぎた。注いだ活動資金の額に比べると結果が見合わなかったため、文鮮明は徐々にロシアへの関心を失っていった。
ドヴォルキンは、統一教会が衰退したのは他にもいくつかの要素が重なったためだと指摘する。例えばゴルバチョフ財団は、長きにわたり統一教会の資金で運営されてきた。しかしゴルバチョフは西側では人気があるが、ロシアでの人気はさほどない。ゴルバチョフ財団は、統一教会が望むような影響力を持てなかった。
「オウム真理教がロシアで有名になったことは、統一教会の活動にも影響を与えました。オウムの危険性がクローズアップされたことで、統一教会もそれと同列で、危ない存在ではないかと、社会全体が危機感を抱き始めました。それ以外にも他のカルト宗教がどんどん出てきて、競争も激しくなり、統一教会の衰退は、2012年の文鮮明の死去とそれに伴う家族間の継承権争いによって決定的となりました。90年代というロシアが最も混乱した時期と、統一教会の全盛期が重なったことは、不幸中の幸いでした。ロシアがもっと安定した時期に彼らが入り込んできていたら、より大きい影響を及ぼす存在になっていたことでしょう。」とドヴォルキンは語っている。
ロシアを含む多くのポスト・ソビエト諸国（ロシア寄りの旧ソビエト諸国）の宗教当局は、統一教会を安全保障上の問題があるとして規制と監視対象とした。ロシアを含む多くのポスト・ソビエト国家の宗教当局は、統一教会の運動をセクト（ネオナチ）と呼び厳しく批判し、その結果それらの場所で統一教会の活動が抑制された。
2012年2月の始め、旧ソビエト国家であるキルギスでは、キルギス国家保安委員会、キルギス検察庁、および州宗教問題局が、統一教会の活動が適切な登録なしに非伝統的な宗教的見解を強制的に広めることにより、キルギスの国家安全保障に脅威を与えたと主張。裁判所に苦情を申し立てた。ビシュケク裁判所は、キルギスの領土での統一教会の活動を実質上不可能とする判決を下した。
2016年、ウラジーミル・プーチンおよびプーチン政権は、ネオナチ勢力（セクト勢力）への新たな対テロ法として、新興宗教勢力に対する布教活動や私的な参拝を禁ずるとし、すべての伝道師や布教者は「登録済み」の組織に所属していなければならない事を取り決めた。これにより、ロシア国内における統一教会の活動は事実上不可能となった
ウクライナでは現在も拠点が存在している。2022年2月24日からのウクライナ侵攻後、ウクライナの家庭連合（ウクライナ統一教会）会長アーニャ・カルマツカヤは、「ウクライナとはロシアと戦っているだけではありません。人類の平和、自由、人権の為に戦っているのです。」とメディアやSNS上などを通じてウクライナ愛国心と反ロシア思想を世界へ向けて説いている。

## 経済活動

### 概説
統一教会では、資金調達は罪深いサタンの領域から罪のない神の領域への合法的な金銭の移動と考えられている。それは、勧誘活動と共に非常に儀式的な活動であり、多くの人に（相手がその霊的意義を認識していなくても）復帰に参与する機会を与えるものと考えられていた。
韓国と日本での商業上の関心は、工業分野で多様化し、鉱山、建設、製造、製薬を含んでおり、韓国やブラジルで相当の大きさの不動産保有地を手に入れている。また海域への関心もあり、いくつもの漁業事業が設立されている。
統一教会のこれらの幅広い企業活動は、単に利益を得るためだけではなく、「文鮮明を新しいメシアとする世界復帰という統一教会の使命を果たすための経済基盤」でもある。
日本ではより多くの「献身者」を出すことが目指され、違法な布教、資金調達活動が20年以上行われた。スピリチュアリティ（霊性）を濫用した収奪のシステムは、額においても国際的なネットワークのスケールにおいても非常に大規模で、組織的で高度に計算されたものであった。
統一教会元広報局長で世界日報編集局長だった副島嘉和によると、1975年、文鮮明から日本統一教会に送金命令が下り、毎月約20億円、1985年までの10年間に合計約2000億円が文鮮明に送金された。これに伴い被害相談額だけで2001年までの25年間で1100億円を超える大きな傷跡を残した。
信者による莫大な献金は、アメリカ本部に送られ、そこから世界各国の統一教会に流れるが、ジャーナリストの米本和宏は、韓国に最も多く送られており、使い道は関連施設費（土地購入・建設費）、新規の事業投資と赤字補填に充てられていると述べている。
1970年代にかけて文鮮明は多数の企業を設立または買収した。1971年2月、文鮮明は一信石材工芸株式会社（一信石材）を創立した。同社は大理石の壺や多宝塔を製造・販売。次いで1971年12月に、朝鮮人参関連商品を製造・販売する一和製薬株式会社を設立。1972年10月には、韓国チタニウム工業株式会社（東和チタン）を買収した。文は買収によって、デュポン社の韓国進出を食い止めることができたと語った。
ジャーナリストの茶本繁正によれば、1970年代当時、信者らによる街頭募金や物品販売、あるいは信者のポケットマネーを原資とした日本から韓国の送金は、信者が韓国に渡航して参加する「統一原理」や「勝共理論」の修練会で現地で納める参加費用や現地での献金、現地関連企業の土産物購入によって行われたという。さらに1972年11月に兵庫県警によって、教団信者で国際勝共連合幹部の男2人が総額2億3000万円分の小切手を韓国に不正に持ち出した容疑で逮捕される事件があった。2人は4年10か月におよぶ裁判の末に「無罪」になったが、茶本はこの事件について、日本から韓国への送金を狙ったものであり、その目的は韓国内の銃器製造会社「統一産業」や朝鮮人参茶メーカー「一和」、壺製造会社「一信石材」、塗料メーカー「東和チタン」等教団関連企業への資金援助であるとしている。
1976年5月、文鮮明はニューヨーク・マンハッタンにある43階建の『ニューヨーカー・ホテル』を買収した。統一教会は他にも米国各地で不動産を取得したが、その資金の出所が疑問視された。
1977年1月には、一和製薬の関係者10人が脱税容疑で逮捕される事件も発生している。
2009年に日本統一教会の会長徳野英治が、印鑑や風水など霊が絡む物品販売の禁止、「家系図等を用い、先祖の因縁ないし先祖開放等を理由に（した）献金」の禁止、ビデオセンターに勧誘する場合は統一教会の名前を明示すること、「霊能力に長けているといわれる人物をして、その霊能力を用いた献金の奨励・勧誘行為をさせない」という、これまで社会から批判されてきた問題点の一掃を目指す新方針を示した。
この統一教会の動きについては、警察を意識した通達文に過ぎないのではないかという意見もあるが、ジャーナリストの米本和広は、韓国統一教会員の話として、2008年に新潟で統一教会系企業の社員が逮捕され（1983年の青森事件以来の教会員の逮捕である）、それを文鮮明に報告した際に怒りを買ったことを紹介している。
2008年、文鮮明の息子でハーバード大卒の文国進が日本担当になり、各企業の役員に民間人を入れ、横領などを繰り返した腐敗幹部を一掃、教会員役員をリストラするなどの改革を行い、万年赤字であった朝鮮人参販売会社の一和を黒字転換するなど、統一教会系企業を次々再生させている。この改革で日本からの献金を赤字補填に当てる必要はなくなったが、2009年時点では日本の信者への献金要請は続いている。
1996年から韓国を中心にするこれまでの方針を転換し、南米に地上天国のモデルを作るとして、ブラジルのジャルジンとパンタナール に未開発の広大な土地を買っている。

### 兵器産業
1958年、統一教会は空気銃の生産を開始し、1960年代に小銃製造会社「統一産業」を設立した。統一産業は韓国政府から国防契約者に指定され、生徒の軍事訓練に使われる空気銃、旋盤、フライス盤、ボイラー、M79 グレネードランチャーの部品、バルカン機関砲の部品などを受注した。M16自動小銃の製造にも関わったとされる。1960年代末から1970年代初めにかけて韓国の国防産業が拡充し始めたとき、統一産業は韓国政府から補助金を受けた。1976年当時の同社の主要株主は以下のとおり。文鮮明（53％）、金寅哲（元社長、36％）、文成均（社長、4％）。金寅哲は教団理事も務めた。
1977年9月13日、文鮮明のまたいとこでもある統一産業社長の文成均は、米国のコルト社に手紙を出した。手紙には「このたび、わが社はM16型ライフル銃の銃身を生産して、東南アジアの友好諸国に輸出することを計画しています」と書かれてあった。同年12月、文成均と統一産業役員のJ・D・趙はコネチカット州ハートフォートでコルト社の役員と会見し、韓国で製造されたM16の輸出の同意を求めた。コルト社の役員は「M16については国有工場が全部品を製造する能力を備えており、したがって我々は下請業者を必要としない」と述べた。フレイザー委員会の報告書によれば、教団はその後、武器輸出規制法に違反して、M16自動小銃その他の兵器を輸出したか、あるいは輸出の試みをしたとされる。
1960年代後半から70年代にかけて、統一教会の兵器製造会社は、日本に散弾銃（鋭和B3）、空気銃（鋭和3B）を輸出した。日本の信者は銃砲店を全国で経営し、それらを販売した。文鮮明によれば38店舗あったとされる。

### その他の事業
- 漁業事業の一つトゥルー・ワールド・フーズ社は、アメリカ最大の寿司用魚の卸業者で、アメリカで75％のシェアを持っているという報告（2006年）もある[581]。2021年には8300以上の顧客を持ち、寿司レストランの7割から8割の食材供給を担い、年間で500億円もの年間売上を誇るなど、名実ともにアメリカの寿司産業界を支配している[597]。

- 教学者のダグラス・E・コーワン（英語版）、宗教社会学者のデイヴィッド・G・ブロムリー（英語版） は、全企業の中で最も顕著なものはメディア事業であり、その世界観を伝えるためのメディア組織が世界中で設立され続けていると述べている[581]。統一教会のメディア「ワシントン・タイムズ」は、今日アメリカの政治的保守層の間で非常に影響力があり、この新聞を刊行するニューズ・ワールド・コミュニケーションズ社は、2000年に由緒あるUPI通信社を買収した[581]。

### 訪問販売
これまで信者たちは様々な経済活動をして来た。「赤旗」は、苦学生を装い、玄関で土下座して売ることから「土下座商法」と呼ばれたこともあると述べている。また「赤旗」は、数名で「マイクロ隊」と呼ばれる隊を組み、マイクロバスやワンボックスタイプのライトバンに寝泊りしながら、全国をインチキ募金 や珍味やハンカチ やマスコット 等の販売で回ったと述べている。極端な睡眠不足で自動車を運転するので交通事故も多く、1988年12月には7人が乗ったワゴン車が尾鷲市でガードレールに激突し2人の女性信者が即死している。
弁護士の郷路征記は、「札幌青春を返せ訴訟・最終準備書面」で、統一教会は組織的、体系的に脱税をしており、関連会社のハッピーワールドでは、委託セールスマン（会員）に落とした70％の利益はハッピーワールド本社に個人の必要生活費を除いて全額献金するシステムで、証言では信者が受け取るのは月四万二千円のお小遣いとお昼代のみであったと述べている。

### 霊感商法
先祖の因縁話などをもとにした詐欺・脅迫まがいの物品販売であった。

#### 手口のマニュアル化とその「成果」
元信者によれば、効能を謳って販売し薬事法（現医薬品、医療機器等の品質、有効性及び安全性の確保等に関する法律）違反に問われ販売に行き詰まっていた高麗人参や、美術品としてはあまり売れなかった韓国の統一教会系企業「一信石材」の製造した大理石壺を売るために、教義を使って売って行こうということになったのが霊感商法の始まりだという。
それまでの先祖の因縁に絡めたトークに代え、「壺は霊界を解放するため」、「救いのためには血統を転換しなければならない」という教団の教義を使い、「高麗人参は血を清めるため」というようにトークを体系化して行き、統一教会の基本トークを作り上げた。
1977年から1978年頃には霊能者役のトーカーが全国から400人ほど集められて体験交流会が行われた。
トークの体系化により、それまで5-6時間かかっていた販売時間が2-3時間に短縮され、3日間ぐらいの展示会で1億-2億円（悪いところでも5千万円）の売り上げがあった。この展示会を毎日のように北海道から九州まで行い、1983年から1984年までの間は、韓国の文鮮明のもとに100億円を送金する月まであったとされる。
統一教会系企業「一信石材」から壺や多宝塔を統一教会系の商社「ハッピーワールド」が輸入し、全国に8社あった「世界のしあわせ」（旧社名）に卸し、統一教会の信者が委託販売員という名目で働く100社以上の販社で販売した。
1980年代初めから、占いなどを切っ掛けに、ゲストを「霊場」と呼ばれる会場に連れて行き、家系図などを鑑定しながら、霊能者を装った信者が聞き出した本人や家族の不幸の原因を先祖の因縁話を使って説明し「先祖が救われる」「このままでは不幸になる」などと不安を煽り、法外な値段で壺、多宝塔などを買わせてきた。

#### 典型的な手口
姓名判断、印相鑑定、手相占い等でアプローチする。ゲストを連れて行った案内役の信者は、霊能者を装った信者を徳の高い「先生」のように扱い、「霊山でご修業を積まれ、過去、現在、未来を見通す霊力をお持ちです」「大変人気のある方で、相談に乗ってもらえるのはかなりラッキー」など、いかにその霊能者が優れているかを説いて信頼させる。
物品の契約をしたゲストにはクーリングオフ（訪問販売の一種と考えられる場合が多いので）を阻止するために、それにあたる期間は人に言えば御利益がなくなる、あるいは不幸な目に遭う等と説明をしたり、現金一括払いに持ち込もうとするなど、全てにおいて用意周到に考え抜かれている。

#### 社会問題化
これらの「霊感商法」はマスメディアで度々その被害や手口が報じられた。1987年（昭和62年）2月には、全国の弁護士により「全国霊感商法被害対策弁護士連絡会」が結成された。国民生活センターや各地の消費生活センター等に多くの苦情が寄せられ、多額の金銭的被害を生んだこの商法は大きな社会問題となった。
「霊感商法」に関係した各地の販社は、設立後2-3年で次々と解散し、遠隔地に住所移転したり社名を変えたりした。「TV100」は“Total Victory”の略と言われ、ハッピーワールド元社長で当時の経済の責任者であった古田元男は「文鮮明からの指示ではなかったが、小柳定夫副社長（当時）と相談し、文鮮明が言ったかのように誇張して話したことがある」と語っている。
昭和62年の衆議院法務委員会で、警察庁刑事局保安部生活経済課長の上野治男は「最近、私どもの都道府県の警察の相談の窓口等へ、先祖のたたりがあるとか、そういったことでもってそのたたりを解消するためと称して高価なものを売りつけるということで相談のあるケースがかなりございます。昨年は、一年間に二百件ほど相談が来ております。それからそういったものに対しまして、従来から各種の悪質商法について私ども取り締まりをしておるわけでございますが、その取り締まりの中でもこの種の商法というのは人の弱みといいますか、人の不安につけ込むというもので、悪質商法の中でも最も悪質なものの一つということで、全国の警察に繰り返し厳しく取り締まるように指示をしておるところでございます。その結果、この数年間で十三件検挙した事例が出ております。各種の法令を適用して検挙しておる実態でございます」と答弁した。
教団側は信者に向けては「昭和57年ごろから文先生が創設した政治団体国際勝共連合が日本を共産主義の間接侵略から守るためにスパイ防止法制定運動を活発に推進しました。これに対して共産党および社会党は制定運動の資金源が統一教会であると誤認し、教会攻撃のために引き起したのがいわゆる”霊感商法問題”です。」という説明をした が、その一方で世間に向けては「教会一切の収益事業はおこなっておらず、教会員の献金によってのみ運営されています。…個人の職業に対しては一切関与するものではありません。ゆえにいかなる商法とも教会は関連ありません。」と教団の関与を全面否定してきた。
しかし日本弁護士連合会は1988年3月にまとめた『霊感商法被害実態とその対策について』の中で、この悪徳商法が統一教会信者によって組織的に行なわれていることを具体的証拠をもって証明し、結論として「霊感商法に関わる販売業者群の背後には統一教会の存在が推認される」とした。
「霊感商法」が社会的な問題になった1990年頃から、信者達は着物、貴金属、絵画、毛皮、高麗人参等の商品を展示会形式で販売するようになった。
1994年7月12日、日本社会党（当時）の北村哲男が「霊感商法」などの反社会的なことを行う統一教会に対する政府の見解を質す質問主意書を政府に提出したが、政府は村山富市首相名で「宗教法人法第79条は、宗教法人が行う公益事業以外の事業の停止命令について規定しているが、所轄庁である東京都知事は、いわゆる霊感商法については、現在、統一教会の規則には事業として記載されておらず、また、統一教会が行っている事業であるという確証もないことから、現在のところ、同条を適用することは基本的に困難であると判断している。」と回答した。
しかし民事訴訟では霊感のない信者を“徳の高い霊能者の先生”に仕立てて売るための詳細なマニュアルがあったことや、「連絡協議会」の存在を教団が主張し始めたのは、民事訴訟が提起されてから7年も経ってからであり、証人に立った教団側の信者もその存在を知らなかったと証言し、裁判所からも当時の「連絡協議会」の存在を示す実体もないと認定された（2001年6月29日 札幌地裁）。
訴訟においては、1984年1月12日、青森地方裁判所が、大理石の壺を販売した信者2名の販売行為が恐喝罪に当たるとして懲役2年6月（執行猶予5年）の判決を下したが、教団事体の責任は問われなかった。その後、教団は1990年頃までは弁護士からクレームがあれば、お金を払って和解していた。1993年（平成5年）福岡地裁の訴訟において、原告は教団から有利な和解条件を持ちかけられたが、裁判で決着を着けなければという思いから和解を拒否、これ以降、教団の責任を認める判決が相次ぐようになった。
2009年6月11日の印鑑販売をめぐる特定商取引法違反事件では渋谷教会に対する家宅捜索に警視庁公安部が乗り出した。またそれを遡る5月27日の福岡県の事件においては福岡県警公安一課が立件した。以前はこの種の悪質商法事犯には警視庁や各県警の生活安全部が担当していたが、オウム真理教事件以降、カルトに対しては公安部が担当している。

### 自己啓発セミナー
統一教会のビデオセンターなどは自己啓発セミナー を装っていた。赤旗は、横浜市の統一教会系自己開発セミナー「グローバル・アイ」のマークは自己開発セミナーの最大手ライフダイナミックスのマークを反転させただけであると述べている。赤旗は、会場はビデオセンターの他大学の原理研究会グループのたまり場だったり、主婦協会員のための託児所だった例もあると述べている。
赤旗は、実際の講義は第一段階が「創造論」「堕落論」「復帰論」など宗教的な布教であり、毎週末に箱根の研修センタ−で2泊3日の合宿を行なったと述べている。赤旗は、アイドル歌手のコンサートや東京ディズニーランドツアーなど若者受けする催しもあったと述べている。赤旗は、1987年の講師は世界日報の論説委員長であった井上茂信 や、国際勝共連合新宿支部長で千葉大学名誉教授であった清水馨八郎 など統一教会系組織の幹部であったと述べている。赤旗は、受講料は入会金や旅費を含めて7万円、受講生の帰宅時には再会を約束する手紙を渡すなどの手法も自己開発セミナーと同じであると述べている。

### 「還故郷」運動
1991年9月29日に文鮮明は世界日報講堂で「故郷へ帰れ」という演説を行ない、教会活動に専念する献身者の制度が解消され、各自が故郷に戻って定職につき、親族へ伝道するように方針転換がなされた。これは内部では「還故郷」と呼ばれた。これは日本で霊感商法が問題になって1987年から送金額が減り始め、1991年になってからはほとんど送金されなくなり、従前世界日報や一和が出していた大赤字を埋められなくなって統一教グループ全体の資金繰りが苦しくなり、新たな資金源としての合同結婚式への参加人数を増やすため、経営不振の企業から信者を退職させて合理化すると同時に、故郷に帰して韓国農村で結婚できていない男性を捜し「信者になれば日本人女性と結婚させてやる」と勧誘させるためだったという。

### 献金
ジャーナリストの米本和広は、統一教会に関する社会的に非難されてしかるべき問題として、信者に対する「高額でエンドレスな献金」要請を上げている。販売活動や募金活動の目的は、文鮮明への献金である。文鮮明一家が贅沢な暮らしをしていることは長男の嫁の暴露本などで明らかにされているが、最盛期で2000億円に上った献金すべてを文一家が使い切れるわけでもなく、献金は、金銭に限らずすべてを神に返し、地上天国の出現を目指す「万物復帰」と関連している。
ただしこれはあくまで宗教における象徴的な概念であり、世界の統一教会の信者の中で、献金に追われているのは日本の信者だけである。日本だけが献金に追われていることについては、文鮮明によって日本が「エバ国家」(罪深き国)とされたことに関連しているが、なぜ日本がエバ国家であるかは明確には説明されていない。日本が文鮮明が生まれた朝鮮半島を支配していたことへの感情との関連や、1970年代は日本は高度成長期のただ中で、多額の献金が期待できると考えられたのではないかとも指摘されている。
- 巨大プロジェクトによる資金集め

  - パンダ・モータース - 1988年から盧泰愚大統領の北方外交に呼応して中華人民共和国に「パンダ・モータース」（パンダ自動車）という自動車会社を作るとして信者に献金が要請された。広東省恵州市に15,000,000坪の土地を借りて10億ドル以上を投資し年間30万台の自動車を作る計画で、家や土地まで担保に入れて借金する信者まで出したが、この計画は成功しなかった。一方で計画を進めていた朴普煕は広東省長の伝手で北朝鮮に進出するきっかけとなる朴敬允と出会う[618]。
- 教会にノルマを課し高額な本の販売 - ただし教団は「『聖本』も『天聖経』も商品ではない」とし、「贈呈にあたっては、献金のみが考慮されているものではありません。」と述べている[619]。
  - 2000年、文鮮明の既存の説教集7冊の合本、『文鮮明御言葉集、「成約時代と理想天国」』と題する本（文鮮明のサインと一冊ごとに番号が付いている）を『聖本』と名づけ、30,000,000円[593] 献金した者にその本を贈り与えるとされ、300の教会に一冊のノルマが課せられた[593] という .(PDF)。

## 勧誘活動
教団と長らく戦ってきた弁護士によれば、教団はマインド・コントロールのため、社会心理学に裏づけられた緻密なマニュアルやシステムを、過去30年以上にわたる組織の経験に基づいて巧妙に作り上げているという。教団の勧誘の特徴として、「正体を隠して」行うことが知られている。街頭で声をかけるときに「宗教ではない」と嘘をついたり、教団名を隠し、信者は正体を隠した上で、街頭や大学内でアンケートなどを装い声をかけ、「教養講座」「カルチャーセンター」「自己啓発」などとだましてターゲットを「ビデオセンター」に誘い込む。
教団関連施設であることが隠されたままターゲットが誘導されると、ビデオセンターには「トーカー」と呼ばれる専門の勧誘スタッフがおり、ターゲットに長時間、執拗にビデオ講義の受講を決断するまで説得を試みる。ビデオセンターでは「エゴグラム」と呼ばれる簡単な心理テストが行われ、この結果によりトーカーはターゲットが勧誘に適した人物であるかを判断する。ビデオ講座の受講は有料であり、5万円ほどを支払わせるか、金のないターゲットにはトーカーからその場で借りさせる。これも心理学的に受講を続けさせる効果があるという。ビデオ講座の受講を決心したターゲットには、口外禁止の約束をさせる。これは、統一教会の手口を知っている人に正体を見破られたり、他人にビデオの内容を話すことで、他者から疑問を投げかけられたりすることを防ぐためである。
こうしてビデオ講座が始まるが、やはり宗教であることは明かされずに、特定の恐怖の対象を作り上げて不安を煽り、その恐怖からの解放の手段として教団の教義を段階的にすり込んでいく。どのビデオを見せるか、ビデオを見せる順番はターゲットごとにカスタマイズされるが、最初のビデオの内容は戦争、飢餓、不倫、非行、エイズ、環境問題といった社会問題である。次いで、統一教会の教義の一部である「堕落論」のビデオを見せていく、これは「人間の歴史は堕落して落ちたところから元へ戻る歴史の繰り返しである」といったものである。次に、霊界についてのビデオで恐怖を刷り込んでいく、すなわち霊界には地獄があり、このまま堕落した生き方をすれば地獄に落ちる、といったものである。スピリチュアルや超能力に関心のあるターゲットであれば、この時点で強い恐怖を植え付けられるという。堕落論プロローグというビデオでは、現代の性の乱れを、旧約聖書創世記の失楽園とこじつけた話をすり込み、その後の和動でトーカーは、「罪が淫行であるゆえ、男性はエバを誘惑した天使長と同じである」「女性はアダムを誘惑した当時のエバである」とし、若者の恋愛感情や性衝動と結びつけて「あなたは堕落している」と迫るという。これが効かなかったターゲットには、先祖の因縁、すなわち「あなたの先祖には色情狂がいた」などと迫り「地獄に落ちる」と恐怖を煽る。そして、世界を堕落から救う手段としてメシアの存在が明かされる。
このような巧妙な手段によってマインドコントロールに陥った信者が自ら抜け出すことは困難で、信者の生活態度や考え方まで細かく教団にコントロールされるという。数多くの信者と関わってきた弁護士によれば、マインドコントロールに陥る信者の多くは、誠実でまじめでやさしい人が多いという。看護師、保母、教職員の女性が多く、ほかにも高学歴でとくに理系の人が多いという。

### 教員による高校生への勧誘活動
1974年、愛知県内の私立高校で、少なくとも3人の教員が学校の許可を得ないまま、夏休みと冬休みを利用して6人の生徒を教団の修練会に送り込んでいることが判明し問題になった。また、教員らは顧問をしているクラブのメンバーを集めて無断で合宿を行い、生徒に教団の教典『原理講論』の講義を行っていた。また、2人の教員は韓国で合同結婚式に参加したことも判明した。同高校の教職員組合は生徒への勧誘を行った教員の弾劾を決議、「自己の狂信する統一協会の信者づくりのためにクラブ活動を利用した」として辞職勧告を行った。

### 芸能界
飯星景子の入信が話題になった1992年当時、飯星景子を担当していた女性スタイリストが信者であることを隠した上で、芸能界で密かに布教活動をしていたことがわかっている。このスタイリストは教団の名前を出さずに、タレントを手相診断やビデオセンターに連れて行ったり、ダミー団体の『アジア平和女性連合』のイベントに招待することで、勧誘をしていた。スタイリストは週刊文春の取材に対し教団信者であることを否定したが、アナウンサーの石川小百合や女優の宮崎萬純は彼女から統一教会の勧誘を受けたことを明かしている。

### 家族対策・偽装脱会
統一教会では家族が入信に気付いて反対した場合に脱会を防ぐための対策がされており、有田芳生はこれを『家族対策』と呼んでいる。教会は反対するキリスト教牧師やプロの脱会屋によって拉致監禁が発生していると主張している。教団ではたびたび「脱会したら永遠の地獄に落ちる」「反対派につかまったら強姦される」などと教えられており、信者は強い恐怖心を植え付けられている。奇形児の写真を見せて「このような障害者を生むんです」と凄むこともあるという。山﨑浩子はキリスト教の牧師から脱会のための説得を受けたときに、泣きながら「統一教会をやめたら、私は殺されるのだろうか」と漏らしており、このような反応は教団によるマインド・コントロールを受けている証だという。教団内部では反対派の牧師を顔写真入りで批判するビデオや小冊子が制作され、信者は「親の背後にサタンがいる」と教えられているほか、教典『原理講論』の矛盾を突かれた時に、「反対牧師はこう言うが、実はわざとそう書いている」などと信者を言いくるめるための理屈を研究しているという。
とくに親が家族を脱会させようと、実家に呼び戻して説得を試みた場合には「偽装脱会」という手段をとるように指示される。「偽装脱会」は親を安心させるために、説得が始まってからある程度たったタイミングで、洗脳が解けたふりをすることである。例えば「文鮮明はメシアか？」と質問されたときに、わざと「いいえ」と答えたり、「もう統一教会をやめます」と答えたりする。親が脱会に喜んで警戒が解けたタイミングで教団施設へ脱出することも指示されており、このときにも親に「しばらく旅をする」などと連絡させるという。
自ら偽装脱会を行い教団に戻った信者の証言によれば、「敵陣に潜入し、仲間を売りながら、信頼を勝ち取っていかなければならない、つらい立場のエージェントみたいな気持ち」になったといい、「いったん統一教会を脱会し、彼らからの監禁、拘束から逃れよう。そして普通に就職し、相対者とは離婚して待っていてもらおう。2年ぐらいしたら自分もそれなりに経済基盤もつくれるだろうし、親戚にも、一応認められるようになるだろう。それから改めて相対者を呼び戻して一緒に住もう」「反対派の情報を統一教会に伝えて、「対策講座」も内容を大幅に変えてもらったり、統一教会自体にも、反対されても生き残れるように体制を少しずつ変えてもらわないと」と考えたという。

## 反対運動
統一教会は1960年代から社会問題となり、1967年9月、日本初の統一教会の被害者団体「原理運動対策全国父母の会」が発足、1975年4月には、統一教会の被害者団体「全国原理運動被害者父母の会」が発足、同年12月には同団体が自民党議員全員に対し「原理運動即時禁止令要請」の請願書を送付する。この文章では教団を「年間五万人以上の平和な家庭が崩壊するばかりでなく、数多くの精神錯乱、発狂者、自殺者などが続出する兇悪な新興宗教団体」とし、数多くの被害者家族の実態を挙げ、自民党に教団の規制を訴えた。
1978年11月、上智大学学長のヨゼフ・ピタウ、早稲田大学元総長の村井資長、歴史学者の家永三郎、ジャーナリストの茶本繁正と荒井荒雄、衆議院議員の西宮弘、参議院議員の市川房枝らの協力によって反統一教会団体「原理運動を憂慮する会」が発足した。

## 批判者に対する嫌がらせ・脅迫行為

### マスメディア
統一教会に対するマスコミ報道は霊感商法が社会問題となった80年代から90年代初頭にかけてブームとなった。その先駆となったのは朝日新聞社が発行する『朝日ジャーナル』で、不安を煽り、高額な壺や高麗人参濃縮液を法外な値段で売りつける悪徳商法の一種として、「霊感商法」批判キャンペーンを展開していた。統一教会側は殺到する批判報道に対し、大々的なマスコミの情報操作に乗り出したとされる。当時、芸能人の桜田淳子や新体操選手の山﨑浩子、作家の飯干晃一の娘・飯星景子が入信し、話題をさらっていたが、教会を批判するメディアには、ニュースバリューのある合同結婚式の取材をさせない、協力的なメディアには情報を与えるという手法を使ったとされる。
とりわけ教団に批判的だった週刊文春や朝日新聞社には、信者が直接的な行動に出ることがあったとされ、週刊文春の記事によれば、社屋を「あなた方は宗教を弾圧して信仰の自由を奪う、最悪のサタンである！」「人類のメシアとして再臨された文先生とご家族を悪くいうな」と叫ぶ信者のデモ隊に囲まれたことがあったという。
当時『朝日ジャーナル』を担当していた筑紫哲也は、大量の無言・脅迫電話のほか、編集部員・朝日新聞関係者の自宅周辺でのつきまとい行為や出前の大量無断注文があったと証言している。電話作戦は、朝日新聞社だけでなく、近隣の無関係の施設にも及び、病院、築地市場、日産自動車、新橋演舞場、海上保安庁にも大量の無言電話が押し寄せたという。
1986年6月、『神奈川新聞』が霊感商法を批判する記事を掲載すると、翌日から「壺は悪くない、効くんだ」との趣旨の電話が殺到した。2日目には無言電話が約7000本となり、編集局長も電話で脅迫された。
1987年7月、新聞労連、日放労、出版労連、民放労連などが加盟する日本マスコミ文化情報労組会議は、霊感商法報道に対して「組織的で陰険な妨害行為」が行われていると発表した。霊感商法の実態を伝えるマスコミやミニコミに無言電話が集中したり、「霊石愛好会」を名乗る団体が、放送局や新聞社に押しかけるなどして圧力を加えていたことを指摘した。
1992年7月、TBSの「モーニングEYE」では、統一教会に批判的な東北学院大学教授の浅見定雄や元信者が出演し、統一教会の実態や霊感商法の被害を報じたが、TBSに対し大量の抗議電話や抗議文が殺到した。特に、浅見が出演した7月29日の直後には、浅見を「サタン」として「出演させるな」との趣旨の抗議文170通が送付された。8月5日に「筑紫哲也ニュース23」で統一教会と合同結婚式の問題を取り上げると、夕方に教団の広報担当者が来社し「TBSの報道は教団を中傷したものである。報道が続くなら、『国際合同結婚式』を含む一切の取材を拒否することもありうる」との趣旨の文章を提出した。日本テレビの「ルックルックこんにちは」でも同様の抗議があったという。
統一教会の活動を批判的に報じた8月20日午前の「モーニングEYE」の放送終了後にも大量の無言電話が殺到した。24日だけでも1万9000件にもおよんだ。個別の番組担当や事務系統などの、電話帳に記載されていない番号を含めてのものだという。
このような嫌がらせの電話について、元信者の女性がTBSの取材に応え、教団からの指示があったことを明かしている。また、女性は当時の心境を明かし、「統一教会に反対する人はみんなサタン」に見えていたと語り、教団を批判していた弁護士についても「もう顔見るだけで気持ちが悪くて」と語っている。
このほかにも、教団系の国際勝共連合が街宣車を繰り出し朝日新聞批判の街頭演説を繰り返していたとされる。このため、赤報隊事件の関与疑惑が浮上した。

#### 安倍晋三銃撃事件後の対応
2022年7月8日の安倍晋三銃撃事件を機に統一教会への批判報道が過熱化すると、教団は、同月31日に教団が著作権を保有している映像は使用しないよう注意喚起するプレスリリースをマスコミ各社に出した。これに対し、鈴木エイトは「報道目的での映像使用は著作権法で認められている」と反論した。
同年8月18日、日本において、統一教会への偏向報道が続いているとして、同団体の信者（日本人を含む）など約3,500人が日本メディアに対して抗議する集会やデモ活動を韓国・ソウル市内で行った。
教団はメディアによる旧統一教会に関する報道が過熱しているとして「メディアと教会との関係について調査して公表する」と予告。これは「暴露」で「メディアへの報復ではないか」と批判を浴びた。
同年8月25日、教団は公式サイトで、毎年日本テレビ系列で放送されているチャリティー番組『24時間テレビ 「愛は地球を救う」』に女性信者がボランティアスタッフとして、7年間にもわたって関わっていたことを公表した。この教団のサイトには2014年に放送された番組のテロップ画像が添付され、そこには「七尾市/世界基督教統一神霊協会・能登教会」の文字があった。これについて日本テレビはプレスリリースで説明し、「一般的に、参加される方の個人的な思想・信条について確認することはいたしません」とした上で、この画像は系列局の「テレビ金沢」が、ローカルエリアでのみ放送したものであり、番組本編ではないCMの一部画面を切り取って掲載されたもので、参加ボランティア団体を紹介する画像ではないと説明した。
同年8月30日夜、韓国テレビ局の文化放送（MBC）が調査報道番組の『PD手帳』において、安倍の銃撃事件と世界平和統一家庭連合が長年に渡って日本の政治と密接な関係が指摘されていることなどを放映した。これを受けて、同団体の信者（日本人を含む）など約4,000人が翌31日にMBC本社前にて抗議デモを行った。

### 弁護士や個人
霊感商法が社会問題化した1980年代から90年代初頭にかけて、統一教会への反対運動が展開されたが、関係者への激しい嫌がらせが多数報告されている。1987年当時、霊感商法を追及する弁護士の山口広に対し、「バカヤロー」「しまいには死ぬぞ」などとの脅迫電話が早朝から深夜まで殺到していた。同弁護士に対しては「スパイ防止法つぶしに狂奔、霊感商法攻撃も」と書かれた中傷ビラがまかれていたこともわかっている。同年3月には週刊『思想新聞』(勝共連合が発行する新聞) 号外が新宿駅前や事務所の周辺でも撒かれた。号外は山口広、伊藤和夫、丸山輝久、東澤靖の4人の弁護士の写真を掲載したうえで「知らないと大変！暗躍する左翼弁護士」との見出しで各人を攻撃、紙面には住所と電話番号も掲載されていた。号外の配布は統一教会からの指示によるもので、実際の配布は教会の信者が実行した。
同じく霊感商法問題を追及する弁護士の河田英正に対し、「天誅が下るぞ」「神を冒涜したな」との脅迫電話が殺到し、何者かによって無断で寿司の出前を注文されるなどの嫌がらせが行われた。この他にも料理店や葬儀社に同弁護士の名前を使っての偽電話がかかったり、無関係の一般家庭に同弁護士の名前を騙って「詐欺で告訴するぞ」との電話が約62件あったという。河田は偽計業務妨害にあたるとして、刑事告発を検討していると語った。
子供が教団に入信した名古屋市在住の女性は、教団系の国際勝共連合主催の名古屋集会に出席したり、祝電を打った政治家に手紙で抗議したところ、「てみゃーは共産党か。勝共の役員を脅しやがって。てみゃーみたいなものはぶっ殺すぞ」「死んだら地獄に行くよ」などと脅迫された。さらに勝共連合婦人部を名乗る4人組が自宅に押し寄せたという。
奈良市で「原理運動に反対する被害者家族の会」が結成されると正体不明のグループによる激しい妨害活動が始まった。代表の男性は妻が統一教会に入信したために抗議運動を行なっていたが、男性の職場には嫌がらせの電話が殺到し、失職を余儀なくされた。同被害者の会の集会には、正体不明の約３０人の男女が押しかけ、妨害を行った。
1987年6月には、長崎市で「霊感商法は、統一教会の組織ぐるみの収益活動」などと批判するミニコミ誌を発行した男性が、自宅で空気銃で狙撃され、右足に怪我を負った事件もあった。男性には、これ以前にも正体不明の人物による嫌がらせや数百本の脅迫電話が殺到しており、警察は関連を調べているとした。その後、長崎県弁護士会人権擁護委員会は、統一教会長崎教会に対し、ミニコミ誌を発行した男性への嫌がらせを行わないよう勧告した。報告書によると、霊感商法に批判的な報道をしたマスコミや「霊感商法」による被害救済にあたっている全国の弁護士にも同様の嫌がらせがあったとしている。
1988年10月、霊感商法問題に取り組む14人の弁護士に対し、中傷ビラを撒いたとして、福岡地裁で420万円の損害賠償を請求されていた霊石愛好会福岡支部長の男（44）が、訴えを認め、賠償金の支払いに合意している。
当時、キリスト教の牧師が信者の脱会説得運動に尽力していたが、牧師に対しても無言電話や嫌がらせ電話、脅迫が一日中殺到しており、「牧師による人権侵害を許すな」とのビラも大量に配られていたという。ビラの末尾には連絡先が書かれており、その住所には教団系施設があった。牧師の自宅周辺には2か月間に渡って街宣車が大音量で徘徊し、牧師の妻への傷害事件まで発生した。説得により脱会を決意した山﨑浩子の叔父は尾行されるようになり、自宅付近では正体不明の人物が徘徊し、不審人物にカバンを奪われる事件も発生した。さらに自宅の電話には盗聴器が設置され、統一教会幹部を名乗る脅迫状も送付された。脅迫状には教団の本部がある渋谷の消印が押されており、「神の子山崎さんを奪還するのは正当な権利」と書かれていた。山崎の叔父は精神的圧力により、体重が8キロほど落ちたと話した。
牧師の杉本誠が教団に批判的な講演会の代表を引き受けていた1987年当時、開催を知らせるチラシを配ったところ、自宅に「講演会について話がしたい」と電話があり、指示された通りに喫茶店に赴いた。そこには正体不明の男性7人がおり「講演会を中止してほしい」と迫った。杉本が断ると、「朝日の記者みたいになりたいのか」と話した。同年5月には赤報隊事件が発生したばかりだった。その後も、無言電話や自宅の雨戸に石を投げられるなどの不審な出来事が続いた。
1988年8月、統一教会の信者4人が、脱会した元信者の女性を誘拐するために、女性を保護していた秋田県内のキリスト教会に無断侵入したとして、住居侵入罪で刑事告発されている。信者4人は、女性の父親を突き飛ばし重傷を負わせていたという。
反統一教会の学者として有名だった浅見定雄も執拗な嫌がらせを経験しており、「統一教会」を名乗る脅迫電話や無言電話が自宅に殺到していた。電話に出た浅見の妻に対しては「旦那がああいうことをやる以上、覚悟があるのだろうね」と言ったという。山﨑浩子の脱会説得に協力していた頃には、教団信者に尾行され、直接「何が起きるかわかりませんよ」と脅迫され、TBSの番組の出演後は11か月にわたり自宅に無言電話が続いた。さらには浅見の所属先の大学に中傷ビラを巻かれたこともあった。
1993年6月、教団は俳優の中村敦夫を名誉毀損で刑事告訴した。教団は日本テレビ「ザ・ワイド」の番組中において、中村が教祖の文鮮明について虚偽の発言を行ったと主張した。中村は「研究者によって何度も明らかにされた事実を話した。信者に対してしめしがつかなかったから、告訴したのだろう」と反論した。2010年、中村は当時を振り返り、「厄介だから黙っちゃおうというのが当時の知識人たちの態度。大変なタブーでしたね。すぐにジャーナリストの有田芳生さんらと記者会見を開いてテレビの前で教団を批判し、宣戦布告しました。それ以降、不思議なことに手紙一本来ません」と語っている。
1994年当時、ドイツで統一教会の反対運動を展開しているキリスト教牧師の男性に対して、「赤い牧師は出て行け」「左翼過激派はドイツからいなくなれ」などの嫌がらせ電話が殺到していた。また、街頭では牧師を糾弾する署名運動も行われていた。この牧師は身の危険を感じ、窓を耐熱二重ガラスに強化するなどの対策を余儀なくされているという。
1995年9月5日、岡山県警は統一教会信者の男(28)を暴行と住居侵入の疑いで、同じく信者の男(26)を住居侵入の疑いで逮捕した。両者の容疑は元信者の女性を連れ戻そうとして、女性の家族の家に押しかけ、ドアを破壊して家族を引きずりだし、首を押さえつけるなどの暴行を加えた疑いだった。この事件に関連して統一教会岡山教会も家宅捜索の対象となった。
1995年頃には、教団が東京の成城に関連施設の設置を計画し、近隣住民とトラブルになる事件が発生した。近隣住民は教団の霊感商法やマインドコントロール、脅迫などの悪評から進出に反対し、「統一協会成城教会を断固阻止する会」を結成し、反対運動を展開した。これに教団は激しく反発し、内容証明を送付し法的措置を予告。さらに住民に対し「子供たちを皆殺しにする」との差出人不明の脅迫状も送付され、無言電話も殺到した。この運動には地元選出の石井紘基衆議院議員も協力、土地の貸主と交渉し、貸主の建設会社は教団宛に「契約解除」の通告を出すに至った。
元栃木県議で元足利市長の大豆生田実は、2001年の足利市長選挙に立候補した際に、教団による選挙妨害があったと証言している。この選挙では教団系の「真の家庭運動推進栃木協議会」の支部長が「（大豆生田が）15年前頃に統一教会の会員として活発な活動をしていた」とネット上にデマを書き込み、大豆生田が落選すると、一転して謝罪広告を新聞に掲載した。この選挙妨害について大豆生田は、自身がかつて反統一教会運動に参加していたことが原因だったとしている。

## 裁判

### 教団側敗訴の判例
献金勧誘行為の違法性
1993年（平成5年）5月27日、福岡地方裁判所での判例
統一教会の「霊感商法」に対する損害賠償請求訴訟で、全国で初めて統一教会の関与と賠償責任を認め、3670万円の支払いを命じる判決が出た。信者らは2人の未亡人に対し、亡くなった夫に関して、先祖の因縁話で、不安を煽り、執拗に迫って高額の献金をさせたり、弥勒像等を購入させた。福岡地裁は「献金勧誘行為は、布教活動の一環として行われたものであったとしても、その目的、方法、結果において到底社会的に相当な行為であるということはできず、違法であり、民法709条の不法行為に該当する」、「信者らと教団は実質的な指揮監督関係にあり、信者が献金勧誘行為が教団の教義である万物復帰の実践として理解していたことや献金がいずれも教団に帰属していることなどからみて、原告らに対して不法行為責任を負う」と判断し、教団に使用者責任を認め、献金相当額と慰謝料の支払いを命じた。

2002年（平成14年）10月28日、新潟地方裁判所での判例
元信者が、教団による違法な入信勧誘・教化行為によって損害を受けたとして、不法行為に基づく損害賠償を教団に求めた事案で、裁判所は「信者らもしくは信徒会の伝道・経済行為は、被告（統一教会）が経済的な利益を追求するという目的のもとになされ」「信者らが、文鮮明の配下というべき教団の幹部らの意を受けてその指揮・命令の下に実行された結果と認められ、（中略）原告らに対する、法人としての教団自身の故意に基づく違法行為であると評価することができる。」として民法709条に基づいて、その違法行為による損害を賠償する責任を負うと判断された。

教団への入会ないしは献金等については「入会ないしは献金等をしようとする者の判断に影響を及ぼすこととなる重要なものにつき、不実のことを告げ、また、被告への入会ないしは献金等をさせるため、対象者を威迫して困惑させるものであり、方法として不公正なもの」と判断し、教団の献金勧誘のシステムは、「不公正な方法を用い、教化の過程を経てその批判力を衰退させて献金させるものといわざるを得ず、違法と評価するのが相当である。」として教団に原告2人に対する損害賠償を命じた（平成9年（1997年）4月16日判決言渡 平成9年4月16日判決原本交付 裁判所書記官 平成6年（1994年）●第二〇七号 損害賠償請求事件）。

1999年（平成11年）3月11日、最高裁判所での判例（一審・東京地裁1997年10月24日）

統一教会信者が先祖の因縁などを述べ立てて、高額の献金をさせた行為を違法認定し、教団の使用者責任を認めた。

1999年（平成11年）12月16日、福岡地方裁判所での判例
霊感商法の被害を受けたとして、福岡県内の主婦ら2人が、教団と販売会社に総額約600万円の支払いを求めた訴訟で、福岡地裁は総額590万円の支払いを求める判決を下した。「信者を指揮監督できる立場にあった」として、教団と販売会社に使用者責任を認める判決だった。
2000年（平成12年）4月24日、東京地方裁判所での判例

信者による壺や多宝塔、朝鮮人参濃縮液を売りつける活動で、統一教会の法的責任を認める。いずれも最高裁で確定。

2004年（平成16年）2月26日、最高裁判所での判例
統一教会の違法な勧誘で合同結婚式への参加を強要されたとして、元信者3人が教団へ損害賠償を求めた裁判で、最高裁判所は教団の上告を棄却。婚姻の自由の侵害を認め、920万円の支払いを命じた高裁判決が確定した。

2005年（平成17年）4月25日号、新潟地方裁判所での判例
違法な勧誘で入信させられ、霊感商法への従事や合同結婚式での結婚を強要されたとして、元信者ら35人が教団に総額3億3500万円の損害賠償訴訟を起こしていた裁判で、新潟地裁は信教の自由や財産権の侵害を認め、約8700万円の支払いを命じた。

2020年（令和2年）2月28日、東京地方裁判所での判例
信者から違法な勧誘を受けて多額の献金をさせられたとして、東京都に住む元信者の60代女性が約520万円の損害賠償を求めた訴訟の判決で、東京地裁は家庭連合と信者に約470万円を支払うよう命じた。判決では「女性は信者から、亡くなった夫や長男が地獄で苦しんでいるとの不安や恐怖心をあおられ続けており、献金の要求は社会的に相当な範囲を逸脱した違法な行為だ」と指摘し、家庭連合には信者の使用者責任があるとした。

準禁治産者申し立て事件
教団に献金を続ける信者に対し、親族が家庭裁判所に準禁治産者、保佐人選任の申し立てを行い、審判前に保全処分が認められた事例がある。

伝道に関する違法性（青春を返せ裁判）
損害については「過酷な経済活動や伝道活動に従事して労役の提供を余儀なくされ、さらに、献身するために勤務先の会社をやめることを余儀なくされるなど献身期間中、従前の人間関係や社会生活等を破壊された。」「文鮮明の選んだ相対者を断ると、自己や先祖の救いの道が閉ざされ、病気や怪我をしたり又は死んだりすることになるとか、死後地獄に行くことになるなどと思って苦悩し、相当の精神的苦痛を被った。」などとして、教団に対し原告の3人に対する慰謝料の支払いを命じた。被告の高裁への控訴、最高裁への上告はいずれも棄却された（平成14年（2002年）8月21日判決言渡 同日原本領収 裁判所書記官 平成11年（1999年）（ワ）第18400号 平成15年（2003年）5月13日口頭弁論終結）（平成15年（オ）第1770号 平成15年（受）第1880号）。

婚姻の無効性
1993年10月7日 福岡地裁で、統一教会の合同結婚式に参加し、教会の指示により婚姻届をした日本人女性が婚姻意思の不存在を理由とした日本人男性との婚姻の無効の訴えが認められた。信者の福岡高裁への控訴・最高裁への上告ともに棄却（1995年10月31日、1996年4月25日。

### 批判言論に対する訴訟
- 1986年7月22日、教団の活動を告発した小学館『週刊ポスト』の記事を巡り、教団が元早稲田大学総長の村井資長や出版社を訴えていた裁判で、東京地裁は謝罪広告や損害賠償を求めた教団側の全面敗訴となる判決を下した。問題となった記事は教団が村井夫妻の署名を偽造した疑惑などで原理研究会を告発する内容だった[681]。

### 和解の事例
統一教会の信者である夫婦が自分達を連れ去り、脱会の説得を行った親、次女、親族、牧師らの8名を被告として、自分達の意思に反する違法な拉致、監禁及び教団からの脱会の強要等の共同不法行為に基づく差止請求及び損害賠償請求を求めた事案。
2004年1月23日 横浜地裁は原告の請求を棄却した。横浜地裁は、「両親の行為が原告の意思に反する、違法な、拉致、監禁及び統一教会からの脱会の強要とまで認めることはできない」「両親による暴行の事実があったと認めることはできない」と判断し、両親に協力した牧師の行為についても「牧師らの指示、指導があったとは言えない」「統一教会からの脱会の強要にあたらない」とし、原告の請求を棄却した。

請求額以上を返金する事で和解した事案
“因縁話”により2億1千万を献金、画や宝石など1千万円分を購入させられたとして千葉県の女性が、賠償を求めたことに対し、教団側は1億3千万での和解案を提示。交渉が進展しないため、所管庁たる文部科学省をも共同被告とした訴状を送付したところ、2008年3月に2億3千万円の和解案が提示され、和解が成立した。実損額を超える和解は極めて異例である。

アメリカにおいて、不当な勧誘（伝道の初期段階に教団の名前を正式に述べなかった「不実表示による詐欺」）、洗脳、虚偽の監禁などを理由として2人の元教会員が訴えた民事訴訟。
1審、2審は「訴訟自体が法廷を宗教問題に踏み込ませるものだ」として原告の訴えを棄却したが、カリフォルニア州最高裁は教団の名前を隠した伝道は「聖なる詐欺」（Heavenly deception）と呼ばれる、教団の教義に基づく宗教行為であるが、市民が騙され、強制的説得による不利な環境に服従することから保護するという州の利益のために、教団の活動に制限を加えることは憲法上認められるとして、1、2審の略式判決を破棄し、陪審員による事実審理をするようにと差し戻した。結果的に教会と原告は和解したが、「信教の自由」があっても、伝道の方法によっては詐欺にもなり得る場合があることを示唆したものとなった（モルコ・リール事件 1998年10月27日 カリフォルニア最高裁）。

## 他の宗教との関係

### オウム真理教
正体を隠しての勧誘や、ビデオを利用したマインドコントロールなど、オウム真理教と統一教会の手法には多数の類似点が指摘されているほか、この2教団の関係を巡って、複数の疑惑がジャーナリストの江川紹子と有田芳生の調査で明らかになっている。宮崎県資産家拉致事件を巡って、教団系のメディア『宗教新聞』『世界日報』がオウム真理教の擁護キャンペーンを展開していたことがある。『世界日報』は1994年9月25日と10月30日に「文春『オウム真理教攻撃』のウソ」との記事を掲載、オウム関係者の証言を強調し、週刊文春と反オウムの長女を攻撃する内容だった。『宗教新聞』も同様の趣旨の記事を４回に渡って掲載、その内１つは「社説」としてオウムを擁護するものだった。記事を書いた記者は統一教会の熱心な信者で、オウム真理教教祖の麻原彰晃を「ヨガや仏教をまじめに考えている」と絶賛し、一連の擁護記事についても「オウムの人たちは大変喜んでくれましたよ。私も功徳を積んだと思った」と話していた。これと別に、統一教会幹部と麻原との会談があった、との信者の証言も紹介している。
そのほかにも、麻原の住民票が、オウム真理教の政治進出が話題になった1990年当時、教団系の国際勝共連合と密接な関係にあった自民党福田赳夫派の重鎮・山田久就衆議院議員が所有する選挙区である杉並区内のマンションに置かれていたことがあった。

### キリスト教福音宣教会（摂理）
キリスト教福音宣教会（摂理）教祖の鄭明析は1975年から1977年にかけて統一教会に関与しており、教義も似通ったものとなっている。

### 天地正教
「全国霊感商法対策弁護士連絡会」は「天地正教」を統一教会のダミー組織であり、宗教法人制度を利用して税法上の特典を利用するための組織であるとしていた。統一教会と同様の霊感商法の被害が数多く報告されており、これについて1988年4月20日の衆議院決算委員会で日本共産党の野間友一議員が、教団系の「霊石愛好会」との関係性について質問している。

### 加江田塾
教祖の東純一郎は1986年11月から1989年頃まで統一教会信者だったとされる。

### 立正佼成会
1963年、当時の庭野日敬会長が青年部員を統一教会の修錬会に参加させた結果、次期会長候補とされていた久保木修己を初めとする50名ほどの会員が統一教会に転じた。
日本統一教会初代会長の久保木修己によれば、発端は「創価学会撲滅の会」グループを作って活動していた青年が消息を経った事件である。青年が行方不明になって半年ほど経った頃、久保木は新宿で「統一原理による統一世界」と書かれた旗を振る青年を発見する。話を聞くと「素晴らしい理論体系を知った」「久保木先生、あなたの悩みも解決します。どうか一度聞いてください」と言う。青年の言う通りに杉並区の馬橋にあった6畳の部屋に招かれると、そこには3人の信者と1人の説教者（西川勝）がおり（当時の統一教会の規模は10人未満だったという）、久保木は西川の態度に感銘を受ける。その後、西川が久保木を尋ねてきて「庭野会長に合わせてもらいたい」と仲介を求め、会長の庭野日敬に対し「40日ぐらいで"人間改造"してみせます」と立正佼成会の青年信者を統一教会に預けることを提案した。庭野は宗教に反発していた息子を含め、久保木ら数人の信者を「修練会」に参加させる。久保木によれば、庭野の息子は40日の「修練会」で「自己改革」に成功したとされ、街頭で「統一原理によって、日本は立ち上がらなければならない」と訴えるなど、かつての「宗教嫌い」が一変したとされる。息子の変貌ぶりに感銘を受けた庭野は、立正佼成会の信者に統一原理を学ぶことを推奨し、百数十人の青年が統一教会に通うようになった。しかし、統一教会の修練会に通った青年らは「自分たちが日本を救うのだ。佼成会のような偶像崇拝は必要ない」などの言動で軋轢を生むようになった。その上、庭野は統一教会に惚れ込んでしまい、教団幹部や外部の人間に対して公然と統一教会を褒めちぎるような言動をするようになったため、立正佼成会の内部で統一教会への反発を生んだ。統一教会との関係については文部省の宗教法人課からも忠告の指令まであったとされる。このため、統一教会の修練会に行くことは禁止された。しかし、最終的に久保木ら約50人の青年信者は統一教会に転向したという。

### 生長の家
1970年安保闘争の時代に、互いの集会に参加したりするような関係であり、谷口雅春は「勝共連合は朝鮮の文鮮明と称する予言者を八紘一宇の世界の中心者とする運動だったので私たちは今まで協力できなかったが、（中略）日本中心の運動にすることが出来れば協力してもよいのである」と述べている。

### 分派
文鮮明の死後、教団の実権が韓鶴子にうつったことに不満を持つ信者グループが複数の分派を結成している。
文鮮明の七男文亨進が設立した『世界平和統一聖殿』（通称サンクチュアリ教会）はライフル銃を神聖視する独自の教義を含めアメリカで結成され、日本を含む各国で活動を開始した。
また、三男の文顕進も2017年『家庭平和協会』を設立し独立した。
その他複数の分派、独立信徒が存在する。

## セクトまたはカルトと分類された例
統一教会は、いくつかの政府によって、セクトまたはカルトと分類されている。例として以下の政府・議会報告が挙げられる。
- フランス国民議会委員会報告（1995）（フランス国家警察の情報機関総合情報局が、複数のセクト監視グループと編集）[706]
- フランス国民議会委員会報告（1999）（カルトと金銭に関するフランス議会報告、30数団体にし注意を集中させ調査した）[707]
- オーストリア連邦環境・青少年省（1996）[708]
- ベルギー議会調査委員会（1997）[709]
- ドイツベルリン上院報告（1997）[710]
- 中国共産党中央弁公庁報告（2014）[711][712]

## 関係人物

### 支持者
- 笹川良一（全国モーターボート競走会連合会、後の日本船舶振興会、現日本財団の会長）：入国管理法違反で警察に拘留された崔奉春の釈放に尽力した[51]。1963年に教団の顧問となった[713][714]。
- 福田信之（筑波大学元学長、理論物理学者）：「文鮮明師と金日成主席」（世界日報社1992）等の著書あり[715]。
- 室生忠（宗教ジャーナリスト）：統一教会関連のシンポジウムの講師等を務めたこともある。月刊誌『創』（2000年4月号）で浅見定雄が「統一教会信者の『強制説得』請負人」で、「信者を脱会させるために精神病院に『強制収容』する事件に加担した」などとする記事を書いたことを当人から名誉毀損で訴えられ敗訴し、『創』誌に謝罪広告を掲載するよう命じられた[716]。
- 桧田仁（医師・元衆議院議員）：2000年4月の衆議院決算行政監視委員会において、脱会支援活動への取り締まり等について教会員の立場で質問。関連団体の集会やシンポジウムには度々参席し講演もする。2010年11月11日付『世界日報』では「拉致監禁は犯罪」と訴えた「“拉致監禁”の連鎖」『世界日報』世界日報社、2010年11月11日。。
- 小林正（教育評論家・元参議院議員）：教団の関連団体が主催する大会では講演などをしており、世界戦略総合研究所の評議員も務める。憲法改正や教育問題に取り組む関係上、教団との接点が多い。1999年3月13日、世界平和連合・国際勝共連合共催の救国救世全国躍進大会で挨拶。2004年3月22日の世界平和連合‐救国救世全国総決起大会では乾杯の音頭。2004年7月19日には世界平和連合‐神奈川県連合会の役員研修会で講師を務め、2006年開催の天宙平和連合‐祖国郷土還元日本大会にも出席。
- 松下正寿（国際政治学者・元参議院議員）：世界平和教授アカデミー初代会長、世界日報論説委員、宗教新聞社社主。日韓トンネル研究会の代表呼びかけ人。また、富士社会教育センターの理事長を務めた。文鮮明に心酔しており[717]、著作に「文鮮明 人と思想」（善本社、1984年5月）がある。
- 花田紀凱（編集者）：編集長を務める月刊誌『Hanada』は、安倍晋三銃撃事件発生後、統一教会批判の報道が高まると、2022年8月26日発売の10月号に「総力特集 統一教会批判は魔女狩りだ！」と題する特集を組んだ。以後、教団を擁護する論陣を張っている。2023年1月号では、統一教会信者の地方議会議員による対談を掲載し、同年8月号の「総力大特集 あなたを忘れない！」では韓鶴子の名を挙げた。解散命令請求を求め活動している宗教2世当事者を批判し、殺人罪と銃刀法違反で起訴された男性以外にも犯人がいるという説を唱える[718][719][720][721]。
- 福田ますみ（ジャーナリスト）：月刊誌Hanadaで教団擁護の記事を多数執筆する。CESNUR系列の「ビター・ウィンター」でも英語で擁護記事を投稿する[722]。
- 立花孝志（NHK党の政治家）：2025年参院選で統一教会からの選挙支援を得ていると公言した[723]。
- 浜田聡（NHK党の政治家）：国会で何度も統一教会を擁護し、解散請求に反対している[724][725][726][727]。統一教会の関連団体のイベントにも多数参加している[728][729][730][133]。
- 徳永信一（弁護士）：統一教会による高額献金や霊感商法、2世信者への対応が問題視されたことを受け、所属議員が教団と関係を持つべきではないと宣言する地方議会が複数発生した[731]。これに対し2022年12月、統一教会信者が「信教による差別」と主張し、宣言を発表した議会の一つである富山市議会に取り下げを求める訴訟を提起した際、徳永は信者側の代理人を務めた[732]。以後教団幹部と共著を出版[733]。同年9月26日発売の『月刊Hanada』（飛鳥新社）11月号に「旧統一教会 解散請求問題の核心」と題する文章を寄稿し、政府の解散命令請求の方針に抗議した[721]、信者の主催するイベントにも参加している[734]。

### 批判者
- 浅見定雄（東北学院大学名誉教授）：教団の草創期から反対運動に関わっている統一教会反対派の第一人者。数々の著作がある。
- 川崎経子（元牧師）：特定非営利活動法人　「小諸いずみ会 いのちの家」所長。著書『統一教会の素顔―その洗脳の実態と対策』 ISBN 978-4764262645
- 有田芳生（立憲民主党前参議院議員）：『朝日ジャーナル』の霊感商法報道に加わる。カルト問題についてテレビや雑誌で解説し、教団の問題点を批判する著書も多数[584]。
- 藤倉善郎（ジャーナリスト）：『やや日刊カルト新聞』総裁。
- 鈴木エイト（ジャーナリスト）：『やや日刊カルト新聞』主筆。
- 水島総（（株）日本文化チャンネル桜代表取締役社長・映画監督など）：同社が制作しているテレビ番組「チャンネル桜」において、統一教会およびこれから政治的影響力を受けていた民主党・社民党（旧社会党）・自民党内の党内勢力、加えて同教会やパチンコ業界が北朝鮮を経済的に支援している事について繰り返し批判している[735][736][737]。
- 山口広（弁護士）：霊感商法被害対策の組織「全国霊感商法対策弁護士連絡会」（被害弁連）を事務局長として主導して来た。
- 紀藤正樹（弁護士）：霊感商法「被害弁連」の中心的存在。テレビでも統一教会問題を取り上げた番組によく出演している。
- 郷路征記（弁護士）：統一教会の伝道を「信教の自由」を侵害する違法なものとして訴える違法伝道訴訟（青春を返せ裁判）の先駆者。
- 山口貴士（弁護士）：被害弁連に所属。紀藤正樹の「リンク総合法律事務所」に在籍。日本脱カルト協会理事・事務局長。
- 中村敦夫（俳優・元参議院議員）：飯干晃一と共に反対運動に注力した。
- 村井資長（工学者・早稲田大学第10代総長）：「川口記念セミナーハウス事件」で統一教会とその学生団体である原理研究会を告発する。後にジャーナリストの茶本繁正らと「原理運動を憂慮する会」を結成[634]。
- 飯干晃一（作家）：娘の飯星景子を説得して、離教させた。マスコミや批判書を通じ、統一教会に対する反対活動を積極的に行う。反対集会に参加しては参加者を励ましたり、渋谷の教団本部に出かけて行っては、現役の信者に一人ひとりに「君は間違っているぞ」と説得を繰り返したという。
- スティーブン・ハッサン（社会心理学者）: 著書 『マインド・コントロールの恐怖』 ISBN 978-4765230711
- 多田文明（ジャーナリスト）：元信者で現在は教団を批判するライター・ジャーナリストに転身[738]。
- 小川さゆり（宗教2世）：安倍晋三銃撃事件以降、教会による被害や宗教虐待を告発・批判する活動を行っている[739]。
- 高橋紳吾（「東邦大学助教授、精神科医」）：日本脱カルト研究会（現：「日本脱カルト協会」）を設立。マインドコントロール理論から教団をカルトとして解説。
- 西田公昭（社会心理学者）：カルトによるマインドコントロールに関する研究において、統一教会の資料や元信者の体験を採用しており[740]、オウム事件の裁判において心理鑑定人も務めた[741]。日本脱カルト協会代表理事。
- 卓明煥（タクミョンファン）：（宗教ジャーナリスト）韓国において著作や講演で統一教会を批判。
- 櫻井義秀（北海道大学 大学院教授）：宗教社会学などの観点からカルト・マインドコントロールに関する研究において統一教会、天地正教などを考察している。
- 鈴木邦男（民族派団体「一水会」の元代表）：1985年に、『朝日ジャーナル』に 「勝共連合は民族主義運動の敵だ――文鮮明王朝建設に利用される日本の若者」と題した批判手記を発表[742]。
- 小林よしのり（漫画家）：統一教会に入信して家庭が崩壊した知人がおり、教団や教団に同情的な見解を示した学者を強く批判している[743]。
- デーブ・スペクター（テレビプロデューサー・タレント）：元信者で脱会後に反統一教会運動に転じたスティーブン・ハッサンと交流があり「宗教の自由は確かにあるけれど、宗教に入ってから自由がないものなら、最初からいらない」などと教団を批判している[744]。
- ヨゼフ・ピタウ（上智大学学長）：1978年に発足した反統一教会団体「原理運動を憂慮する会」の呼びかけ人の1人[635]。
- 青地晨（ジャーナリスト・評論家）：反統一教会団体「原理運動を憂慮する会」の呼びかけ人[635]。
- 松浦総三（評論家）：反統一教会団体「原理運動を憂慮する会」の呼びかけ人[635]。
- 市川房枝（参議院議員・婦人運動家）：1978年に発足した反統一教会団体「原理運動を憂慮する会」の呼びかけ人[635]。
- 家永三郎（歴史学者）：反統一教会団体「原理運動を憂慮する会」の呼びかけ人[635]。
- 岡本愛彦（映画監督）：反統一教会団体「原理運動を憂慮する会」の呼びかけ人[635]。
- 吉原公一郎（ジャーナリスト）：反統一教会団体「原理運動を憂慮する会」の呼びかけ人[635]。
- 隅谷三喜男（経済学者）：反統一教会団体「原理運動を憂慮する会」の呼びかけ人[635]。
- 蓮舫（参議院議員）：タレント時代、当時出演していたTBS『三時に会いましょう』で、飯干晃一の統一教会に対する「宣戦布告」に協力する。飯星景子は親友だったとされる。その後、飯干をプライベートでも訪問し激励したとされる[745]。
- 世耕弘成（自民党参議院議員）: 青山学院大学の中野昌宏教授に対する裁判の中で、教団や統一教会の学生団体の「原理研究会」を、「反社会的な団体であるとの印象を抱く者が少なくない」とした[746]。
- 石井紘基（元衆議院議員）：生前、統一教会とオウム真理教との関係や統一教会と政治家のつながりなどを指摘していた[747]。
- 黒川敦彦（国政政党NHK党幹事長）:安倍晋三を「おじいちゃんの代からCIA」と批判している黒川は、統一教会は反日カルトであり、安倍晋三の祖父の岸信介が日本に教団を持ち込んだと批判した[748]。
- 瀬戸弘幸（極右系政治運動家・ジャーナリスト）：自身のブログや維新政党・新風の演説などで、統一教会はカルト宗教であり、国家権力に関わっているから、税金を課すべきであるなどと批判している[749]。
- 山野車輪（漫画家）：『嫌韓流3』で霊感商法や自民党と教団の関係について批判的に触れている[要ページ番号]。
- ウィリアム・ウッド（宣教師、神学者）：キリスト教福音派の立場から統一教会を批判する著書を発表し、講演活動を行っている。
- 尾形守（牧師、神学者）：統一教会を異端カルトとする著書異端見分けハンドブックを発表している。

### その他
- 三浦清志（実業家・三浦瑠麗の夫）：自身が関与する太陽光発電事業を巡る民事訴訟で教団信者の弁護士を代理人に指定した[750][751]。
- 白川司（政治評論家・翻訳家）：教団系の世界日報社の『ビューポイント』のWeb版で、1本の記事を寄稿していた[752][753][754]。
- 渡瀬裕哉（参政党創設メンバー、政治活動家）：教団系の『ワシントン・タイムズ』で翻訳担当のエグゼクティブ・ディレクターを担当していた[755][756]。ほかにも、教団系の世界日報社『ビューポイント』のWeb版で10本以上の記事を寄稿する[757]。
- 篠原常一郎（ジャーナリスト）：2020年2月20日、教団系の『世界日報』の読者でつくる「世日クラブ」で「韓国・日本に浸透するチュチェ思想」と題した講演を行う。沖縄の基地反対派について、ハングルの書かれた旗があったことに触れ、沖縄が主体思想の拠点になっていると主張した。講演を受け、世日クラブの会長は「チュチェ思想はある意味肺炎より恐ろしい」と感想を語った[758]。
- 高田純（札幌医科大学教授）：2012年10月18日、教団系の『世界日報』の読者でつくる「世日クラブ」で「今こそ日本の核アレルギーを糺す〜福島は低線量で健康被害なし〜」と題した講演を行う。原発事故後の放射能の影響について、「急性放射線障害がなければ将来のリスクはない」と主張、当時の総理大臣・菅直人を批判した。また、浪江町などでも放射線量は人体に被害のない低線量であり、早く住民を帰還させるべきと語った[759][760]
- 櫻井よしこ（ジャーナリスト）：2012年4月、世界日報の読者でつくる「世日クラブ」の設立30周年を記念する講演会で「日本よ、勁き国となれ」と題して講演した。中国の脅威を訴え、「日本は存亡の危機に瀕している」と警鐘を鳴らし、憲法改正の必要性を語った。講演後の質疑応答では元衆議院議員で政治評論家の長野祐也が米中接近について質問。世界日報社長も賛辞を語ったほか、中曽根康弘も祝電を寄せた[761][762]
- ロバート・D・エルドリッヂ（政治学者）：教団系の世界日報社『ビューポイント』のWeb版で記事を寄稿[763]。世界日報の読者でつくる「世日クラブ」でも講演を行っている[764][765]。
- 我那覇真子（ジャーナリスト）：教団系の世界日報社『ビューポイント』のWeb版で数本の記事を寄稿[766]。
- 茅原郁生（陸上自衛官、拓殖大学名誉教授）：教団系の世界日報社『ビューポイント』のWeb版で複数の記事を寄稿する[767]。
- 河添恵子（ジャーナリスト・ライター）：教団系の世界日報社『ビューポイント』のWeb版で複数の記事を寄稿する[768]。2018年4月には『世界日報』の読者でつくる世日クラブで講演[769]。
- ペマ・ギャルポ（政治学者）：教団系の世界日報社『ビューポイント』のWeb版で複数の記事を寄稿する[770]。2012年12月に『世界日報』の読者でつくる世日クラブで講演[771]。
- 孫向文（漫画家）：教団系の世界日報社『ビューポイント』のWeb版で数十本の記事を寄稿する[772]。
- 石平（評論家）：教団系の世界日報社『ビューポイント』のWeb版で2014年から記事を寄稿する[773]。2014年6月に『世界日報』の読者でつくる世日クラブで講演。習近平政権の暴走に警鐘を鳴らした[774]。
- 竹田恒泰（作家）：教団系の世界日報社『ビューポイント』のWeb版で2016年から2本の記事を寄稿する[775]。
- 坂東忠信（作家）：教団系の世界日報社『ビューポイント』のWeb版でブログからの転載形式で10本以上の記事を掲載する[776]。また、2020年6月には『世界日報』の読者でつくる世日クラブで講演。「ウイルスが研究所から漏れたがそれを逆手に取り、中国が被害者になるように政府は情報を操作していたのではないか」などと、新型コロナウイルスと中国共産党の関係に言及した[777]。
- 小名木善行（作家・参政党アドバイザー[778]）：教団系の世界日報社『ビューポイント』のWeb版でブログからの転載形式で複数の記事を掲載[779]。
- 高橋史朗（教育学者・政治活動家）：教団系の世界日報社『ビューポイント』のWeb版で複数の記事を寄稿する[780]。
- 島田洋一（福井県立大学教授）：2018年8月に『世界日報』の読者でつくる世日クラブで講演。北朝鮮を巡る国際関係について解説した[781]。
- 八木秀次（麗澤大学教授）：2021年に『世界日報』の読者でつくる世日クラブで講演。「同性愛の多くは治癒可能」との趣旨の主張をし、同性婚訴訟やLGBT関連法案の問題点について解説した[782][783]。
- 小川榮太郎（評論家）：2019年8月に『世界日報』の読者でつくる世日クラブで講演。「令和という時代に、私たちが存続できるのかどうか、正直に言うと現状では滅びる。日本は確実に終わると100％断言できる。そのくらい厳しいところに追い込まれている」などと日本の現状を分析した[784]。
- 安積明子（政治ジャーナリスト）：2019年6月に『世界日報』の読者でつくる世日クラブで講演。「報道の自由とは何か〜官房長官会見から見える政治報道」と題して、東京新聞の望月衣塑子を批判した。講演では報道の自由について、「国民の知る権利を超えて、特権化され、悪用されているようにしか思えない」とも主張した[785]。
- 中西輝政（京都大学名誉教授）：2013年8月に『世界日報』の読者でつくる世日クラブで講演。「中国とどう付き合うか〜日本の政治再建は？」というテーマで安倍政権に対し保守派の分裂を警戒すべきとの主張を行った[786]。
- 紅子 - 双子の妹が熱心な信者であったが、後にプロテスタント教会の牧師により、洗脳を解かれる。ぎりぎり10代であったため、合同結婚式への参加はかろうじて免れる。（※詳細は紅子 (人物)参照。）